# FMVの機種一覧
FMVの機種一覧（エフエムブイのきしゅいちらん）とは富士通（富士通クライアントコンピューティング）が発売するFMVの現行モデル並びに過去に発売されたモデルを列挙した一覧である。

## 概要
本稿では2010年4月以降の法人向けモデルである「ESPRIMO（エスプリモ）」・「LIFEBOOK（ライフブック）」・「STYLISTYIC（スタイリスティック）」についても合わせて述べる。なお、ブランド名の統一に合わせて品番ルールが変更されており、シリーズ名を示す最初のアルファベットが1文字であれば法人向け、アルファベットが2文字であれば個人向けと容易に区別できるようになり、個人向けの場合はAHシリーズのように、2文字目は必ず"H"となる。よって、仕様やデザインは異なるものの、一部のシリーズでは以下のような相関関係になる。更に、2025年1月のブランドリニューアルで同月以降発売のデスクトップは「Desktop」、ノートは「Note」とシンプルになった（カスタマイズモデル限定販売の一部モデルは引き続きESPRIMOとLIFEBOOKを名乗る）。
| タイプ                         | 個人向け                               | 法人向け            |
| ------------------------------ | -------------------------------------- | ------------------- |
| セパレート型デスクトップ       | FMV ESPRIMO DHシリーズ                 | ESPRIMO Dシリーズ   |
| A4ワイドスタンダードノート     | FMV LIFEBOOK AHシリーズ                | LIFEBOOK Aシリーズ  |
| 大画面モバイルノート           | FMV LIFEBOOK SHシリーズ                | LIFEBOOK Sシリーズ  |
| コンパクトモバイルノート       | FMV LIFEBOOK PHシリーズ（PH700系列）   | LIFEBOOK Pシリーズ  |
| Ultrabook                      | FMV LIFEBOOK UHシリーズ→Note Uシリーズ | LIFEBOOK Uシリーズ  |
| コンバーチブル型モバイルノート | FMV LIFEBOOK THシリーズ                | LIFEBOOK Tシリーズ  |
| ハイブリッドタブレット         | FMV STYLISTIC QHシリーズ               | STYLISTIC Qシリーズ |

Qシリーズ・QHシリーズに関しては現行のarrows tabでも相関関係が成立する。

## デスクトップパソコン

### 個人向けモデル

#### Desktop F/ESPRIMO FHシリーズ
「DESKPOWER Fシリーズ」後継の一体型モデル。（発売期間：2010年夏～）
- 2010年夏モデル - FH530/1AT・FH550/3A・FH550/3AM・FH700/5AT・FH900/5AD・FH530/1AN・FH550/3AN・FH550/AN・FH700/AN・FH900/5AN
新たに3Dモデル（FH550/3AM・FH550/AN）を追加。このモデルは「Blu-ray 3D」対応コンテンツの視聴のみならず、通常のDVDコンテンツを3D映像に変換することができ、2つのWebカメラを備えた3Dカメラでオリジナルの3D映像や3D写真も作れる一歩先行くモデルである。また、地上デジタルチューナー内蔵のエントリーモデル（FH530/1AT・FH530/1AN）はエスプレッソブラックを追加し2色展開となった。また、最上位機種（FH900/5AD・FH900/5AN）では高性能LSI「Dixel HD エンジン2」を搭載したことでBS・110度CSデジタル放送の場合で10倍の長時間録画を可能にした。
- 2010年冬モデル - FH530/1BT・FH550/3B・FH550/3BD・FH570/3BM・FH700/5BD・FH900/5BM・FH530/BN・FH550/BNL・FH550/BN・FH700/BN・FH900/BN
23型ワイド液晶モデルのデザインを一新。ディスプレイ下部に搭載されているステレオスピーカーをL字型にして視界に入りにくくしたほか、背面にはパナソニック電工製の「ナノイー」発生ユニットを搭載（パソコン本体への「ナノイー」搭載は業界初）した。性能面も強化され、intel Core i5-560M（2.66GHz）を搭載した。また、23型ワイド液晶モデルの上位機種（FH900/5BM・FH900/BN）に3D対応モデルを設定した。また、3D対応モデル（20型液晶モデルを含む）ではデジタル放送の3D番組の視聴が可能となったほか、カラーラインナップに「スノーホワイト」を追加し2色展開となった。地上・BS・110度CSダブルデジタルチューナー及び高性能LSI「Dixel HD エンジン2」搭載モデルを拡充した他、地上デジタルチューナー内蔵エントリーモデル（FH530/1BT・FH530/BN）もダブルチューナーとなった。また、独自の顔認識機能「Sense YOU Technology」を応用し、PCの前から離れると自動で画面をOFFし、戻れば自動で画面がONになる「人感センサー対応Webカメラ」を全機種に搭載した。なお、OSは全機種64ビット版のみとなった。
- 2011年春モデル - FH52/CT・FH55/CD・FH58/CM・FH76/CD・FH98/CM・FH99/CM・FH50/CN・FH55/CN・FH70/CN・FH90/CN
新たに、専用のメガネを使用しなくても3D映像を楽しめるグラスレス3DモデルFH99/CMを追加。独自に開発されたフィルターを採用しており、着脱が可能。フィルターを置くための専用スタンドも付属されている。なお、3D対応モデルは従来の3Dメガネをかけて視聴するタイプ（FH58/CM・FH98/CM）も合わせて設定されており、グラスレス3Dモデルを含め、HDDは大容量の2TBを搭載するほか、23型ワイド液晶モデル（FH98/CM・FH99/CM）はCPUにインテル・ターボ・ブースト・テクノロジー2.0に対応したクアッドコア「Core i7-2630QM(2.00GHz)」を搭載した。また、地上・BS・110度CSダブルチューナー搭載モデル（FH76/CD）はCPUに「Core i5-2520M(2.50GHz)」を、HDDは1.5TBを搭載。地上デジタルダブルチューナー搭載のエントリーモデル（FH52/CT）もHDD容量を1TBに増量した。なお、カタログモデルでTVチューナーなしのモデルが無くなったものの、カスタムメイドモデルのFH50/CNでTVチューナーを省くことができ、さらに、OSでWindows 7 Profeesional 64ビット版にすることが可能になった。
- 2011年夏モデル - FH54/DT・FH56/DD・FH58/DM・FH77/DD・FH98/DM・FH50/DN・FH55/DN・FH70/DN・FH90/DN
20型ワイドモデルのデザインを一新し、CPUはFH56/DD・FH58/DMは「Core i5-2520M(2.50GHz)」を、エントリーモデルのFH54/DTは「Core i3-2310M(2.10GHz)」を搭載し性能を向上。23型ワイドモデルも地上・BS・110度CSデジタルダブルチューナー搭載モデルのFH77/DDはCPUをクアッドコアの「Core i7-2630QM（2.00GHz）」に変更、3D対応モデルのFH98/DMはメモリを8GBに倍増した。また、Blu-ray Discドライブ（FH54/DTを除く）は大容量規格のBDXLに対応、地上・BS・110度CSデジタルダブルチューナー搭載のFH56/DDとFH77/DDはHDD容量を2TBに増量した。なお、カスタムメイドモデルでは従来設定されていたWindows 7 Professional搭載モデルが無くなったが、最廉価モデルのFH50/DNはPentiumプロセッサーの最新仕様であるB940（2.00GHz）を選択することができる。なお、着脱可能の「3Dコンバージョンパネル」を採用したグラスレス3D対応モデルのFH99/CMは継続販売された。
- 2011年秋冬モデル - FH54/ET・FH56/ED・FH77/ED・FH98/EM・FH99/EM・FH50/EN・FH55/EN・FH70/EN・FH90/EN
23型ワイドモデルのデザインが一新され、スピーカーにはONKYOマイスター認定のスピーカーを採用。また、一部機種でディスプレイも改良されており、3D非対応モデル（FH77/ED）にはフレームとパネルの境目がない「フルフラットファインパネル」を、3D対応モデル（FH98/EM）には広視野角が特徴のIPS液晶をそれぞれ採用した。性能面でも強化されており、CPUを「Core i7-2670QM（2.20GHz）」に変更し、メモリは既に8GBに大容量化している3D対応モデル以外の機種も8GBに倍増。LSI「Dixel HDエンジン2」の改良により約15倍の長時間ダブル録画も実現した。20型ワイド液晶モデルは地上デジタルチューナー搭載モデル（FH54/ET）で大きな改良が行われ、CPUの性能を向上し、光学ドライブをBDXL対応Blu-ray Discドライブに変更した。地上・BS・110度CSデジタルチューナー搭載モデル（FH56/ED）も約15倍の長時間ダブル録画に対応した。さらに、全機種で従来からのアイソレーションキーボードを改良し、キーボードの手前から奥に約0.5°の傾斜をつけて階段状にしたステップ型キートップ配置と、キートップをわずかに凸状にした球面シリンドリカルキートップにしたことで正確で疲れにくいタイピングを実現する「ナチュラルトップキーボード」を採用し、高速起動を可能にする「クイックスタート機能」を搭載した。
- 2012年春モデル - FH54/GT・FH56/GD・FH77/GD・FH50/GN・FH55/GN
23型ワイド液晶モデルは3D非対応の店頭販売モデルのみモデルチェンジ（3D対応モデルとカスタムメイドモデルは2011年秋冬モデルを継続販売）。液晶パネルを広視野角が特徴のIPS方式に変更した程度で、他は2011年秋冬モデルと同じである。20型ワイド液晶モデルはCPU性能を強化し、特に、地上・BS・110度CSデジタルチューナー搭載モデル（FH56/GD）はクアッドコアの「Core i7-2670QM」を搭載し、大幅に強化された。
- 2012年夏モデル - FH54/HT・FH56/HD・FH77/HD・FH98/HM・FH50/HN・FH55/HN・FH70/HN・FH90/HN
23型ワイド液晶モデルはCPUを第3世代の「Core i7-3610QM」に変更するとともに、新たに約5秒で地上デジタル放送を視聴できるクイックテレビ機能を追加。3D対応モデル（FH98/HM）はHDDを3TBに増量した。20型ワイド液晶モデルはサイズアップ及び高解像度化されて21.5型フルHD液晶となる。併せて、デザインも一新され、フレームとパネルの境目がなく、視野角が広い「フルフラットファインパネルIPS液晶」を採用した。また、地上・BS・110度CSデジタルチューナー搭載モデル（FH56/HD）は23型ワイド液晶モデルと同様、CPUを「Core i7-3610QM」に変更するとともに、メモリを8GBに倍増。HDMI入力端子も新たに搭載した。カスタムメイドモデルでは21.5型ワイド液晶モデルでCPUにPentium B960やCore i5-3210Mを選択できるほか、23型ワイド液晶モデルはメモリを最大16GBまで搭載することが可能となった。
- 2012年秋冬モデル - FH54/JD・FH56/JD・FH77/JD・FH98/JD・WF1/J・WF2/J
OSをWindows 8 64bitに変更するとともに、カタログモデル全機種でCPUを強化。23型ワイドモデルはデザインを一新し薄型・軽量化。さらに、パイオニア製の大口径スピーカーを新搭載し音質も強化した。なお、最上位モデル（FH98/JD）はタッチパネルを搭載する一方、3D関連機能は省かれた。タッチパネル非搭載のFH77/JDもワイヤレスタッチパッドを同梱し、タッチ操作に対応する。なお、カラーバリエーションでルビーレッドが廃止となり、2色展開（FH98/JDはシャイニーブラックのみ）となった。21.5型ワイド液晶モデルは下位モデル（FH54/JD）で強化を行い、デジタルチューナーが3波（地上・BS・110度CS）対応となった。カスタムメイドモデルではFH77/JDに付属のワイヤレスタッチパッドを21.5型ワイドモデルにも付けられるようにしている。
- 2013年春モデル - FH54/KD・FH56/KD・WF1/K
21.5型ワイド液晶モデルのみモデルチェンジ（23型ワイド液晶モデルは2012年秋冬モデルを継続販売）。店頭販売モデルは最速約1.5秒で起動できる「クイックテレビ」機能（FH56/KDは3波対応、FH54/KDは地上デジタルのみ）が追加され、Officeを「Office Home and Business 2013」に更新。また、FH56/KDは新たにワイヤレスタッチパッドを同梱、FH54/KDはCPUを強化し、視聴・録画用の3波デジタルチューナーをダブルチューナーに変更。カラーラインナップはシャイニーブラックのみとなった。カスタムメイドモデルはHDDで3TB、メモリで16GBとハイスペックな構成を選択できるようになった。
- 2013年夏モデル - FH78/LD・WF2/L
23型ワイド液晶モデルのタッチパネル搭載モデルのみモデルチェンジ（21.5型ワイド液晶モデルのFH56/KD・WF1/K及び23型ワイド液晶モデルのワイヤレスタッチパッド同梱モデルFH77/JDは継続販売）。スピーカーをディスプレイ下部からスピーカー支柱部に移して左右に飛び出した円筒形の新デザインに。ディスプレイにはWebブラウザや地図ソフトのスクロールや写真の送り出し・戻りなどを視線で操作できる「視線アシスト」機能を備えている。CPUはグラフィック性能を強化した第4世代のCore i7-4700MQを搭載。カラーはシャイニーブラックに加え、スノーホワイトを加えた2色展開となった。カスタムメイドモデルはTVチューナーなし設定ができるようになった。
- 2013年秋冬モデル - FH52/M・WF1/M
21.5型ワイド液晶モデルのみモデルチェンジ（23型ワイド液晶モデルのFH78/LD・WF2/Lは継続販売）。CPUをCeleron 1005Mに、OfficeをPersonal 2013にそれぞれスペックダウンし、TVチューナーを省いたエントリーモデルの位置づけとなり、カラーをスノーホワイトに変更。それでも、フルHDのスーパーファインVXパネルIPS液晶やパイオニア製スピーカーを備え、OSはWindows 8.1に変更している。カスタムメイドモデルではディスプレイがフルフラットファインパネルにグレードアップ。さらに、CPUでCore i3-3120MやCore i5-3230Mを選択できるほか、ストレージ・メモリ・光学ドライブ・Office・ワイヤレスタッチパッドの有無を選択できるなど、ハイスペック仕様にすることが可能。カラーもスノーホワイトに加え、カスタムメイド限定カラーのシャイニーブラックも用意される。
- 2014年春モデル - FH52/M（FMVF52MW2）
店頭販売向けの21.5型ワイド液晶モデルをマイナーチェンジ。OfficeをPersonal 2013からHome and Business 2013に変更した。
- 2014年夏モデル - FH52/R・FH78/RD・WF1/R・WF2/R
21.5型ワイド液晶モデル・23型ワイド液晶モデルともモデルチェンジ（23型ワイド液晶モデルは1年ぶりのモデルチェンジ、2サイズ一斉にフルモデルチェンジされるのは2012年秋冬モデル以来）。OSをWindows 8.1 Updateに変更し、ワイヤレスLANはIEEE802.11acに対応。23型ワイド液晶モデルはCPUをCore i7-4710MQに強化した一方、カラーはカタログモデル・カスタムメイドモデル共にシャイニーブラックのみの設定となった。
- 2014年秋冬モデル - FH52/S・WF1/S
21.5型ワイド液晶モデルのみモデルチェンジ（23型ワイド液晶モデルは2014年夏モデルを継続販売）。外観や基本スペックの変更はないものの、Offieが更新され、2013をベースに、最新バージョンの発売後も無償アップグレードが可能で、「Office 365 サービス」が1年間無料で利用できる「Office Home and Business Premium プラス Office 365 サービス」となった（カスタムメイドモデルでは「Office Personal Premium　プラス Office 365 サービス」の選択も可能）。カスタムメイドモデルはCPUでこれまでのCeleron・Core i3に加え、クアッドコア仕様のCore i7-3632QMの選択も可能となり、ハイスペック仕様にすることも可能となった。
- 2015年春モデル - FH52/T
店頭販売向けの21.5型ワイド液晶モデルのみモデルチェンジ（21.5型ワイド液晶のカスタムメイドモデルは2014年秋冬モデルを、23型ワイド液晶モデルは2014年夏モデルをそれぞれ継続販売）。搭載ソフトウェアを最新版に更新したマイナーチェンジ程度で、基本スペックはFH52/Sと同じである。
- 2015年夏モデル - FH52/U・FH77/UD・WF1/U
23型ワイド液晶モデルが1年ぶりにモデルチェンジし、Celeron搭載の店頭販売向けエントリーモデルは21.5型ワイド液晶からCore i7搭載モデルと同じ23型ワイド液晶に大型化した（21.5型ワイド液晶モデルは2014年秋冬モデルから継続販売しているカスタムメイドモデルのみとなる）。デザインを一新し、挟額縁化したことで大画面と省スペースを両立。また、筐体の周りにシルバーフレームを施し、脚部は強度を増すために金属に変更した。スピーカーには振動板を支える部分に磁性流体を用いたツイーターを備えたパイオニア製BOXスピーカーを採用。事前に設定をしておけば電源オフ状態でもポータブルオーディオプレーヤーとケーブルで接続することで外部スピーカーとして使用できるパワーオフスピーカー機能を備え、パソコンの電源オン・オフを問わずハイレゾ音源の再生に対応しており、ヘッドフォン端子もハイレゾに対応した。さらに、使用頻度が高い電源ボタン、USB3.0（1ポート）、SDカードスロットは前面に配置して利便性を高めた。デジタルTVチューナー搭載のFH77/UDでは、ピクセラの「Station TV」や「My Cloudプレイ」を別途ダウンロードすることで放送中の番組や録画した番組をテレビ機能が無い他のパソコンやスマートフォン・タブレットでも視聴できるリモート視聴に対応した。CPUはFH52/UはCeleron 2950Mに、FH77/UDはCore i7-4712MQにそれぞれ変更した。カスタムメイドモデルではCPUでCore i3-4100M、メモリで16GB、HDDで3TB、ディスプレイで23型ワイドノングレア液晶、Office非搭載とカタログモデルにはない設定も可能である。パソコンから離れた場所から操作できるワイヤレスタッチパッドを追加することも可能で、カラーも、カタログモデルでは固定となっているオーシャンブラックとスノーホワイトの選択が可能である（ただし、デジタルTVチューナー+Blu-ray Discドライブ選択時はオーシャンブラックのみとなる。
- 2015年秋冬モデル - FH52/W
OSをWindows 10 Homeに変更し、ワイヤレスキーボードはキー配列により押下圧を3段階に調整し、ジャストシステム製の日本語入力システム「ATOK 2015 for Windows」を新たに搭載した。なお、ハードウェアスペックは2015年夏モデルのFH52/Uと同じである。
- 2016年春モデル - FH53/XD・FH77/XD・WF1/X
TVチューナー搭載モデルを約8ヶ月ぶりにモデルチェンジ（2015年秋冬モデルのFH52/WはTVチューナーレスモデルとして継続販売）。2015年秋冬モデル同様、OSにWindows 10 Home、キー配列により押下圧を3段階に調整したワイヤレスキーボード、「ATOK」の搭載に加え、対応のmicroSDカードに録画した番組をスマートフォンやタブレットに持ち出したり、対応パソコンへの買い替え後も録画番組を移動できるSeeQVault（シーキューボルト）に対応し、USBの高速規格であるUSB 3.1（Gen1）Type-Cを1ポート搭載した。ラインナップはCore i7搭載モデル（FH77/XD）とCeleron搭載モデル（FH53/XD）の2モデルを用意し、特にCore i7搭載モデルは第6世代のCore i7-6700Tに性能向上した。併せて、カスタムメイドモデルも約8ヶ月ぶりにモデルチェンジ。CPUはCore i7-6700Tに加え、デュアルコアのCore i3-6100Tや店頭販売モデルよりも性能が高いCeleron G3900Tを加えた3種類を選択可能。また、ストレージも高速機動と大容量を両立するHDD+SSD構成も選択できるようになった。
2016年5月にカスタムメイドモデルの仕様変更が行われ、ボディカラーでスノーホワイトの選択が可能となり、Officeは「Office 2016」となった。
- 2016年夏モデル - FH53/YD
Celeron+TVチューナー搭載モデルのみモデルチェンジ。CPUをCeleron G3900Tに変更し、メモリはDDR4を採用して基本性能を向上したほか、テレビ機能についても2番組同時録画が可能となった。また、プリインストールされているOffice Home and Business Premiumの初期バージョンが「Office 2016」となった。
- 2016年秋冬モデル - FH52/A3・FH90/A3・WF1/A3・WF2/A3
Core i7搭載モデルとTVチューナーレスモデルをモデルチェンジ（Celeron+TVチューナー搭載モデルは2016年夏モデルを継続）。Core i7搭載モデルは挟額縁デザインの27型ワイド液晶に大画面化し、パイオニアと共同開発したハイレゾ対応大型スピーカー（4W+4W）やサブウーファー（10W）を搭載したほか、ヘッドフォン端子、USB端子、Blu-ray Discドライブなど使用頻度が高いインターフェイス類を前面に配置。WEBカメラは使用しないときは収納できるスライド式になり、Windows 10の生体認証機能「Windows Hello」にも対応し、顔認証によるログインも可能となった。CPUはCore i7-6700HQに変更となっている。TVチューナーレスモデルは2016年夏モデル同様にCPUをCeleron G3900Tに変更して性能を強化し、2016年春モデルでTVチューナー付モデルに搭載されていたUSB3.1(Gen1) Type-Cを1ポート新たに搭載した。カスタムメイドモデルはラインナップを拡充してCore i7・27型ワイド液晶搭載モデルでもTVチューナーの有無やメモリ容量、ストレージの種類・容量などを選択可能としたほか、キングソフト製の「Kingsoft Office 2016 Standard フォント同梱版 マルチライセンス」を購入時に選択できるようになった。
- 2017年春モデル - FH52/B1・FH53/B1・FH77/B1・WF1/B1
Celeron搭載モデルをモデルチェンジ（Core i7・27型ワイド液晶搭載モデルは2016年秋冬モデルを継続）。デザインが全面刷新され、23.8型に大型化すると同時に、4辺挟額フレームの採用により横幅をスリム化し、FH52/A3比約1.2倍に高輝度化した。CPUをCeleron 3865Uに変更したほか、パイオニア製スピーカーを搭載した。また、TVチューナーを備えたCore i7搭載モデルを新たに設定。27型液晶搭載モデルよりも性能が高いCore i7-7700HQを搭載する。カスタムメイドモデルも用意されており、CPUでカタログモデルにはないCore i3-7100Uを搭載することが可能なほか、キングソフト製Officeは「WPS Office Standard マルチライセンス」に変更した。
- 2017年夏モデル - FH52/B2・FH90/B2・WF2/B2
まず、23.8型ワイド液晶搭載・TVチューナーレスモデルをモデルチェンジ。ハードウェアの主要スペックは2017年春モデルと同じだが、ATOKを「ATOK 2017 for Windows」に変更し、LTS社製の英語学習ソフト「Learn to Speak English 12」を新たにプリインストールしてソフトウェア面の強化を行った。
次いで、27型ワイド搭載モデルをモデルチェンジ。新たにハイレゾプレーヤー「CurioSound for FUJITSU」を搭載し、ハイレゾ音源の再生に対応。CPUはCore i7-7700HQに強化（同時にCPU内蔵グラフィックスもintel HD Graphics 630に変更）し、HDD容量を3TBに増量。OSのWindows 10は「Creators Update」適応済みになった。カスタムメイドモデルも同時にモデルチェンジし、メモリは最大32GBまで、ストレージは1TB HDDの選択が可能なほか、SSD（256GB）とのデュアルストレージ仕様の選択も可能である。
- 2017年秋冬モデル -FH52/B3・FH70/B3・FH77/B3・FH90/B3・WF1/B3・WF2/B3
23.8型ワイド液晶モデルをモデルチェンジ。店頭販売モデルはCeleron・TVチューナー搭載モデルに替わり、Core i7搭載・TVチューナーレスモデル（FH70/B3）を新設。カスタムメイドモデルは、Windows Mixed Realityに対応した専用ヘッドセットとコントローラーのセット「Windows Mixed Reality Headset + Motion Controllers」を新たに設定した（WF1/B3でこのセットを適応する場合、CPUはCore i7-7700HQ、メモリは8GB以上の搭載が必要で、「Windows 10 Fall Creators Update」へのアップデートも必要）。
2017年12月には27型ワイド液晶モデルをモデルチェンジ。基本スペックは2017年夏モデルから踏襲されているが、スピーカーにゴールドリングが施され、キーボードに「プリズムクリアキー」が採用され、マウスもデザインが刷新された。
- 2018年夏モデル - FH52/C2・FH70/C2・FH77/C2・WF1/C2
23.8型ワイド液晶モデルをモデルチェンジ。基本スペックは2017年秋冬モデルから踏襲されているが、先行でモデルチェンジされた27型ワイド液晶モデル同様、キーボードに「プリズムクリアキー」が採用され、マウスのデザインが刷新された。
- 2018年秋冬モデル - FH90/C3・FH-X/C3・WF2/C3
27型ワイド液晶モデルをモデルチェンジ。奥行を短くした新デザインに刷新され、サブウーファーはダブル・パッシブラジエーター方式に変更。CPUはスペックアップされ、ヘキサコア（6コア）のCore i7-8750H（intel Optaneメモリーも同時に搭載されるため、Core i7+8750Hとなる）。また、"X（テン）"の一モデルとして設定されるFH-X/C3ではディスプレイ解像度を4K UHD（3,840×2,160）とし、パソコンとしては世界初となるピクセラ製のBS4K/110度CS4Kチューナーを搭載。光学ドライブはUltra HD Blu-rayの再生も可能である。カスタムメイドモデルはストレージで512GBのSSDと3TBのHDDのデュアルストレージの選択が可能となり、ディスプレイで4K UHDの選択が可能となった（4K UHDモデルでもテレビチューナーの有無が選択可能であるが、ストレージでOptaneメモリー付HDDの選択が不可となる）。
- 2019年春モデル - FH52/D1・FH70/D1・FH77/D1・WF1/D1
23.8型ワイド液晶モデルをモデルチェンジ。Core i7搭載モデルのFH70/D1とFH77/D1はCPUをヘキサコア（6コア）のCore i7-8750Hにスペックアップ、OfficeをHome & Business 2019に更新し、音声補正アプリケーション「Dirac Audio」を搭載。Celeron搭載モデルのFH52/D1もOfficeをPersonal 2019に更新された。カスタムメイドモデルでは、Optaneメモリー付HDDの選択が可能となり、27型ワイド液晶モデルと同じCore i7+8750Hプロセッサーにすることが可能となった。
- 2019年夏モデル - FH90/D2・FH-X/D2・WF2/D2
27型ワイド液晶モデルをモデルチェンジ。CPUを第9世代ヘキサコアのCore i7-9750Hにスペックアップするとともに、2019年春モデルの23.8型ワイド液晶モデル同様に、OfficeをHome & Business 2019に更新され、音声補正アプリケーション「Dirac Audio」が搭載された。
- 2019年秋冬モデル - FH52/D3・FH70/D3・FH77/D3・WF1/D3
23.8型ワイド液晶モデルをモデルチェンジ。CPUはFH77/D3は第9世代ヘキサコアのCore i7-9750Hに、FH70/D3は第8世代クアッドコアのCore i7-8565Uに、FH52/D3はCeleron 4205Uにそれぞれ変更。ストレージは全モデルPCIe接続対応のSSDとなり、FH77/D3はHDDとのデュアルストレージ仕様となった。カスタムメイドモデルではストレージで1TB SSDの選択が可能となった。
- 2020年夏モデル - FH52/E1・FH70/E1・FH90/E2・FH-X/E2・WF1/E1・WF2/E2・WF-X/E2
先行で23.8型ワイド液晶モデルのホワイトボディをモデルチェンジ。Wi-Fi 6（IEEE802.11ax）に新たに対応したほか、第8世代Core i7を搭載するFH70/E1はメモリ容量が8GBに倍増された。遅れて27型ワイド液晶モデルもモデルチェンジ。CPUが第10世代ヘキサコアのCore i7-10750Hに変更され、ストレージはSSDが新たに搭載され、OptaneメモリーはSSD側に搭載。Wi-Fi6（IEEE802.11ax）にも対応した。カスタムメイドモデルは店頭販売の27型ワイド液晶モデルのモデルチェンジと共に全モデル一斉にモデルチェンジされ、23.8型ワイド液晶モデルはCeleron・Core i3をWi-Fi 6（IEEE802.11ax）の対応及びメモリ容量やストレージの選択肢を絞り込んだ新モデルに移行（Core i7搭載モデルはWF1/D3を継続販売）。27型ワイド液晶モデルはストレージの選択肢に1TB SSD+3TB HDDが追加され、WF2/D2ではディスプレイの選択肢として扱われていた4K UHDモデルを単独モデルのWF-X/E2として分離された。
- 2020年冬モデル - FH52/E3・FH60/E3・FH70/E3・FH77/E3・FH-G/E3・WFB/E3・WF1/E3・WF-G/E3
23.8型ワイド液晶モデルをモデルチェンジ。デザインが刷新され、部品の小型化や排熱構造の見直しなどにより本体が薄型化され、ディスプレイが4辺狭額縁となった。人感センサーと顔認識対応カメラにより、パソコンの前に着席するだけでモダンスタンバイからの復帰・Windowsのサインインを済ませ、すぐに使用可能な状態にする「瞬感起動（しゅんかんきどう）」が採用された。プロセッサーが刷新され、FH52はCeleron 6305、FH70とFH77は第11世代クアッドコアのCore i7-1165G7となり、FH77はワイヤレスLANがWi-Fi 6（IEEE802.11ax）に対応した。また、AMD社製プロセッサー「Ryzen」を搭載したFH60とFH-Gを追加。FH60/E3はヘキサコア（6コア）のRyzen 5 4500Uを搭載し、メモリは8GB、OfficeはHome & Business 2019をプリインストールする。また、FH-G/E3はクリエイティブオールインワンモデルに位置付けられ、オクタコア（8コア）のRyzen 7 4700Uに加え、グラフィックスにAMD Radeon RX 5300M、ディスプレイは3辺狭額縁の4K UHD ノングレアIPS液晶を搭載し、メモリは16GB・SSDは1TBと大容量仕様となる一方、光学ドライブを非搭載としている。また、「FMVまなびアカデミー」のイラスト制作講座「お絵かき講座パルミー」の1ヶ月無料体験+初回月謝半額の特典や専用サイトからのダウンロードによりAdobe Premiere ProやAdobe Acrobat Pro DCが1ヶ月間無料で体験利用が可能となる。カスタムメイドモデルは全モデルでメモリの選択肢に32GBが追加され、ストレージはSSDを基本に、HDDを2ndストレージとして1TBまたは2TBを搭載可能な構成に変更。WF-G/E3は外付けDVDスーパーマルチドライブをつけることが可能である。なお、WF1/E1はカスタムメイド限定のCore i3/Celeron搭載モデルとして継続販売された。
- 2021年春モデル - WF1/F1
カスタムメイドの23.8型ワイド液晶・intel CPU搭載モデルをモデルチェンジ。継続販売していたWF1/E1を統合したことでCPUの選択肢が3種類となり、Core i3は第11世代のCore i3-1115G4に、CeleronはCeleron 6205にそれぞれ変更された。
- 2021年秋冬モデル - FH60/F3・FH70/F3・FH77/F3・FH90/F3・WF1/F3・WF2/F3・WFB/F3
23.8型ワイド液晶・クリエイティブオールインワンモデルと27型ワイド液晶・有機ELモデルを除く全てのモデルをモデルチェンジ。OSがWindows 11、Microsoft OfficeがHome & Business 2021にそれぞれ変更。23.8型液晶モデルは店頭販売モデルからCeleron搭載モデルが無くなり、Ryzen搭載モデルのFH60は動作周波数が向上されたRyzen 5 5500Uに変更。FH70はintel社製「Core i7」からAMD社製の「Ryzen」に変わり、オクタコア仕様のRyzen 7 5700Uとなった。27型ワイド液晶モデルのFH90はCPUが第11世代のCore i7-1165G7（Iris Xe Graphics搭載）へ変更され、メモリは16GBに倍増。ストレージはHDDを4TBに増量し、256GBのSSDと合わせたデュアルストレージ仕様へ変更された。カスタムメイドモデルは23型ワイド液晶・AMD Ryzen搭載モデルのWFBはプロセッサーのRyzen 7が動作周波数を向上したRyzen 7 5700Uに変更。27型ワイド液晶モデルのWF2はメモリの選択肢に64GBが追加され、ストレージのSSD+HDD構成で選択可能なHDDの容量が3TBから4TBに変更された。
- 2022年秋冬モデル - FH60/G3・FH77/G3・WF1/G3
23.8型ワイド液晶モデルをモデルチェンジ。カタログモデルのラインナップをTVチューナーレスのホワイトボディFH60とTVチューナー内蔵のブラックボディFH77の2モデルに集約した。FH60はプロセッサーがintel社製CPUとなり、第11世代クアッドコアのCore i5-1135G7（Iris Xe Graphics搭載）へ変更。FH77はメモリが16GBに倍増された。また、両モデル共通でAIが顔の動きを追従してエフェクトをかけ、肌質補正や小顔機能も備えたAIメイクアップアプリ「Umore（ユーモア）」やスマートフォンとの連携ソフトを搭載、立体音響技術の「ドルビーアトモス」に対応した。カスタムメイドモデルのWF1はプロセッサーの選択肢が一部変わり、Core i3-1115G4に替わって、Core i5-1135G7の選択が可能となった。
- 2023年夏モデル - FH90/H2・WF2/H2・WF-X/H2
27型ワイド液晶モデルを約1年9か月ぶりにモデルチェンジ。筐体が刷新され、パイオニア製のスピーカーを4Wの左右独立大型タイプから3WのBOXタイプに変更してディスプレイ下中央へ移動、サブウーファーの代わりに背面上に左右独立で配置されたツイーターで構成された2+2chスピーカーシステムとなり、立体音響技術の「ドルビーアトモス」に対応。これにより、ディスプレイ下のスピーカーユニットがスリムスタンドとなったことで空間が生まれ、キーボードやマウスを収納することが可能となった。また、フロントアクセスはヘッドホン端子と1ポートに減らしたUSB Type-Aのみに絞り、収納式となった。ディスプレイはフルHD（1,920×1,080ドット）からWQHD（2,560×1,440ドット）に高解像度化され、高輝度低反射液晶を採用。WebカメラはWindows Helloの顔認証に対応し、レンズを物理的にふさぐプライバシーシャッターが搭載された。プロセッサーは第12世代のCore i7-1260Pへ変更され、ストレージは512GB SSD+1TB HDDに変更。ワイヤレスLANはWi-Fi 6Eに対応し、キーボードとマウスは打鍵音やクリック音が低減された静音タイプに変更された。カスタムメイドモデルは4K UHD液晶モデル・WQHD液晶モデル共にSSDの選択肢に2TB、Microsoft OfficeにHome & Business 2021の構成にAccessとPublisherを加えたProfessional 2021がそれぞれ追加された。
- 2023年冬モデル - FH60/H3・FH77/H3・WF1/H3・WFB/H3
23.8型ワイド液晶モデルを約1年ぶりにモデルチェンジ。27型ワイド液晶モデル同様に筐体が刷新され、ヘッドホン端子とUSB 3.2 Type-Aを備えた収納式フロントアクセスを新設。BOXスピーカーとツイーターで構成されたパイオニア製の2+2chスピーカーシステム、Windows Helloの顔認証に対応し、レンズを物理的にふさぐプライバシーシャッターを備えたWebカメラが搭載され、キーボードとマウスは静音タイプに変更。ワイヤレスLANはWi-Fi 6Eに対応し、Microsoft OfficeはMicrosoft 365 Basicの1年間無償版も同梱された。FH60はプロセッサーが2021年秋冬モデル以来となるAMD Ryzenに戻り、Ryzen 5 7530Uを搭載。FH77はプロセッサーが第12世代のCore i7-1260Pへ変更され、TVチューナーが非搭載となった。カスタムメイドモデルはWF1において選択可能なCeleronとCore i5が更新（Celeron 7305又はCore i5-1240P）され、Microsoft OfficeはProfessional 2021の選択が可能となった。また、2021年秋冬モデル以来となるAMD Ryzen搭載モデルのWFBが復活した。
- 2025年春モデル - F55-K1・F75-K1・F77-K1・WF1-K1・WF2-K1
ブランドリニューアルに伴ってシリーズ名称を「Desktop F」へ変更。TVチューナー搭載モデルが無くなる代わりに、動画配信サービスの視聴をアシストするVOD視聴アプリ「Videoポータル」が全モデルに搭載され、付属の専用リモコンを用いて倍速再生・フルスクリーン表示・音声検索などが可能となる。また、Microsoft OfficeはMicrosoft 365 Basic + Office Home & Business 2024へ変更された。FH60後継の23.8型ワイド・ホワイトモデルのF55はプロセッサーをCore i5-1235Uに変更され、メモリ容量を16GBに倍増。FH90後継の27型ワイド・ブラックモデルのF77はメモリ容量を32GBに倍増され、ストレージをSSDに一本化して容量を1TBに倍増。なお、23.8型ワイド・ブラックモデルのF75は前身のFH77からハードウェアスペックの変更はない。カスタムメイドモデルは23.8型ワイドモデルのWF1と27型ワイドモデルのWF2の2種類に集約され、WF1はメモリの選択肢に64GBを追加、Core i5はカタログモデルと同じCore i5-1235Uに変更。ストレージはSSD単体のみとなった。WF2は追加可能なHDDの選択肢が1TBから2TBに変更された。

#### ESPRIMO EHシリーズ
新デザインのディスプレイを搭載したシンプルな一体型モデル。本シリーズではカスタムメイドの設定がない。（発売期間：2011年春～2013年夏）
- 2011年春モデル - EH30/CT
CPUと外付けグラフィックス相当のコアが組み合わさったAMD社独自のAPUを採用（本機種ではAMD デュアルコア・プロセッサ E-350(1.60GHz)とAMD Radeon HD 6310 グラフィックスを搭載）し、優れたグラフィックス性能を発揮。また、地デジ対応「Windows Media Center」や「Office Personal 2010」をプリインストールしている。カラーはオーシャンブラックとスノーホワイトの2色。
- 2011年夏モデル - EH30/DT
HDD容量を1TBに倍増。これ以外の点は従来モデルを踏襲する。
- 2011年秋冬モデル - EH30/ET
APUの性能を向上し（AMD デュアルコア・プロセッサ E-450(1.65GHz)+AMD Radeon HD 6320 Graphics）、ディスプレイにLEDバックライトを採用、キーボード・光学式マウスをワイヤレスタイプ変更した。
- 2012年春モデル - EH30/GT
スペックは2011年秋冬モデルと同じだが、丸みを帯びたコンパクトなデザインに一新された。
- 2012年夏モデル - EH30/HT
APUがAMD E2-1800 APU(1.70GHz)+AMD Radeon HD 7340 Graphicsに一新されたほか、クイックスタート機能を新たに搭載した。
- 2012年秋冬モデル - EH30/JT
OSをWindows 8 64bitに変更。スペックは2012年夏モデルから据え置かれたが、USB3.0ポートを新たに搭載し、TV視聴/録画ソフトを「Aver TV 8」に変更したことで録画予約時間になると自動で電源をONにして録画を開始する「電源OFF録画機能」に対応した。
- 2013年春モデル - EH30/KT
基本スペックや各種機能は2012年秋冬モデルから据え置かれたが、新デザインを採用したことでコンパクト化され、Officeを「Office Home and Business 2013」に更新した。本モデルは2013年夏モデル発表後も継続販売された。

#### ESPRIMO WHシリーズ
ディスプレイにチルト機能を備え、タッチ操作がしやすい角度に調整できる一体型モデル。（発売期間：2013年秋冬～2016年秋冬）
- 2013年秋冬モデル - WH77/M・WW1/M
21.5型ワイドのフルHD・フルフラットファインパネルIPS液晶を搭載しており、チルト機能は独自の「アジャストスライダー」により軽い力で手前にせり出し、9°～62°の間で無段階調整が可能。ディスプレイ下部に空間があることで、付属のワイヤレスキーボードを動かすことなく、そのままタッチスタイルにすることができる。本体はUSBやSDカードなどのコネクタ類やBlu-ray Discドライブを左右に配置しているほか、ディスクの取出しがしやすいよう、キーボードにEjcetボタンを備え、使いやすさに配慮している。OSはWindows 8のマイナーチェンジ版であるWindows 8.1を搭載するほか、CPUにCore i7-4702MQ、メモリは8GB、HDDは2TBを搭載し、充実のスペックとしている。カラーはシャイニーブラックとスノーホワイトの2色。カスタムメイドモデルも設定されており、HDDは最大3TB、メモリは最大16GBまで搭載できるほか、オプションのネットワークTVチューナーの追加も可能である。本モデルは2014年春モデル・2014年夏モデル発表後も継続販売された。
- 2014年秋冬モデル - WH53/S・WH77/S・WW1/S
発売以来初のフルモデルチェンジ。ディスプレイサイズを23型ワイドに大型化され、フレームをスリム化。「アジャストスライダー」の変形機構も改良し、角度によって一体型デスクトップPCのように使う「ベーシックスタイル」、タッチ操作がしやすい角度に無段階で調整できる「タッチスタイル」、倒した状態にすることでスタイラスを利用して操作するのに適した「ペンスタイル」と3つのスタイルを使い分けることができ、どのスタイルにおいても奥行を400mm以内に抑えたことで省スペース性にも配慮された。また、加速度センサーにより、「ペンスタイル」にした時のみ、紙に近い色調の「ペーパーモード」に自動調整され、「ペンナビ」も自動起動する。スペックも向上し、CPUはCore i7-4712MQにスペックアップ、ワイヤレスLANはIEEE802.11ac対応となり、内蔵のWebカメラは「intel RealSence テクノロジー」を搭載した3Dカメラとなった。また、Officeも更新され、2013をベースに、最新バージョンの発売後も無償アップグレードが可能で、「Office 365 サービス」が1年間無料で利用できる「Office Home and Business Premium プラス Office 365 サービス」となった（カスタムメイドモデルでは「Office Personal Premium　プラス Office 365 サービス」の選択も可能）。カタログモデルはラインナップを拡大し、新たに、メモリを4GBに、HDDを1TBに半減し、Webカメラのスペックを落としたCore i3搭載モデル（WH53/S）を追加し、スノーホワイトはCore i3搭載モデルのみの設定となった。カスタムメイドモデルはカタログモデルには設定がないCore i5-4210Mの選択が可能となった。本モデルは2015年春モデル・2015年夏モデル発表後も継続販売された。
- 2015年秋冬モデル - WH53/W・WH77/W・WW1/W
1年ぶりにモデルチェンジ。OSをWindows 10 Homeに変更するとともに、Core i7搭載モデル（WH77/W）は生体認証機能「Windows Hello」にも対応し、搭載されているintel RealSence 3Dカメラを用いて顔認証によるログインができるようになった。キーボードを改良し、配列によって重さを3段階に調節した3段階押加圧を採用し、ジャストシステム製の日本語入力システム「ATOK 2015 for Windows」を新たに搭載した。なお、ハードウェアのスペックは2014年秋冬モデルを踏襲する。また、Core i3搭載モデルのカラーラインナップがスノーホワイトのみの設定となった。本モデルは2016年春モデル・2016年夏モデル・2016年秋冬モデル発表後も継続販売された。

#### ESPRIMO DHシリーズ
「DESKPOWER CEシリーズ」後継の分離型スリムタワーモデル。富士通が発売する個人向けの分離型モデルは本シリーズのみである。2013年夏モデルからカスタムメイド専用モデルに移行。（発売期間：2010年夏～）
- 2010年夏モデル - DH550/3A・DH700/7A・DH550/AN・DH700/AN
クアッドコアCPUを搭載するDH700/7Aはintel Core i7-860に変更。HTテクノロジー対応により8つの作業を同時に処理できるようになった。また、店頭販売モデルはHDDを1TBに増量した。
- 2010年冬モデル - DH550/5B・DH700/7B・DH550/BN・DH700/BN
デュアルコアCPU搭載モデルはCore i5-650となり性能アップ。また、クアッドコアCPU搭載モデルはCPUやグラフィック性能を向上すると共に、Blu-ray Discドライブを搭載した。カスタムメイドではOSが従来からのWindows 7 Home Premiumに加え、Windows 7 Professionalも選べるようになったほか、下位モデルではCPUでより廉価なPentium G6950も選べるようになった。
- 2011年春モデル - DH53/C・DH77/C・DH50/CN・DH70/CN
本体色をシックなブラック系に一新。また、クアッドコアCPU搭載モデルはインテル・ターボ・ブースト・テクノロジー2.0に対応した「Core i7-2600」を採用し、性能向上。デュアルコアCPU搭載モデルはより手軽に購入できるようにCPUをCore i3-550にスペックダウンし、HDDやメモリの容量も落とした（4GB→2GB、1TB→500GB）。カスタムメイドモデルではディスプレイで新たに24型ワイド ノングレア液晶を追加したほか、クアッドコアCPU搭載モデルではCPUでHT非対応の「Core i5-2300」も選べるほか、HDDは最大2TB、メモリは最大16GBまで搭載できるようになった。なお、本モデルからOSは全機種64ビット版のみの搭載となる。
- 2011年夏モデル - DH54/D・DH50/DN・DH70/DN
店頭販売モデルはCore i3搭載モデルのみモデルチェンジ（Core i7搭載モデルは2011年春モデルを継続販売）。CPUを第二世代の「Core i3-2100(3.10GHz)」に変更、HDD容量を倍増し再び1TBに。メモリ容量は据え置かれたがスロット数を倍の4スロットに増やしたため最大16GBまで増設できるようになった。カスタムメイドモデルはフルモデルチェンジされ、スーパーマルチドライブ搭載モデル（DH50/DN）はメモリスロット数の追加によりメモリの選択肢に16GBを追加。Blu-ray Discドライブ搭載モデル（DH70/DN）はBDXLに対応。CPUは全モデルでカスタムメイドモデルでしか搭載できない「Core i5-2300」を含む3種類から選べるようになった。
- 2011年秋冬モデル - DH77/E・DH50/EN・DH70/EN
店頭販売モデルはCore i7搭載モデルのみモデルチェンジ（Core i3搭載モデルは2011年夏モデルを継続販売）。Blu-ray Discドライブが新たにBDXLに対応した。カスタムメイドモデルでは独立グラフィックスのAMD Radeon HD 6570を新たに搭載できるようになった他、ディスプレイは新たに20型ワイド（ノングレア液晶、スーパーファインVX液晶）が追加となり、5種類から選べるようになった。
- 2012年春モデル - DH54/G・DH77/G・DH50/GN・DH70/GN
店頭販売モデルは従来のCore i3搭載モデルのCPUがターボ・ブースト2.0に対応したクアッドコアの「Core i5-2300」に強化し、HDDを2TBに増量。一方でディスプレイサイズを20型ワイドに落とした。Core i7搭載モデルはHDDを4TB（2TB×2）に増量した。カスタムメイドはディスプレイの22型ワイドが廃止された為、4種類となった。
- 2012年夏モデル - DH54/H・DH77/H・DH50/HN・DH70/HN
店頭販売モデルはCPUを第3世代に刷新（Core i5搭載モデルはCore i5-3450を、Core i7搭載モデルはCore i7-3770をそれぞれ搭載）。カスタムメイドモデルにおいてもCPUのCore i5/i7を第3世代に変更した。
- 2012年秋冬モデル - DH54/J・DH77/J・WD1/J・WD2/J
OSをWindows 8 64bitに変更するとともに、カタログモデルはディスプレイをノングレアタイプに変更。Core i7搭載モデル（DH77/J）はメモリを8GBに倍増。Core i5搭載モデルはCPUを強化した。カスタムメイドモデルはOSでWindows 8 Pro 64bitを選択できるほか、Core i3を第3世代のCore i3-3220に更新。併せて、CPUにPentium G645を搭載したカスタム限定モデルWD1/Jを追加した（WD1/JのOSはWindows 8 64bitのみ）。なお、2013年春モデル発表後も継続販売された。
- 2013年夏モデル - WD1/L・WD2/L
本モデルからカスタムメイド専用モデルに移行となったが、その分、選択肢が大幅に増え、メモリは最大32GBまで搭載可能、ストレージはHDDのみなら最大6TB（3TB×2）まで搭載できるほか、3TB HDDとSSDのデュアルストレージ構成も搭載可能（SSDは128GBと256GBから選択可能、3TB HDD+128GB SSD選択時、メモリは最大16GBまで搭載可能となる）。ディスプレイはノングレア液晶のみとなったが、2台のディスプレイを同時に接続できるマルチディスプレイの対応により同サイズの液晶2台の選択も可能となった（ディスプレイは無しも可能、AMD Radeon HD 7570選択時はDisplayPort対応ディスプレイの使用により最大3台まで同時接続可能）。CPUは第4世代に刷新され、Core i5-4570（HT非搭載）かCore i7-4770（HT搭載）を選択できる。2013年9月にはベーシックモデルをモデルチェンジ。Windows XPなどに備えているスタートメニューに使い慣れたユーザーからの買い替えに配慮し、OSはWindows 7 Home Premium 64ビット版 SP1を搭載。CPUはPentium　G645の1種類から、より廉価なCeleron G1610またはHT対応のCore i3-3240の2種類から選べるようになった。
- 2013年秋冬モデル - WD2/M
ハイスペックモデルのみモデルチェンジ。OSをWindows 8.1に、選択肢の独立グラフィックスをNVIDIA GeForce GT 635にそれぞれ変更。また、CPUの選択肢にCore i3-4130を追加したほか、ディスプレイには24型ワイドWUXGA液晶にディスプレイの電源ボタンを押すだけでPC本体の電源もON/OFFできるPC-ディスプレイ電源連動機能付タイプが選択できるようになった。
- 2014年夏モデル - WD2/R
ハイスペックモデルのみモデルチェンジ。OSをWindows 8.1 Updateに変更し、CPUを性能向上（Core i3-4150/Core i5-4590/Core i7-4790）。ストレージは選択肢を変更し、HDD1は128GB SSDと入れ替えで512GB SSDを追加。また、3TB HDDを増設できるHDD2の有無を追加できるようにしたことで、前機種の大容量6TB HDD（3TB×2）やSSD+HDDのハイブリッドストレージ構成に加え、3.5TB（500GB+3TB）、4TB（1TB+3TB）、5TB（2TB+3TB）の2基HDD構成も可能となった。ワイヤレスLANはIEEE802.11acに対応。ディスプレイの24型ワイドWUXGA液晶はPC-ディスプレイ電源連動機能付のみとなった。
- 2014年秋冬モデル - WD2/S
2013年夏モデルから発売されていたベーシックモデルを廃止し、ハイスペックモデルのみに集約。CPUはCore i3の性能を向上する（Core i3-4150→Core i3-4160）と同時に、選択肢にCeleron G1840を追加。また、ディスプレイも20型ワイド液晶と24型ワイド液晶に加え、広視野角のWide AngleやPC-ディスプレイ電源連動機能を備えた21.5型ワイド フルHD タッチパネル液晶を追加して3種類となり、独立グラフィックスは前機種まで設定されていたNVIDIA GeForce GT 635に加え、CADやCG作成向けにNVIDIA Quadro K620を追加し、2種類から選べるようになった。また、Officeも「Office Premium プラス Office 365 サービス（Personal又はHome and Businessを選択可能）」となった。
- 2015年秋冬モデル - WD2/W
OSをWindows 10に変更したほか、CPUは第6世代Core iファミリー（Core i3-6100/Core i5-6500/Core i7-6700）に変更、メモリはDDR4を採用することで性能を強化し、選択できる独立グラフィックのうち、NVIDIA GeForceを2GBのビデオメモリを搭載したGTX 745に変更した。本体デザインを変更するとともに、USB3.0ポートを4ポートから6ポートに増やした（USBポート全体は8ポートのまま）。
- 2016年春モデル - WD1/X
新たに、外付けハードディスク並みのサイズを実現したコンパクトモデルを追加。縦置き・横置きどちらでも可能で、別売りのディスプレイマウントキットと純正ディスプレイを組み合わせることで一体型パソコンのように使用することが可能。CPUはクアッドコアのCore i7-6700T、デュアルコアのCore i3-6100T、ベーシックのCeleron G3900Tの3種類から、ストレージはHDDまたはSSDを、光学ドライブはWD2/W同様、DVDスーパーマルチドライブやBlu-ray Discドライブに加え、光学ドライブレスが選択可能である。
- 2016年秋冬モデル - WD1/A3・WD2/A3
コンパクトモデル、スリムタワーモデル共にモデルチェンジ。両モデル共にキングソフト製の「Kingsoft Office 2016 Standard フォント同梱版 マルチライセンス」を購入時に選択できるようになったほか、スリムタワーモデルはCPUにCeleron G3900を追加して選択肢を増やした。
- 2017年夏モデル - WD1/B2・WD2/B2
コンパクトモデル、スリムタワーモデル共にモデルチェンジ。CPUを刷新し、WD1/B2はCeleron G3930T/Core i3-7100T/Core i7-7700Tに、WD2/B2はCeleron G3930/Core i3-7100/Core i5-7500/Core i7-7700にそれぞれ変更。ディスプレイも一新され、ブルーライト低減機能を備えた21.5型ワイド フルHD液晶と23.8型ワイド フルHD液晶となった。また、WD2/B2は独立グラフィックスで選択可能なNVIDIA QuadroをP600に更新し、NVIDIA GeForce GTX 1050のセット購入が可能となった（ただし、別箱での配送となる為、ユーザー自身で取付やドライバなどのインストール作業が必要となる）。2017年10月にWD2/B2で仕様変更を行い、CPUでCore i5-7500またはCore i7-7700を、メモリで8GB以上を其々選択し、NVIDIA GeForce GTX 1050のセットを指定することで「Windows Mixed Reality Ultra」に対応し、別売りのWindows Mixed Reality ヘッドセットが使用できるようになった（使用の際は「Windows 10 Fall Creators Update」へのアップデートも必要）。
- 2018年春モデル - WD1/C1・WD2/C1
コンパクトモデル、スリムタワーモデル共にモデルチェンジ。「Microsoft Office」が「Personal Premium」・「Home and Business Premium」から「Personal 2016」・「Home and Business 2016」に変更された程度で、基本スペックは2017年夏モデルが踏襲される。
- 2018年夏モデル - WD1/C2・WD2/C2
コンパクトモデル、スリムタワーモデル共にモデルチェンジ。スリムタワーモデルはCPUがCeleron G4900/Core i3-8100（第8世代クアッドコア）/Core i5-8500（第8世代ヘキサコア）/Core i7-8700（第8世代ヘキサコア）へ変更され、ストレージのSSDを超高速ストレージ接続規格のNVMeに対応した仕様に変更。独立グラフィックスで選択可能なNVIDIA QuadroをP620に更新された。コンパクトモデルもCPUがCeleron G4900T/Core i3-8100T（第8世代クアッドコア）/Core i7-8700T（第8世代ヘキサコア）へ変更され、ストレージはSSDとHDDのデュアルストレージ構成が選択可能となった。
- 2019年春モデル - WD2/D1・WD-G/D1
スリムタワーモデルをモデルチェンジ。Microsoft OfficeをPersonal 2019・Home & Business 2019に更新され、独立グラフィックスは従来からのNVIDIA Quadro P620に加え、NVIDIA GeForce GTX 1050 Tiが選択可能となった。
さらに、ワークステーションをベースに設計され、第8世代ヘキサコアのCore i7-8700、独立グラフィックスのNVIDIA GeForce RTX 2080 mini、HDD+SSDのハイブリッドストレージが搭載されたミニタワーモデルWD-G/D1が追加され、2018年夏モデルを継続販売するコンパクトモデルと合わせて3モデルとなった。
- 2019年夏モデル - WD1/D2・WD2/D2・WD-G/D2
3モデル共にモデルチェンジ。コンパクトモデルはCPUがCeleron G4930T/Core i3-9100T（第9世代クアッドコア）/Core i7-9700T（第9世代オクタコア(8コア)）に変更され、Microsoft OfficeをPersonal 2019・Home & Business 2019に更新、スリムタワーモデルもCPUをCeleron G4930/Core i3-9100（第9世代クアッドコア）/Core i5-9500（第9世代ヘキサコア）/Core i7-9700（第9世代オクタコア）に変更された。ミニタワーモデルもCPUを第9世代オクタコアのCore i7-9700に変更するとともに、第9世代ヘキサコアのCore i5-9500が追加され2種類から選択可能となったほか、ストレージはintel Optaneメモリー付HDDと1TB SSD+3TB HDDの選択肢を追加、独立グラフィックスはNVIDIA GeForce RTX 2060に変更された。
- 2020年夏モデル - WD1/E2・WD2/E2
コンパクトモデルとスリムタワーモデルをモデルチェンジ。両モデルとも有無の選択が可能な無線LANはWi-Fi 6(IEEE802.11ax)に対応。ディスプレイの選択肢が増え、27型ワイド QHD液晶を追加して3サイズとなった。コンパクトモデルはCPUのCore iファミリーを第10世代のCore i3-10100T（HT対応クアッドコア）、Core i7-10700T（HT対応オクタコア）に変更（Celeronも選択可能）。スリムタワーモデルはデザインが刷新され、2019年夏モデルよりも小型化され、本体正面部に光学ドライブ・電源ボタン・端子類・吸排気口を覆うドアタイプの全面カバーが備わり（カバーの周りにも吸排気口が備わる）、セパレートタイプのデスクトップでは珍しくカラーバリエーションを設け、メタリックブラウンとダークシルバーの2色展開となった（OSでWindows 10 Proを選択した場合はダークシルバーのみ）。オプションには背面のケーブル類をまとめるケーブルカバー（無線LAN選択時は選択不可）や本などと一緒に収納可能なブックシェルフフットが用意されている。CPUはCore iファミリーを第10世代のCore i3-10100（HT対応クアッドコア）/Core i5-10500（HT対応ヘキサコア）/Core i7-10700（HT対応オクタコア）に変更（Celeronも選択可能）。メモリは最大64GBまで搭載が可能となった。
- 2020年冬モデル - WD-G/E2
ミニタワーモデルをモデルチェンジ。CPUを第10世代のCore i7-10700、Core i5-10500に更新され、ストレージはSSDをメインに2ndストレージでHDDを追加する構成に変更し、選択肢にHDD2基（3TB×2）を設定したことでトリプルストレージ構成も可能となった。内部設計の見直しにより筐体サイズはそのままで大型サイズのグラフィックスカードの搭載が可能となったことで独立グラフィックスはGeForce RTX 2060に加え、GeForce RTX 2080 SUPERを選択肢に追加。コンパクトモデル・スリムタワーモデル同様にディスプレイの選択肢に27型ワイド QHD液晶が追加され、搭載の有無を選択可能なワイヤレスLANはWi-Fi 6（IEEE802.11ax）に対応した。
- 2021年秋冬モデル - WD1/F3・WD2/F3・WD-G/F3
3モデルを一斉にモデルチェンジ。OSがWindows 11に、Microsoft Officeを2021にそれぞれ変更。スリムタワーモデルのWD2は選択肢のプロセッサーのうち、Core i3とCore i5を動作周波数を向上したCore i3-10105、Core i5-10305にそれぞれ変更された。
- 2022年秋冬モデル - WD1/G3・WD2/G3
ミニタワーモデルが廃止され、コンパクトモデルのWD1とスリムタワーモデルのWD2の2種類に集約してモデルチェンジ。プロセッサーは第12世代Coreファミリー（Core i3はCore i3-12100、WD1のCore i7はCore i7-12700T、WD2はCore i5-12400、Core i7-12700に変更。WD1はCeleron G6900も選択可能）へ更新された。コンパクトモデルは筐体が刷新され、サイズを小型化。ミニタワーモデルはカラーをダークシルバーのみに絞り、ストレージの2nd HDDの選択肢に4TBが追加された。
- 2023年夏モデル - WD1/H2・WD2/H2
2モデルを一斉にモデルチェンジ。共通でMicrosoft Officeの選択肢にHome and Business 2021の構成にAccessとPublisherを追加したProfessional 2021を追加。コンパクトモデルのWD1はプロセッサーのうち、Core i3とCore i7を第13世代（Core i3-13100、Core i7-13700T）に変更され、SSDの選択肢に1TBを追加。搭載有無の選択が可能なワイヤレスLANはWi-Fi 6Eに対応した。スリムタワーモデルのWD2もプロセッサーを第13世代Coreファミリー（Core i3-13100、Core i5-13400、Core i7-13700）へ変更され、SSDの選択肢に2TB、グラフィックスの選択肢にNVIDIA T400がそれぞれ追加された。
- 2025年春モデル - WD1/K1・WD2/K1
2モデル共に約1年7ヶ月ぶりにモデルチェンジ。共通でMicrosoft OfficeをMicrosoft 365 Basic + Office Home & Business 2024に変更。コンパクトモデルのWD1はプロセッサーをCeleron G6900T、Core i3-13100T、Core i5-14400Tに変更。ストレージはSSDに一本化され、選択肢に2TBを追加。スリムタワーモデルのWD2はHDDの選択肢が1TBから2TBに変更された。

#### DESKPOWER Fシリーズ
2008年夏モデルから登場したボードタイプのデスクトップ。ソニーのVAIO type L、NECのVALUESTAR Nに続く第3のボードPCでもある。2009年秋冬モデルから一体型モデルはこのFシリーズに集約された。（発売期間：2008年夏～2010年春）
- 2008年夏モデル - F/A50・F/A50N
初代モデル。16型ワイド液晶とノート向けのintel Core 2 Duoプロセッサー T8100（2.10GHz）を搭載する。また、カスタムメイドモデルのF/A50Nでは本体色を限定カラーのピンクオパールに変更できる。
- 2008年秋冬モデル - F/B50・F/B70T・F/B50N・F/B70N
当初の16型ワイド液晶に加え19型ワイド液晶を搭載し、地上デジタル対応のWindows Media Centerを搭載したF/B70Tが追加された。 また、カスタムメイドモデルにも19型ワイドのF/B70Nが追加された。こちらはスピーカーパネルの色を3色から選択できるほか、HDD・メモリ容量、地上デジタルチューナー・ワイアレスLANの有無などを選択できる。
- 2009年春モデル - F/C50T・F/C70D・F/C50N・F/C70N
16型ワイド液晶タイプは地上デジタル対応のWindows Media Centerを搭載し、ボディカラーにブラックを追加。パネルデザインも新しくなり、性能もアップ。また、19型ワイドモデルは録画したテレビ番組のDVDへの書き出しが可能となった。
- 2009年夏モデル - F/C50T・F/D60・F/D70D・F/D90D・F/C50N・F/D60N・F/D70D・F/D90D
19型ワイド液晶モデルをモデルチェンジし、ラインナップを強化。新たにTVチューナーレスモデル（F/D60・F/D60N）と地上デジタルチューナー+Blu-ray Discドライブ搭載モデル（F/D90D・F/D90N）が加わった。
- 2009年秋冬モデル - F/E60・F/E70T・F/E90D・F/E60N・F/E63N・F/E67N・F/E70N・F/E87N・F/E90N
フルモデルチェンジ。3つのフレームカラーを選べる上、Windows 7の新機能である「Windows タッチ」に対応するタッチパネル液晶を採用。また、画面も大型化され、20型ワイド液晶または23型ワイド フルHD液晶となった。また、最上位モデルでは地上・BS・110度CSデジタルチューナーを新たに搭載した。
- 2010年春モデル - F/G50T・F/G60・F/G70T・F/G90D・F/G60N・F/G63N・F/G67N・F/G70N・F/G87N・F/G90N
店頭販売モデルではCPUにF/G60はIntel Core i3を、F/G70TとF/G90DはIntel Core i5を搭載し、性能をアップ。さらに、F/G90DではAVCREC方式の録画に対応し、画像処理エンジン「Dixelエンジンボード2」も搭載された。また、Celeronを搭載した地上デジタル対応エントリーモデル（F/G50T）を追加（このモデルはWindowsタッチ非対応、カラーはスノーホワイトのみ）。

#### DESKPOWER C・CEシリーズ
1998年から発売されていたロングセラーの分離型モデル。当初はCシリーズで展開し、2001年夏モデルからはCEシリーズを追加、2004年冬モデルからはCEシリーズのみとなった。 C・CEシリーズはCRT一体型にも存在したが、本モデルとの関連はない。（発売期間：1998年夏～2004年夏（Cシリーズ）、2001年夏～2010年春（CEシリーズ））
- 1998年冬モデル - CVIII305・CVIII307・CVIII30L・CVIII337・CVIII33L・CVIII35L
初代モデル。当初は15型/17型CRTモデルと15型液晶モデルの大きく3種類が存在していた。ワープロ・表計算ソフトも一太郎とWordから選択できた。
- 1999年春モデル - CIX355・CIX357・CIX35L・CIX407c・CIX40Lc・CIX40L
このモデルより、15型液晶モデルはスピーカーがディスプレイに内蔵された。
- 1999年夏モデル - C/405・C/407・C/40L・C/457・C/45L・C/50L
このモデルより、C/40Lの1モデルのみながらOASYS搭載モデルが登場。また、全モデルにOffice 2000 Personalモデルも登場した。
- 1999年冬モデル - C2/465・C2/46L・C2/507・C2/50L・C2/55L
このモデルより、DVD-ROMドライブ搭載モデルが登場。また、このモデル以後Office 2000 Personalモデルのみとするモデルが出始める。
- 2000年春モデル - C3/505c・C3/50L・C3/557・C3/55L・C3/60L
- 2000年夏モデル - C4/535c・C4/665・C4/66L・C4/737・C4/73L・C4/80L
このモデルより、CD-RWドライブ搭載モデルが登場。
- 2000年冬モデル - C5/665・C5/80L・C5/80LR・C5/80WL・C5/867・C5/86WL・C5/1007
このモデルより、17型ワイド液晶搭載モデル及びWindows 2000プレインストールモデルが追加された。なお、このモデルより一太郎搭載モデルがなくなった。
- 2001年春モデル - C6/865・C6/86L・C6/86LB・C6/86WL・C6/86WLT・C6/937・C6/93WL・C5/1007
このモデルより、テレビチューナー内蔵モデル（C6/86WLT）が追加された。
- 2001年夏モデル - C7/1007T・C7/100L・C7/100WL・C7/100WLT・CE7/855・CE7/85F・CE7/857・CE7/85L
Cシリーズはintel製Pentium IIIを搭載。なお、このモデルでOASYS搭載モデル及び15型CRTモデルがなくなった。また、このモデルからCEシリーズが登場し、CPUはAMD製のDuronを搭載する。
- 2001年冬モデル - C8/150L・C8/150WL・C8/150WLT・CE8/85L・CE8/905・CE8/1107T・CE8/110LT
このモデルで、Cシリーズはintel製Pentium 4にスペックアップし、全て液晶ディスプレイとなった。CEシリーズはAMD製Duronに加え、Athlon搭載モデルも登場した。
- 2002年春モデル - C9/160L・C9/160WLT・C9/200WLT・CE9/1007・CE9/100L・CE9/1207T・CE9/120SLT・CE9/120WLT
このモデルでCEシリーズからも15型CRTモデルがなくなった。
- 2002年夏モデル - C17A・C18SA・C18WA・CE117A・CE11A・CE11WA・CE17WA
このモデルではCシリーズにCeleron搭載モデル（C17A）を追加。CEシリーズの上機機種にAMD Athlon XPを搭載した。
- 2002年冬モデル - C18B・C207B・C20SB・C20SB/M・C20WB/M・C24WB/M・CE177B・CE18B・CE18B/R・CE18WB/R・CE18B/S
このモデルではCEシリーズ全機種Athlon XP搭載になった。
- 2003年春モデル - C20C・C24C・C24C/R・C24SC/M・C24WC/M・C26WC/F・CE207C・CE21C・CE21C/R・CE21WC/M・CE21C/S・CE21C/ST
このモデルより、CシリーズからCRTモデルがなくなり全て液晶モデルとなった。また、HTテクノロジ intel Pentium 4を上位3機種に搭載した。CEシリーズにはファミリーネットワークステーションセットモデルが追加された。
- 2003年夏モデル - C22D/F・C24D・C24VD/M・C24SD/M・C26WD/M・C26WD/F・CE22D・CE22D/S・CE22D/ST・CE227D・CE22D/T・CE24WD・CE24VD/M
このモデルで、CEシリーズからもCRTモデルがなくなり、全機種液晶ディスプレイとなった。
- 2003年冬モデル - C70E7・C70EV・C90EW/C・C90EV/F・CE30E5・CE35E5・CE35E5/S・CE50E7・CE50EW・CE70E7・CE70EW・CE70EV
このモデルでは、OSにWindows XP Media Center Edition 2004を、CPUにAMD Athlon 64を搭載するモデルC90EW/Cが発売され、CEシリーズにはHTテクノロジ intel Pentium 4 を搭載したモデルが登場。これにより、Cシリーズ（intel製）とCEシリーズ（AMD製）で分かれていたCPUの区分けはなくなった。
- 2004年春モデル - C70G7・C70GW・C90GW/C・C90GV/F・C70GN・C90GN・CE30G5・CE30G7・CE50G7・CE50G7/M・CE50G7/S・CE50GW・CE70G7・CE70GV・CE50GN・CE70GN
このモデルより、カスタムメイドモデル（-N）が登場した。
- 2004年夏モデル - C70H7/C・C70HV・C70HW・C90HW/F・C70HN・CE30H5・CE30H7・CE50H7・CE50H7/M・CE50H7/S・CE50HV・CE70H7・CE70HV・CE50HN・CE70HN
- 2004年冬モデル - CE50J5・CE50J7・CE50J7/M・CE50J7/S・CE50J9・CE55J7/C・CE70J7・CE70J9・CE50JN・CE70JN
CシリーズとCEシリーズにおいての相違点がなくなったことから、このモデルよりCEシリーズに統合。
- 2005年春モデル - CE50K5・CE50K7・CE50K7/M・CE50K7/S・CE50K9・CE55K7/C・CE70K7・CE70K9・CE50KN・CE70KN・CE75KN
- 2005年夏モデル - CE50L5・CE50L7・CE50L7/S・CE50L9・CE70L7・CE70L9・CE75L9/F・CE50LN・CE70LN・CE75LN
このモデルより、AMD製CPU搭載モデルがSempronとなった。また、Windows XP Media Center Edition搭載モデルがなくなった。
- 2005年秋冬モデル - CE50M7・CE55M7・CE55M7/S・CE60M9・CE70M7・CE70M9V・CE50MN・CE70MN
このモデルで、15型液晶セットモデルがなくなった。
- 2006年春モデル - CE50R7・CE55R7・CE60RW・CE65RW・CE70R7・CE75R7・CE50RN・CE70RN・CE80RN
このモデルより、20.1型ワイド液晶セットモデル（CE60RW・CE65RW）やデュアルコアのAthlon 64 X2搭載カスタムメイドモデル（CE80RN）が登場した。
- 2006年夏モデル - CE40S7・CE50S7・CE55S7/D・CE60SW・CE65SW/D・CE70S7・CE50SN・CE55SN・CE70SN・CE80SN
このモデルよりintel Celeron D搭載機種（CE55S7/D・CE65SW/D）が登場した。また、CE65SW/DとCE55S7/Dは、地上デジタル放送に対応した。
- 2006年秋冬モデル - CE40T7・CE50T7/D・CE55TW/D・CE70T7/D・CE80T7・CE40TN・CE50TN・CE70TN・CE75TN・CE85TN
このモデルよりintel Pentium D搭載機種（CE80T7）が登場した。
- 2007年春モデル - CE40U7・CE50U7・CE70UW/D・CE40UN・CE50UN・CE70UN・CE80UN
このモデルよりOSにWindows Vistaを搭載。CPUはintel Pentium 4（CE50U7・CE70UW/D・CE50UN・CE70UN）、モバイル AMD Sempron（CE40U7・CE40UN）、AMD Turion 64 X2（CE80UN）の3種類に。また、17型液晶セットモデルには、狭額縁タイプが登場した。
- 2007年夏モデル - CE40W7・CE50W7・CE70W7/D・CE40WN・CE45WN・CE50WN・CE70WN・CE80WN
このモデルで一旦ワイド液晶セットモデルがなくなる。またintel Core 2 Duo搭載モデルが登場した。
- 2007年秋冬モデル - CE40X9・CE50X9・CE40XN・CE50XN・CE55XN・CE80XN
このモデルより、液晶サイズが一回り大きくなり、19型ワイド液晶となる。また、テレビチューナー搭載モデルがなくなる。
- 2008年春モデル - CE40Y9・CE50Y9・CE40YN・CE50YN・CE80YN
- 2008年夏モデル - CE/A409・CE/A509・CE/A909・CE/A35N・CE/A40N・CE/A50N・CE/A90N
このモデルでCPUを全機種intel製に統一。また、クアッドコアCPUのintel Core 2 Quad搭載モデル（CE/A909・CE/A90N）が登場した。
- 2008年秋冬モデル - CE/B40・CE/B50・CE/B90・CE/B35N・CE/B40N・CE/B50N・CE/B90N
このモデルより、22型ワイド液晶搭載モデルが登場した。
- 2009年春モデル - CE/C40・CE/C50・CE/C90・CE/C35N・CE/C40N・CE/C50N・CE/C90N
クアッドコアCPU搭載モデル（CE/C90・CE/C90N）はコスト面を考慮し、Q8200にスペックダウンしている。
- 2009年夏モデル - CE/D40・CE/D50・CE/D35N・CE/D40N・CE/D45N・CE/D50N
CPUの性能とメモリ容量をアップ。また、上位モデルにはNVIDIA GeForce 9500GTを搭載し、グラフィック性能を飛躍的に向上させた。その他、下位モデルでもメモリーカードスロット及び22型ワイド液晶を搭載した。同時にカタログモデルから19型ワイド液晶セットモデルがなくなった。
- 2009年秋冬モデル - CE/E40・CE/E50・CE/E37N・CE/E40N・CE/E43N・CE/E47N・CE/E50N
上位モデルのCPU性能向上とディスプレイを大型化。特にディスプレイはフルHDを上回る解像度を持つ24型ワイド WUXGA液晶を搭載した。
- 2010年春モデル - CE/G40・CE/G50・CE/G40N・CE/G45N・CE/G50N・CE/G55N
店頭販売モデルではCPUをCE/G40はCore i3を、CE/G50はクアッドコアタイプのCore i5を搭載し性能アップ。新たに、Windows 7 Home Premium 64ビット正規版 リカバリデータディスクを添付。また、カスタムメイドモデルではより性能が高いIntel Core i7-860を搭載することもできる（CE/G50N・CE/G55Nのみ）。

#### DESKPOWER LXシリーズ
液晶テレビ・レコーダー・高機能PCをワンパッケージにした一体型デスクトップ。TXシリーズ終息後は当シリーズがFMVのフラッグシップモデルとなっていた。（発売期間：2004年夏～2009年夏）
- 2004年夏モデル - LX50H・LX70H・LX50HN・LX70HN
LXシリーズとしての初代モデル。当時はまだDESKPOWER Lシリーズが発売されていた為、17型のみだった。
- 2004年冬モデル - LX50J・LX70J・LX50JN・LX70JN
このモデルより、ボディカラーがホワイトとブラックの2色展開となった。
- 2005年春モデル - LX50K・LX70K・LX50KN・LX70KN
- 2005年夏モデル - LX50L・LX70L・LX90L/D・LX50LN・LX90LN
初のフルモデルチェンジ。ホワイトボディの17型モデルに加え、ブラックボディの20型ワイドモデルが追加された。また、このモデルより、地上・BS・CS110度デジタルチューナー搭載モデル（LX90L/D）が追加された。
- 2005年秋冬モデル - LX50M・LX55M・LX70M・LX90M/D・LX50MN・LX55MN・LX90MN
- 2006年春モデル - LX50R・LX55R・LX55R/S・LX60R・LX75R・LX90R/D・LX50RN・LX60RN・LX70RN・LX90RN
このモデルでは、新たに19型液晶搭載モデル（LX60R・LX60R/N）が追加された。
- 2006年夏モデル - LX50S・LX50S/D・LX50S/DS・LX55S/D・LX65S・LX70S/D・LX90S/D・LX50SN・LX55SN・LX65SN・LX70SN・LX90SN
2回目のフルモデルチェンジ。20.1型ワイド液晶モデルと17型液晶モデルは新デザインになった。また、17型液晶モデルにも地上デジタルチューナー搭載モデルが登場した。
- 2006年秋冬モデル - LX40T・LX50T・LX50T/D・LX50T/DS・LX55T/D・LX70T/D・LX90T/D・LX40TN・LX50TN・LX55TN・LX70TN・LX90TN
このモデルで、19型液晶モデルがなくなり、17型液晶モデルと20.1型液晶モデルの2タイプに。
- 2007年春モデル - LX40U・LX50U/D・LX70U/D・LX40UN・LX50UN・LX70UN
Windows Vistaの搭載と同時に3回目のフルモデルチェンジ。白で統一されたデザインに。
- 2007年夏モデル - LX40W・LX50W/D・LX60W・LX70W/D・LX40WN・LX45WN・LX50WN・LX55WN・LX60WN・LX65WN・LX70WN
4回目のフルモデルチェンジ。本体部のデザインが変更になる。
- 2007年秋冬モデル - LX40X・LX50X/D・LX55X/D・LX70X/D・LX40XN・LX45XN・LX50XN・LX55XN・LX65XN・LX70XN
- 2008年春モデル - LX50Y・LX50Y/D・LX55Y/D・LX70Y/D・LX50YN・LX55YN・LX65YN・LX70YN
5回目のフルモデルチェンジ。画面が一回り大きくなり、ホワイトボディの19型ワイドモデルとブラックボディの22型ワイドモデルとなる。
- 2008年夏モデル - LX/A50D・LX/A70D・LX/A80D・LX/A45N・LX/A50N・LX/A65N・LX/A70N
当モデルより、カタログモデルは地上・BS・CS110度デジタルチューナーを2基搭載したモデルのみとなり、テレビチューナー非搭載モデルがなくなった。
- 2008年秋冬モデル - LX/B50D・LX/B70D・LX/B80D・LX/B90D・LX/B50N・LX/B70N・LX/B80N・LX/B90N
当モデルではBlu-ray Discドライブを搭載した22型ワイド液晶モデル（LX/B90D）が登場した。また、カタログモデル全機種でHDDを500GBと大容量とした（2008年夏モデルでは、LX/A70Dのみ500GBで、他は320GB）。
- 2009年春モデル - LX/C70D・LX/C90D・LX/C70N・LX/C90N
19型ワイド液晶モデルがなくなり、全機種22型ワイド液晶となる。また、CPUの性能もアップしている。
- 2009年夏モデル - LX/D90D・LX/D90N
6回目のフルモデルチェンジ。23型フルハイビジョン液晶となり、ディスプレイの両側にはスピーカーが装備された。また、AVCREC方式の録画対応、「Dixel（ディクセル） HDエンジン」の新搭載、メモリ・HDDの容量、CPUの性能がアップされた。なお、当モデルからDVDスーパーマルチドライブ搭載モデルがなくなった。

#### DESKPOWER EKシリーズ
省スペースで設置できる一体型のエントリーモデル。テレビチューナーは搭載しない。（発売期間：2006年秋冬～2009年夏）
- 2006年秋冬モデル - EK30T
シリーズの初代モデル。当初はノートパソコン向けのintel Celeron Mを搭載。
- 2007年春モデル - EK30U・EK50U
このモデルで、intel Core 2 Duo搭載モデル（EK50U）が登場した。
- 2007年夏モデル - EK30W・EK30WN・EK50WN
このモデルから、カスタムメイドモデルが登場、カタログモデルはintel Celeron M搭載モデルのみとなる。
- 2007年秋冬モデル - EK30X・EK30XN・EK50XN
- 2008年春モデル - EK30Y・EK30YN・EK50YN
このモデルより、画面が19型ワイドに大型化され、CPUも通常のintel Celeronにスペックアップされた。
- 2008年夏モデル - EK/A30・EK/A30N・EK/A50N
- 2008年秋冬モデル - EK/B50・EK/B30N・EK/B50N
このモデルで、カタログモデルはCPUにintel Core 2 Duoにスペックアップされた（カタログモデルでintel Core 2 Duoを搭載するのは約1年7ヶ月ぶり）。
- 2009年春モデル - EK/C50・EK/C30N・EK/C50N
全機種でCPUの性能がアップ。また、店頭販売モデルのEK/C50はメモリを従来機種の2倍（1GB→2GB）に増やし、より快適に。また、将来のメモリ増設に対応する為、空きスロット1つを確保。同量(2GB)のメモリを装着することでデュアルチャネルに対応する。
- 2009年夏モデル - EK/D50・EK/D50N
CPU性能向上とメモリ・HDDを増量。当モデルよりCeleron搭載モデルがなくなった。

#### DESKPOWER TXシリーズ
30型以上の大型液晶を搭載した一体型モデル。DESKPOWER Tシリーズの後継機種として登場した。（発売期間：2005年夏～2007年夏）
- 2005年夏モデル - TX70L・TX90L/D・TX90LN
シリーズ初代モデル。当初は32型ワイド液晶・intel Pentium 4を搭載する。
- 2005年秋冬モデル - TX70M・TX90M/D・TX90MN
このモデルは2006年春まで継続販売された。
- 2006年夏モデル - TX90S/D・TX95S/D・TX90SN
フルモデルチェンジし、37型ワイド・フルスペックハイビジョン液晶に。また、地上・BS・CS110度デジタルチューナーと地上アナログチューナーを2基ずつ搭載。TX95S/Dはintel Pentium DとBlu-ray Discドライブを搭載した。このモデルは2006年秋冬まで継続販売された。
- 2007年春モデル - TX90U/D・TX95U/D・TX90UN
CPUがintel Core 2 Duoにスペックアップされた。なお、このモデルは2007年夏まで継続販売された。

#### DESKPOWER Hシリーズ
大画面液晶と大容量のHDDを搭載した横置きに対応した本体が特徴の分離型モデル。（発売期間：2004年冬～2006年夏）
- 2004年冬モデル - H50J7・H50JV・H70J9・H70J9/S・H90J9/F・H70JN・H90JN
シリーズ初代モデル。当初はCPUにintel Pentium 4を搭載していた。
- 2005年春モデル - H70K7V・H70K9V・H70KN
このモデルより、CPUがAMD Athlon 64になる。
- 2005年夏モデル - H70L7V・H70L9V
このモデルでは、カスタムメイドモデルを発売していなかった。
- 2005年秋冬モデル - H70M9V・H70MN
このモデルより、CPUがintel Pentium Dとなる。
- 2006年春モデル - H70RW/C
OSがWindows XP Media Center Edition 2005になり、ディスプレイが20.1型液晶となる。このモデルは2006年夏まで発売された。

#### DESKPOWER Tシリーズ（2004年～）
TVチューナー（地上アナログ）を搭載した大型タイプの一体型モデル（発売期間：2004年春～2005年春）
- 2004年春モデル - T50G・T90G・T50GN・T90GN
シリーズ初代モデル。
- 2004年夏モデル - T50H・T90H・T90HN
- 2004年冬モデル - T50J・T90J・T90JN
- 2005年春モデル - T90K・T90KN
23型ワイド液晶となる。2005年夏モデルからはDESKPOWER TXシリーズに引き継がれた。

#### DESKPOWER Lシリーズ
17型ワイド液晶を搭載した一体型モデル。（発売期間：2002年春～2004年夏）
- 2002年冬モデル - L18B・L18B/F
シリーズ初代モデル。ホームサーバー機能を搭載したモデルもラインナップされた。
- 2003年春モデル - L20C・L20C/R・L20C/S・L20C/F
バリエーションを強化。特にL20C/Sは家中でどこでも持ち運べるタッチパネルタイプの「Smart Display」が付属品として付いていた。
- 2003年夏モデル - L21D・L21D/S・L22D/M・L22D/F
- 2003年冬モデル - L50E・L50E/S・L70E・L70E/F
- 2004年春モデル - L50G・L70G・L70G/F・L50GN・L70GN
このモデルで、「Smart Display」付属モデルがなくなった。
- 2004年夏モデル - L50H
このモデルがLシリーズとしての最後の機種となった。2004年冬モデルからは同期に登場したDESKPOWER LXシリーズへ引き継がれた。

#### DESKPOWER M・MEシリーズ
マイクロタワータイプの分離型モデル。当初はMシリーズから発売を開始し、1999年夏モデルからMEシリーズを発売した。（発売期間：1998年春～2002年春（Mシリーズ）、1999年春～2001年春（MEシリーズ））
- 1998年春モデル - MV205
Mシリーズの初代モデル。CPUにAMD K6プロセッサを搭載。
- 1998年夏モデル - MVII265・MVII267・MVII26L
このモデルより液晶ディスプレイセットモデルがラインナップされる。
- 1998年冬モデル - MVIII305・MVIII307・MVIII30L
このモデルよりCPUがintel Celeronに変更。
- 1999年春モデル - MIX365・MIX367・MIX36L
- 1999年夏モデル - M/405・M/407・M/40L・M/457・M/45L・ME/355・ME/35B
このモデルより再びAMD社製のCPU「AMD K6-2」並びに「AMD K6-III」を搭載する。また、コストパフォーマンスに優れたMEシリーズが追加された。
- 1999年冬モデル - M2/457・M2/507・ME2/405・ME2/405P
このモデルでは「AMD K6-2」のみとなり、CRTディスプレイセットモデルのみとなる。
- 2000年春モデル - M3/557・ME3/505・ME3/505P・ME3/507
このモデルより、MシリーズはAMD Athlonにレベルアップする。
- 2000年夏モデル - M4/707・ME4/455E・ME4/534P・ME4/535・ME4/535R・ME4/657
このモデルでは、MEシリーズの最上位機種にもAMD Athlonが搭載された。
- 2000年冬モデル - M5/807・M5/857T・ME5/555E・ME5/655・ME5/657
このモデルから、MシリーズにTVチューナー内蔵モデルが追加され、MEシリーズには最上位と最下位機種を除く全ての機種にAMD Duronを新たに搭載した。
- 2001年春モデル - M6/907・M6/1007T・ME5/555E・ME6/755・ME6/757・ME6/75L
このモデルから、MEシリーズに液晶ディスプレイセットモデルが追加された。
- 2001年夏モデル - M7/1007・M7/1207T
このモデルより再びMシリーズのみとなる。
- 2001年冬モデル - M8/1509T・M8/1809T
全機種AMD Athlon XPにグレードアップされ、TVチューナーも標準搭載される。また、CRTも19型にアップされた。
- 2002年春モデル - M9/1609T・M9/1909T

#### DESKPOWER Tシリーズ（1995年～1999年）
ミドルタワータイプの分離型モデル。ここでは、TE・TS・TPシリーズも含まれる。（発売時期：1995年冬～1999年春）
- 1995年冬モデル - T
- 1996年春モデル - TE・TP
- 1996年夏モデル - TE・TS・TP
- 1996年冬モデル - T16・T20・Tp20・T20M・T20D
このモデルからATXマザー、ATXケースへ変更となった。 Tp20はPentium Proを搭載した。
スペシャルモデルのT20Dは当時、最先端であったDVD-ROMドライブを標準搭載した最上位モデルであった。
- 1997年春モデル - TII16・TII20・TpII20・TII20M・TII20D
Pentium Pro搭載のTpII20以外のモデルは、MMX Pentiumが搭載された。
- 1997年夏モデル - TIII16・TIII20・TIII23・TIII20M・TIII20D
TIII23にはPentium IIが初搭載された。
- 1997年冬モデル - TIV23B・TIV267・TIV307・TIV267M・TIV267D
TIV23Bはディスプレイが付かないモデルである。
- 1998年春モデル - TV307・TV337・TV307M・TV307D
- 1998年夏モデル - TVII357・TVII357M・TVII359・TVII407
このモデルで、M/Oドライブ内蔵モデル並びにDVD-ROMドライブ内蔵モデルがなくなる。
- 1998年冬モデル - TVIII457
- 1999年春モデル - TIX507
Pentium III搭載モデル。

#### DESKPOWER Sシリーズ
横置きタイプの本体を備えた分離型モデル。ここでは無印の初代、SE・SP・SX・H（旧）シリーズを含む。（発売期間：1994年冬～1999年夏）
- 1994年冬モデル - 無印 (FMV-DESKPOWER)
intel486SX2 50MHz搭載。Windows 3.1と一太郎 Ver.5のバンドルモデルのみであった。
- 1995年春モデル - H・S
486DX4搭載で17インチモニタ付属のHと486DX2搭載の15インチモニタ付属の2モデルとなった。
このモデルからWordモデル、一太郎モデルの2種類から選べるようになった。
- 1995年夏モデル - H・SX・S
Windows 3.1モデル。SXとHでは初めてPentiumが搭載された。SはIntel486DX4を搭載。
このモデルからWordモデル、一太郎モデル、OASYSモデルの3種類から選べるようになった。
- 1995年冬モデル - H・SX・S
Windows95搭載モデル。Windows 3.1モデルも用意。
全モデルがIntel Pentium搭載となった。
- 1996年春モデル - SE・SP
- 1996年夏モデル - SE・SP
このモデルからWindows95搭載モデルのみとなる。
- 1996年冬モデル - S13・S165・S167・S20・SC16・S16P・S16T
全モデルUSBが2ポート搭載された。
- 1997年春モデル - SII15・SII16A・SII165・SII167・SII205・SII20・SCII16・SII15P・SII16T
SII165・SII167・SII205・SII20はIntel MMX Pentiumが搭載された。
- 1997年夏モデル - SIII16A・SIII165・SIII167・SIII20・SIII23・SCIII16
SCIII16を除きNLX規格のケースに変更された。
Intel Pentium搭載のSIII16A以外はIntel MMX Pentiumが搭載された。
SCIII16はCCDカメラが付いたテレビ電話対応モデルである。
- 1997年冬モデル - SIV165・SIV205・SIV207・SIV237
SIV237はIntel Pentium IIがSシリーズで初搭載された。
SIV165・SIV205・SIV207はIntel MMX Pentium搭載だった。
- 1998年春モデル - SV205・SV235・SV237・SV267・SCV205
SV205・SCV205はIntel MMX Pentium、SV235・SV237・SV267はIntel Pentium IIが搭載された。
- 1998年夏モデル - SVI265・SVI267・SVII265・SVII267・SVII305・SVII307・SVII339
SVI265・SVI267はWindows98発売前のWindows95搭載モデル。
SVII265・SVII267はWindows98とWindows95の搭載モデルを選択できた。
SVII305・SVII307・SVII339はWindows98搭載モデルのみ。
全モデルIntel Pentium II搭載となった。
- 1998年冬モデル - SVIII335・SVIII337・SVIII355・SVIII357
SVIII335・SVIII337はIntel Celeron搭載、SVIII355・SVIII357はIntel Pentium II搭載。
- 1999年春モデル - SIX405c・SIX407c・SIX407
SIX405c・SIX407cはIntel Celeron搭載、SIX407はIntel Pentium II搭載。
- 1999年夏モデル - S/457
最終モデルはintel Pentium IIIを搭載した高機能タイプだった。

#### DESKPOWER Kシリーズ
徹底的な省スペースにこだわった液晶付一体型モデル。（発売期間：2000年春～2001年冬）
- 2000年春モデル - K3/50c・K3/50
K3/50はPentium IIIを搭載した高機能モデル。
- 2000年夏モデル - K4/56c・K4/66
- 2000年冬モデル - K5/66WL・K5/80WLT
フルモデルチェンジ。17型ワイド液晶となり、スロット類をディスプレイ下に移動して利便性を向上。また、全機種Pentium IIIとなり、TVチューナー搭載モデルも追加された。
- 2001年春モデル - K6/80WL・K6/86WLT
- 2001年夏モデル - K7/100WLT
多機能表示パネル「i-Panel」を新搭載する。
- 2001年冬モデル - K8/120WLT
CPUはintel Celeronに変更された。

#### DESKPOWER プリシェシリーズ
女性に向けたスタイリッシュな液晶一体型モデル。（発売期間：1997年冬～2000年春）
- 1997年冬モデル - model 16・model 16D
初代モデル。12.1型液晶とAMD K6プロセッサを搭載する。
- 1998年春モデル - model 220・model 220D
CPUがintel Pentiumに変更される。
- 1998年夏モデル - model 723・model 723D
OSがWindows 98になる。
- 1998年冬モデル - model 830T・model 830X
CPUがintel Celeronに変更。本体もより薄く・小さくなった。また、830Tはタッチパネルになり、830Xは一回り大きい13.3型液晶となる。
- 1999年春モデル - model 936T・model 936X
- 1999年夏モデル - model 40・model 40X
13.3型モデルもタッチパネルになった。
- 1999年冬モデル - model 243
以前のモデルから大きく様変わりし、12.1型のコンパクトデザインとなった。
- 2000年春モデル - model 346

#### DESKPOWER AVシリーズ
CRTディスプレイに本体を組み込んだ一体型モデル。液晶に移行されたこともあり、発売期間が約半年間と短命でもあった。（発売期間：2001年春～2001年夏）
- 2001年春モデル - AV6/705
- 2001年夏モデル - AV7/765T

#### DESKPOWER CRT一体型
CRTディスプレイ一体型モデルで、FMVシリーズの一体型モデルの原点でもあった。その後、Sシリーズの一部機種にも登場した。（発売期間：1995年春～1996年夏）
- 1995年春モデル - C
初代モデル。Enhanced Am486DX4、Windows 3.1搭載。
- 1995年冬モデル - C・CV
Windows 95搭載モデル。CのみWindows 3.1モデルも用意された。 TV機能、MPEG再生機能を搭載したCVが追加された。 CPUがintel Pentiumに変更される。
- 1996年春モデル - CE・CM
モデル名が、CからCEへ、CVからCMへ変更される。 CEのみWindows 3.1モデルが用意された。
- 1996年夏モデル - CE・CM
このモデルからWindows95搭載モデルのみとなる。

#### TEOシリーズ
手持ちの液晶テレビと接続するタイプ。（発売期間：2007年1月～2009年夏）
- 2007年春モデル - TEO30U・TEO50U/D・TEO30UN・TEO50UN
シリーズ初代モデル。TEO30U・TEO30UNはintel Celeronを、TEO50U/D・TEO50UNはintel Core 2 Duoを搭載していた。また、カスタムメイドモデルでは、高機能デスクトップとして使用できるように、20.1型ワイド液晶ディスプレイをつけることが可能であった。推奨テレビはVIERA（パナソニック）のみだった。
- 2007年夏モデル - TEO30W・TEO50W/D・TEO30WN・TEO35WN・TEW50WN
このモデルより、HDMIケーブルが付属品として付くようになった。
- 2007年秋冬モデル - TEO50X・TEO70X/D・TEO90X/D・TEO45XN・TEO50XN・TEO70XN・TEO90XN
全機種intel Core 2 Duoになる。また、TEO90X/D・TEO90XNはBlu-ray Discドライブを搭載した。推奨テレビもVIERA（パナソニック）に加え、AQUOS（シャープ）にも対応した。また、カスタムメイドモデルでセットできる液晶ディスプレイが狭額縁タイプの19型ワイド液晶となった。
- 2008年春モデル - TEO70Y/D・TEO90Y/D・TEO70YN・TEO90YN
このモデルより、「TEO Utility」が搭載され、対応するテレビであれば画面いっぱいに表示させることが可能になった。
- 2008年夏モデル - TEO/A70D・TEO/A90D・TEO/A70N・TEO/A90N
初のフルモデルチェンジ。CPUがAMD Turion X2デュアルコア・モバイル・プロセッサに変わり、またチップセットに内蔵された動画再生支援機能により、ハイビジョンの再生・編集時におけるCPUへの負担が大幅に軽減された。
- 2008年秋冬モデル - TEO/B70D・TEO/B90D・TEO/B70N・TEO/B90N
- 2009年春モデル - TEO/C70D・TEO/C90D・TEO/C70N・TEO/C90N
このモデルでは、デジタル放送をハイビジョン画質と高音質のままDVDへ保存できるAVCRECに対応。また、高画質と長時間録画を両立するLSI「Dixel（ディクセル）HDエンジン」を新たに搭載した。また、推奨テレビには新たにWooo（日立製作所）とEXE（日本ビクター）の一部機種が加わった。なお、このモデルは2009年夏まで継続販売された。

#### TOWNS
FM TOWNSの後継モデルとして登場した分離型モデル。FMV DESKPOWER・FM TOWNS両方の要素を取り入れている。（発売時期：1995年冬～1997年夏）
- 1995年冬モデル - Flesh GT・Flesh GS・model H
- 1996年夏モデル - Flesh GE・Flesh GM・model H2
- 1996年冬モデル - Flesh GE・Flesh GM・model H2
- 1997年夏モデル - model H20

### 法人向けモデル
法人向けモデルは2001年から季節ごとから上期（当年4月～9月）と下期（当年10月～翌年3月）に区分が代わっている。また、2005年上期（4月発売）モデルから、世界展開ブランド「ESPRIMO」を導入した「FMV-ESPRIMO」に名称変更されている。2010年4月発売モデルからは法人向けノートブックモデルと共に「FMV」が取れ「ESPRIMO」となった。

#### ESPRIMO Dシリーズ
スタンダード分離型モデル。（発売期間：2005年上期～）
- 2005年上期モデル - D5200
- 2005年下期モデル - D5110・D5210（発売は2005年12月まで）・D5215（2006年1月発表）・D5310
- 2006年上期モデル - D5120・D5220・D5320
- 2006年下期モデル - D5120（発売は2006年12月まで）・D5130（2006年1月発表）・D5230・D5320・D5330
- 2007年上期モデル - D5140・D5240・D5245・D5340
- 2007年下期モデル - D5150・D5250・D5255・D5350
- 2008年上期モデル - D5160・D5260・D5360
- 2008年下期モデル - D5170・D5270・D5370
- 2009年上期モデル - D5180・D5280・D5380
- 2009年下期モデル - D5180（継続）・D5290・D5295・D5380（発売は2009年12月まで）・D5390（2010年1月発表）
- 2010年上期モデル - D5180（継続）・D530/A・D550/A・D750/A
- 2010年下期モデル - D550/B・D570/B・D750/A（継続）
- 2011年上期モデル - D550/B（継続）・D570/B（継続）・D581/C・D751/C
- 2011年下期モデル - D551/D・D570/B（継続、発売は2011年12月まで）・D581/D・D751/D
- 2012年上期モデル - D551/D（継続）・D582/E・D752/E
- 2012年下期モデル - D551/F・D582/F・D752/F
- 2013年上期モデル - D551/G・D582/G・D583/G・D783/G
- 2013年下期モデル - D551/G（継続）・D582/G（継続）・D583/H・D753/H
- 2014年上期モデル - D551/G（継続）・D552/H・D582/G（継続）・D583/H（継続）・D583/J（2014年5月発表）・D753/H（継続）・D753/J（2014年5月発表）
- 2014年下期モデル - D552/K・D583/K・D753/K（2015年上期まで継続）
- 2015年下期モデル - D552/K（継続）・D556/M・D583/K（継続、発売は2016年1月まで）・D586/M・D956/M
- 2016年上期モデル - D552/N・D556/M（継続）・D583/N・D586/M（継続）・D753/N・D956/M（継続）
- 2016年下期モデル - D556/P・D586/P・D956/P・D957/P（2017年1月発表）
- 2017年上期モデル - D556/P（継続）・D556/R（2017年8月発表）・D586/P（継続）・D587/R・D956/P（継続）・D957/P（継続）・D957/R（2017年8月発表）
- 2017年下期モデル - D556/R（継続、発売は2018年1月まで）・D556/S（2018年1月発表）・D587/R（継続、発売は2018年1月まで）・D587/S（2018年1月発表）・D957/R（継続、発売は2018年1月まで）・D957/S（2018年1月発表）
- 2018年上期モデル - D556/S（継続）・D558/T（2018年5月発表）・D587/S（継続）・D588/T（2018年5月発表）・D957/S（継続）・D958/T（2018年5月発表）
- 2018年下期モデル - D556/S（継続）・D558/T（継続）・D587/S（継続）・D588/T（継続、発売は2019年1月まで）・D588/V（2019年1月発表）・D957/S（継続）・D958/T（継続）
- 2019年上期モデル - D558/B（2019年7月発表）・D588/B（2019年7月発表）・D958/B（2019年7月発表）
- 2019年下期モデル - D558/B（継続）・D588/B（継続、発売は2020年1月まで）・D588/C（2020年1月発表）・D958/B（継続）
- 2020年下期モデル - D588/E・D5010/E・D7010/E・D7010/F（2021年1月発表）・D985/B（継続）・D9010/E
- 2021年上期モデル - D5010/E（継続、発売は2021年9月まで）・D6011/G（2021年9月発表）・D7010/F（継続、発売は2021年9月まで）・D7011/G（2021年9月発表）・D9010/E（継続）
- 2022年上期モデル - D6011/H・D7011/H・D9010/E（継続）・D9010/H
- 2022年下期モデル - D6012/K・D7012/K・D9012/K
- 2023年上期モデル - D6012/M・D7012/M・D9012/M
- 2023年下期モデル - D6012/N・D7012/N・D9012/N

#### ESPRIMO Qシリーズ
従来のESPRIMO Bシリーズを継承した分離型ウルトラスモールモデル。（発売期間：2014年上期～）
- 2014年上期モデル - Q520/J（2014年5月発表）
- 2014年下期モデル - Q520/K（2015年上期まで継続）
- 2015年下期モデル - Q556/M
- 2016年上期モデル - Q520/K（復活発売）・Q556/M（継続）
- 2016年下期モデル - Q556/P
- 2017年上期モデル - Q556/P（継続）・Q556/R
- 2018年下期モデル - Q556/R（継続）・Q558/V（2019年1月発表）
- 2019年上期モデル - Q558/B（2019年7月発表）
- 2020年下期モデル - Q7010/E

#### ESPRIMO Gシリーズ
既存のESPRIMO Qシリーズよりもさらに小型化・軽量化され、VESAキットを用いることでディスプレイ背面への設置も可能となったウルトラスモールモデル。（発売期間：2020年下期～）
- 2020年下期モデル - G5010/E
- 2021年上期モデル - G5011/G（2021年9月発表）

#### ESPRIMO K（DESKTOP K）シリーズ
従来のDESKTOP CXシリーズを継承した液晶一体型モデル。（発売期間：2002年下期～2022年上期）
- 2002年下期モデル - K600
- 2003年上期モデル - K601
- 2003年下期モデル - K610
- 2004年上期モデル - K620
- 2004年下期モデル - K630
- 2005年上期モデル - K5200
- 2005年下期モデル - K5210
- 2006年上期モデル - K5220
- 2006年下期モデル - K5230
- 2007年上期モデル - K5240
- 2007年下期モデル - K5250
- 2008年上期モデル - K5260（2008年末まで継続販売）
- 2008年下期モデル - K5270（2009年1月発表）
- 2009年上期モデル - K5280
- 2009年下期モデル - K5290
- 2010年上期モデル - K550/A
- 2010年下期モデル - K550/A（継続）・K551/B
- 2011年上期モデル - K550/A（継続）・K552/C
- 2011年下期モデル - K532/D（2012年1月発売）・K550/A（2011年12月まで継続）・K552/D
- 2012年上期モデル - K532/D（継続）・K553/E
- 2012年下期モデル - K533/F・K553/F
- 2013年上期モデル - K554/G
- 2013年下期モデル - K554/G（継続）・K555/H（2014年上期まで継続）
- 2014年下期モデル - K555/K（2016年1月まで継続）
- 2015年下期モデル - K556/M（2016年1月発売）
- 2016年上期モデル - K555/N・K556/M（継続）
- 2016年下期モデル - K556/P
- 2017年上期モデル - K556/P（2017年下期まで継続）・K557/R（2017年8月発表）
- 2018年上期モデル - K557/R（継続）・K558/T（2018年8月発表）
- 2019年上期モデル - K558/B（2019年7月発表）
- 2020年下期モデル - K558/B（継続）・K5010/E（2021年下期まで継続販売）
- 2022年上期モデル - K5010/H

#### ESPRIMO Bシリーズ
シリーズ最小の超コンパクトサイズの分離型エントリーモデル。4年半の販売休止を経て、2011年下期に復活した。（発売期間：2005年下期～2006年下期、2011年下期～2014年上期）
- 2005年下期モデル - B5210（2006年1月発表）
- 2006年上期モデル - B5220（2006年下期まで継続販売）
- 2011年下期モデル - B531/D（2012年上期まで継続販売）
- 2012年下期モデル - B532/F
- 2013年上期モデル - B532/G（2014年4月まで継続販売）

#### ESPRIMO W（DESKTOP W）シリーズ
DESKTOP TXシリーズの後継機種で、ミドルタワータイプの分離型モデル。（発売期間：2002年下期～2007年上期）
- 2002年下期モデル - W600
- 2003年上期モデル - W601
- 2003年下期モデル - W610
- 2004年上期モデル - W620
- 2004年下期モデル - W630
- 2005年上期モデル - W5200
- 2005年下期モデル - W5210
- 2006年上期モデル - W5220
- 2006年下期モデル - W5230
- 2007年上期モデル - W5240

#### ESPRIMO E（DESKTOP E）シリーズ
省スペースタイプの分離型モデル。これまでのDESKTOP SL・DESKTOP FLシリーズを統合。（発売期間：2002年下期～2006年上期）
- 2002年下期モデル - E600
- 2003年上期モデル - E601
- 2003年下期モデル - E610
- 2004年上期モデル - E620・E625
- 2004年下期モデル - E630・E635
- 2005年上期モデル - E5200
- 2005年下期モデル - E5210（2006年1月発表）
- 2006年上期モデル - E5220

#### ESPRIMO C（DESKTOP C）シリーズ
従来のDESKTOP CLシリーズを継承したコンパクト分離型モデル。（発売期間：2002年下期～2005年下期）
- 2002年下期モデル - C300・C600
- 2003年上期モデル - C601
- 2003年下期モデル - C610
- 2004年上期モデル - C620
- 2004年下期モデル - C330・C630
- 2005年上期モデル - C5100・C5200（C5200のみ2005年下期まで継続販売）

#### バリューライン
低価格に抑えたエントリーモデル。（発売期間：2003年上期～）
- 2003年上期モデル - CX601
- 2003年下期モデル - CX610
- 2004年上期モデル - CX620
- 2004年下期モデル - CX630・EX630
- 2005年上期モデル - C3200・E3200
- 2005年下期モデル - C3200・E3210
- 2006年上期モデル - D3220・E3220
- 2006年下期モデル - D3230・D3330・E3230・K3230
- 2007年上期モデル - D3240・K3240
- 2007年下期モデル - D3250
- 2008年上期モデル - D3260
- 2008年下期モデル - D3270
- 2009年上期モデル - D3280
- 2009年下期モデル - D3290
- 2010年上期モデル - D550/AX
- 2010年下期モデル - D550/BX（2011年上期まで継続販売）
- 2011年下期モデル - D551/DX（2012年上期まで継続販売）
- 2012年下期モデル - D551/FX
- 2013年上期モデル - D551/GX（2014年上期まで継続販売）
- 2014年上期モデル - D552/HX（2014年5月発表）
- 2014年下期モデル - D552/KX（2015年下期まで継続販売）
- 2015年下期モデル - D556/MX
- 2016年上期モデル - D552/NX・D556/MX（継続）
- 2016年下期モデル - D556/PX
- 2017年上期モデル - D556/PX（継続、発売は2017年8月まで）・D556/RX（2017年8月発表）
- 2017年下期モデル - D556/RX（継続、発売は2018年1月まで）・D556/SX（2018年1月発表）
- 2018年上期モデル - D556/SX（継続）
- 2018年下期モデル - D556/SX（継続、発売は2019年1月まで）・D588/VX（2019年1月発表）
- 2019年上期モデル - D588/BX（2019年7月発表）
- 2019年下期モデル - D588/BX（継続、発売は2020年1月まで）・D588/CX（2020年1月発表）
- 2020年下期モデル - D588/EX・D7010/EX・D7010/FX（2021年1月発表）
- 2021年上期モデル - D7010/FX（継続、発売は2021年9月まで）・D7011/GX（2021年9月発表・2022年上期まで継続）
- 2022年下期モデル - D7011/KX
- 2023年上期モデル - D7012/LX
- 2023年下期モデル - D7012/NX

#### DESKTOP TXシリーズ
ミドルタワータイプの分離型モデル。（発売期間：1998年冬～2002年上期）
- 1998年冬モデル - 6400TX2・6450TX2
- 1999年春モデル - 6400TX2・6450TX2・6500TX2
- 1999年夏モデル - 6500TX3・6550TX3
- 1999年冬モデル - 6550TX4・6700TX4
- 2000年春モデル - 6600TX4e・6700TX4・6733TX4
- 2000年夏モデル - 6700TX4・6866TX5・610GTX5
- 2000年冬モデル - 6866TX6・610GTX6・715GTX6
- 2001年上期モデル - 6866TX6・610GTX6・717GTX7
- 2001年下期モデル - 7000TX
- 2002年上期モデル - 7000TX2

#### DESKTOP SLシリーズ
スリムタワータイプの分離型モデル。（発売期間：2000年夏～2002年上期）
- 2000年夏モデル - 6566SL5c・6600SL5c・6667SL5・6733SL5・6800SL5
- 2000年冬モデル - 6667SL6c・6800SL6・6933SL6・6933SL6e・610GSL6e
- 2001年上期モデル - 6766SL7c・6866SL7・610GSL7・610GSL7e・611GSL7e
- 2001年下期モデル - 6000SL・611GSL7e
- 2002年上期モデル - 6000SL2

#### DESKTOP FLシリーズ
省スペースの本体に高性能CPUを搭載。（発売期間：2001年下期～2002年上期）
- 2001年下期モデル - 7000FL
- 2002年上期モデル - 7000FL2

#### DESKTOP CLシリーズ
コンパクトサイズの本体を備えた分離型モデル。（発売期間：1998年冬～2002年上期）
- 1998年冬モデル - 5266CL2・6300CL2c・6350CL2
- 1999年春モデル - 5333CL2・6350CL2・6366CL2c・6400CL2
- 1999年夏モデル - 6400CL3c・6450CL3・6466CL3c・6500CL3
- 1999年冬モデル - 6500CL4c・6450CL4・6500CL4・6550CL4
- 2000年春モデル - 6500CL4c・6500CL4・6550CL4e・6600CL4e
- 2000年夏モデル - 6566CL5c・6600CL5c・6667CL5
- 2000年冬モデル - 6633CL6s・6667CL6c・6800CL6・6933CL6
- 2001年上期モデル - 6750CL7s・6766CL7c・6866CL7・610GCL7
- 2001年下期モデル - 6000CLs・6000CL
- 2002年上期モデル - 6000CL2s・6000CL2・7000CL2

#### DESKTOP CXシリーズ
液晶ディスプレイ搭載の一体型モデル。（1998年冬～2002年上期）
- 1998年冬モデル - 6300CX2c（1999年春まで継続販売）
- 1999年夏モデル - 6400CX3c（1999年冬まで継続販売）
- 2000年春モデル - 6500CX4e
- 2000年夏モデル - 6566CX5c・6667CX5
- 2000年冬モデル - 6667CX6c・6800CX6
- 2001年上期モデル - 6766CX7c・6866CX7
- 2001年下期モデル - 6000CX
- 2002年上期モデル - 6000CX2

#### DESKTOP DXシリーズ
スタンダードの分離型モデル。（発売期間：1998年冬～2000年夏）
- 1998年冬モデル - 6300DX2c・6350DX2・6400DX2・6400DX2
- 1999年春モデル - 6366DX2c・6350DX2・6400DX2・6450DX2
- 1999年夏モデル - 6433DX3c・6450DX3・6500DX3
- 1999年冬モデル - 6450DX4・6500DX4・6550DX4
- 2000年春モデル - 6500DX4・6550DX4e・6600DX4e
- 2000年夏モデル - 6600DX4e

#### DESKTOP MLシリーズ
マイクロタワータイプの分離型モデル。（販売期間：1999年夏～2001年下期）
- 1999年夏モデル - 5350ML3
- 1999年冬モデル - 5450ML4
- 2000年春モデル - 5500ML4
- 2000年夏モデル - 5533ML5
- 2000年冬モデル - 6667ML6c
- 2001年上期モデル - 6766ML7c
- 2001年下期モデル - 6900ML8c

## ノートパソコン

### 個人向けモデル

#### LIFEBOOK NHシリーズ
「BIBLO NWシリーズ」後継の大画面AVノート。（発売期間：2010年夏～2012年春、2019年夏～）
- 2010年夏モデル - NH900/5AT・NH900/ANT
ラインナップが「タッチスクエア」付のみとなる。OSは32ビットと64ビットが選べるようになった。CPUはintel Core i5-450Mを採用し、USB3.0に対応、ジェスチャーコントロール機能も搭載した。また、TVチューナーは3波対応（地上・BS・110度CS）に再び格上げされた。さらに、カスタムメイドモデルが再び設定され、CPUをより性能の高いCore i7-620Mに、メモリ8GB、HDD 1TBの大容量構成が可能となる。
- 2010年冬モデル - NH900/5BD・NH900/BND
CPUがCore i5-560Mとなり性能アップ。HDD容量も前モデルの1.5倍となる750GBに増量された。さらに、「ESPRIMO FH」シリーズと同様に、顔認識技術「Sense YOU Technology」を応用した人感センサーWebカメラを搭載。カスタムメイドモデルはパームレスト部のカラーがブルーとレッドの2色が選べるようになったほか、OSもWindows 7 Professionalの選択が可能になった。また、最大1.5TB（750GB×2）の大容量HDDの搭載が可能になった。
- 2011年春モデル - NH77/CD
デザインが大幅に刷新され、ディスプレイは一回り小さく、継ぎ目のない17.3型ワイド フルHD フルフラットファインパネルを採用。また、これまで採用されていた「タッチスクエア」が無くなり、キーボード周辺にエスプレッソブラウンをまとったシンプルなつくりとなった。CPUはクアッドコアのCore i7-2630QMを搭載しており、性能は向上されている。なお、本モデルではカスタムメイドモデルは設定されなかった。
- 2011年夏モデル - NH77/DD・NH90/DN
店頭販売モデルはBlu-ray DiscドライブがBDXLに対応。また、本体色をビターブラックに、キーボードをアイソレーションタイプにそれぞれ変更した。また、前モデルでは非設定だったカスタムメイドモデルを再設定。今回は天板に指紋の付きにくい凹凸加工を施したシャンパンカラーの専用仕様となり、グラフィックにはCAD用途にも対応するNVIDIA Quadro 3000を搭載。2GBの大容量ビデオメモリを備えており、メインメモリのパフォーマンスを下げることなく高いグラフィックス性能を発揮する。なお、TVチューナー非搭載、デュアルコアCPU搭載、Blu-ray DiscドライブはBDXL非対応となる（カスタムメイドモデルは2012年春モデル発表まで継続販売された）。
- 2011年秋冬モデル - NH77/ED
店頭販売モデルのみモデルチェンジ。CPUをCore i7-2670QM(2.20GHz)に更新するとともに、HDDを1TB（500GB×2）に増量した。なお、本機種は2012年春モデル発表後も継続販売され、2012年夏モデルからは主力の「LIFEBOOK AH」シリーズに統合される形で一旦廃止された。
- 2019年夏モデル - NH56/D2・NH90/D2・WN1/D2
約7年ぶりに再投入。落とし込みヒンジや挟額縁設計などの採用により、2012年春モデルのAH77/G（15.6型ワイド）とほぼ同じサイズながら17.3型ワイド（フルHD スーパーファイン液晶）の大画面を実現した。また、HDMI入力端子を搭載するほか、OSはWindows 10 Home、Microsoft OfficeはHome & Business 2019（カスタムメイドモデルではPersonal 2019の選択も可）に更新された。店頭販売モデルは2010年冬モデル以来の2機種となり、NH56/D2はCPUに第8世代デュアルコアのCore i3-8145U、ストレージに512GB SSD、光学ドライブにDVDスーパーマルチドライブを搭載。NH90/D2はCPUに第9世代ヘキサコアのCore i7-9750H、ストレージに256GB SSDと1TB HDDのハイブリッドドライブ、光学ドライブにBDXL対応Blu-ray Discドライブが搭載され、キーボード面にヘアライン加工やサンドブラスト加工、カバー周囲にダイヤモンドカット加工が施される。カラーは各モデル2色ずつとなり、両モデルに設定のブライトブラックに加え、NH56/D2にはプレミアムホワイト、NH90/D2にはシャンパンゴールドが設定される。カスタムメイドモデルも設定されており、メモリは最大32GBまで搭載可能、OSでWindows 10 Proの選択が可能なほか、地上・BS・110度CSデジタルダブルチューナー（テレビ機能）の搭載や光学ドライブの代わりにHDD（1TB）に変更するといった店頭販売モデルに無い仕様にすることも可能である。
- 2020年夏モデル - NH75/E2・NH90/E2・WNB/E2・WN1/E2
NH90は第10世代ヘキサコアのCore i7-10750Hに更新され、ストレージのSSDに16GBのIntel Optane メモリーを追加し、ワイヤレスLANはWi-Fi 6（IEEE802.11ax）に対応。NH75はプロセッサーをAMD社製のAPUであるAMD Ryzen 5 4500Uに刷新され、カラーはNH90と同じシャンパンゴールド1色のみとなった。カスタムメイドモデルでは、ストレージでIntel Optane メモリーの容量を32GBに倍増した大容量SSD（512GBまたは1TB）の選択が可能になったほか、AMD社製APU搭載モデルのWNBも新たに設定された。本モデルでは、店頭販売モデルよりも高性能なオクタコア（8コア）仕様のAMD Ryzen 7 4700Uが搭載される。
- 2020年冬モデル - NH77/E3
店頭販売のAMD Ryzen搭載モデルをモデルチェンジ（店頭販売のCore i7搭載モデル及びカスタムメイドモデルは継続販売）。カスタムメイドモデルのWNBと同じオクタコア（8コア）仕様のRyzen 7 4700Uへ性能を強化、ワイヤレスLANがWi-Fi 6（IEEE802.11ax）に対応した一方、SSDの容量が256GBに半減された。
- 2021年秋冬モデル - NH77/F3・NH90/F3・WN1/F3・WNB/F3
OSをWindows 11 Home 64ビット版に、Microsoft OfficeをHome & Premium 2021にそれぞれ変更するとともに、NH77は「Ryzen」を動作周波数を向上したRyzen 7 5700Uに変更され、SSDの容量を512GBに倍増。NH90はプロセッサーがインテル社製の「Core i7」からAMD社製の「Ryzen」に変わり、NH77よりも動作周波数が高いRyzen 7 5800Uを搭載。メモリは16GBに倍増された。また、従来NH90専用カラーだったブライトブラックがNH77にもラインナップされ、2色展開となった。カスタムメイドモデルもOSやMicrosoft Officeの変更（カスタムメイドモデルではMicrosoft Officeを無しまたはPersonal 2021にすることも可能）に加え、AMD Ryzenプロセッサー搭載モデルのWNBは店頭販売モデルのNH77同様、動作周波数を向上したRyzen 7 5700Uへ変更された。
- 2023年春モデル - NH77/H1・NH90/H1・WN1/H1・WNB/H1
ワイヤレスLANがWi-Fi 6Eに対応したほか、AIエンジンが周囲のノイズを消し、外付けヘッドセットを装着した場合でも作動する「AIノイズキャンセリング」や立体音響技術の「Dolby Atmos」を搭載。HDMI端子は出力のみから入力・出力兼用となり、外部ディスプレイやセカンドディスプレイとして使用することも可能となった。プロセッサーが強化され、NH77はAMD Ryzen 7030シリーズ・プロセッサーのオクタコア（8コア）仕様となるAMD Ryzen 7 7730Uに変更。NH90は2020年夏モデル以来となるintel Core i7に戻り、第12世代CoreプロセッサーHシリーズとなるCore i7-12700H（intel Iris Xe Graphics搭載）となった。カスタムメイドモデルでは、Core i7搭載モデルのWN1において、メモリの選択肢に64GB、SSDの選択肢に2TBがそれぞれ追加された。

#### LIFEBOOK AHシリーズ
「BIBLO NFシリーズ」後継の15.6型大画面ノート。主力シリーズとなっているためか、ベーシックモデルからハイスペックモデルまで幅広いラインナップがあるのも特徴である。（発売期間：2010年夏～）
- 2010年夏モデル - AH520/2A・AH530/3A・AH550/3AT・AH550/5A・AH700/5A・AH520/AN・AH550/AN・AH700/AN
従来の「NF/G50」に相当する「AH550/5A」はCore i3からCore i5に高性能化。このため、Core i3を搭載したAH530/3Aを新設。また、最上位機種のAH700/5Aにはハンドジェスチャー機能を搭載した。
- 2010年冬モデル - AH530/1B・AH530/3B・AH550/3BT・AH550/5B・AH570/5BM・AH700/5B・AH520/BN・AH550/BN・AH500/BNT・AH570/BNM・AH700/BN
新たに3D対応モデル（AH570/5BM・AH570/BNM）を設定。同モデルは地上・BS・110度CSデジタルチューナーも内蔵する。また、中級クラスのAH550/5BにもBlu-ray Discドライブを搭載した。デザインにもこだわっており、最上位機種（AH700/5B・AH700/BN）はフラットポイントや指紋センサーが青く発光して上質感を漂わせている他、スタンダードモデルはヘアライン加工を施したアルミニウム天板を採用。見た目の美しさだけでなく、プラスチック天板に比べて静電気を帯びにくく、ホコリの吸着を防ぐ機能性も兼ね備えている。カラーラインナップもホワイトに替わり、シルバー（アルマイトシルバー）を追加した。機能面も強化されており、全機種に人感センサー機能付Webカメラを、上位機種及びTVチューナー内蔵モデルには指で円を描くようになぞるだけで上下スクロールが出来る「スクロールパッド」を追加した。また、エントリーモデルのCPUがCeleron P4600に変更となった（なお、カスタムメイドのエントリーモデルは引き続きAMD社製CPUが選べる）。カスタムメイドはWindows 7 Professionalが選択できる機種を拡充した。
- 2011年春モデル - AH42/C・AH52/CT・AH53/C・AH56/C・AH58/CM・AH77/C・AH30/CN・AH53/CN・AH55/CNT・AH56/CN・AH58/CNM・AH77/CN
CPU性能が大幅に強化されており、最上位機種のAH77/C・AH77/CNはクアッドコアCPUの「Core i7-2630QM」を、3D対応モデル（AH58/CM・AH58/CNM）と中位機種（AH56/C・AH/56CN）にはデュアルコアCPUの「Core i5-2520M」を採用。さらに、3D対応モデルでは3層・100GBのBDXLに対応（ただし、BDXLへの書き込み・書き換えを行うには別途ソフトウェアのアップデートが必要）。スタンダードモデル（AH42/C）はCPUをPentium P6200に性能アップし、カラーは光沢感のあるアーバンホワイトを追加した3色展開に。カスタムメイド限定のエントリーモデル（AH30/CN）はCPUをCeleron 925に変更。カラーはアーバンホワイトとシャイニーブラックの2色展開となった。
- 2011年夏モデル - AH42/D・AH52/DA・AH54/D・AH56/D・AH77/D・AH30/DN・AH52/DNA・AH56/DN・AH77/DN
店頭販売モデルはCore i3搭載モデル（AH54/D）のCPUをCore i3-2310Mに変更し性能向上。Core i5搭載モデル（AH56/D）はHDD容量を750GBに増量、Core i7搭載モデル（AH77/D）はメモリを8GBに倍増し、Blu-ray DiscドライブはBDXLに対応した。テレビチューナー搭載モデル（AH52/DA）は従来の本体内蔵型から「ワイヤレスTVユニット」を用いた外付け型に変更し、新たにBSデジタル・110度CSデジタルチューナーを搭載した。このユニットをアンテナに接続するだけで本体へはワイヤレスで視聴・録画ができる。カスタムメイドモデルは一部の機種を除き、通常の標準キーボードだけでなく、キーストロークを広めにとったアイソレーションキーボードも選択できる。
- 2011年秋冬モデル - AH42/E・AH52/EA・AH54/E・AH56/E・AH77/E・AH52/ENA・AH54/EN・AH56/EN・AH77/EN
これまで設定されていた3D対応モデルを廃止し、5機種となる。一部機種を除く全モデルでESPRIMO FHシリーズと同じくフレームとパネルの境目がない「フルフラットファインパネル」（AH54/E・AH54/EAを除く）、ステップ型キートップ配置と球面シリンドリカルキートップを採用したことで、正確で疲れにくいタイピングを実現した「ナチュラルフィットキーボード」を搭載。さらに、本体カラーに合わせた色をキートップ側面に配色した「サイドカラーキー」も採用。キートップが浮いたようなデザイン性とキーのアウトラインが容易に認識できタイピングの快適性が向上する機能性を兼ね備える。さらに、電源投入後すぐに起動できる「クイックスタート機能（AH42/Eを除く）」も搭載した。ハイスペックモデル（AH56/E・AH77/E・AH56/EN・AH77/EN）は従来はCore i7搭載モデルに設定してたナイトブルーがCore i5搭載モデル（AH56/E）に移行（ただし、カスタムメイドモデルはCore i7搭載モデルでもナイトブルーを選択可能）。性能面でもCore i7搭載モデル（AH77/E）はCPU性能を強化、Core i5搭載モデルはBlu-ray DiscドライブがBDXLに対応した。スタンダードモデル（AH54/E・AH54/EN）は厚さ約29.6mmと薄型化され、パームレストにスクエアパターンとカラーグラデーションを配置。カラーバリエーションは新色のライムグリーンを加えた4色となった。エントリーモデル（AH/42E）はCPU強化のマイナーチェンジ程度。ワイヤレスTVユニット付モデル（AH52/EA・AH52/ENA）は光学ドライブをBDXL対応Blu-ray Discドライブに変更し、長時間15倍録画に対応。ワイヤレスTVユニットをIEEE802.11a/b/g/n（2x2）対応品に改良し、2011年夏モデルに比べてTV視聴時の安定性を大幅に向上させた（PC側の無線LANアダプタもIEEE802.11a/b/g/n対応になっている）。さらに、大容量バッテリー搭載（ハイスペックモデルのAH77/E・AH77/ENも搭載）により大画面ノートでありながら約6.4時間の長時間可動を実現し、電源オフ時や休止時におけるAC電源からの給電を限りなくゼロに近づけることで消費電力を抑える「ゼロワットACアダプタ（ECO Sleep対応ACアダプタ）」を同梱した。
- 2012年春モデル - AH42/G・AH52/GA・AH54/G・AH56/G・AH77/G・AH30/GN・AH52/GNA・AH54/GN・AH56/GN・AH77/GN
最上位モデル（AH77/G・AH77/GN）を除いてCPU性能が強化され、特に、AH54/Gはターボ・ブースト2.0に対応した「Core i5-2450M」に、AH56/G（カスタムメイドモデルのAH56/GNも同様）はクアッドコアの「Core i7-2670QM」にそれぞれ大幅強化。ワイヤレスTVユニット付カスタムメイドモデル（AH52/GNA）は店頭販売モデル（AH52/GA）にはない「Core i3-2350M」・「Core i5-2450M」のどちらかを選択でき、ワンランク上の仕様とすることができる。また、AH56/G（カスタムメイドモデルのAH56/GNも同様）については、青系のボディカラーを明るめのアクアブルーに変更した。
- 2012年夏モデル - AH42/H・AH45/H・AH54/H・AH56/H・AH77/H・AH78/HA・AH50/HN・AH76/HN・AH77/HN・AH78/HNA
ハイスペックモデル（AH56/H・AH77/H）はCPUを第3世代の「Core i7-3610QM」に変更するとともに、上位モデルのAH77/HはHDDを1TBに増量した。ポップモデルのAH54/HもCPUを第3世代の「Core i5-3210M」に、光学ドライブをBDXL対応ブルーレイディスクドライブにそれぞれ変更するとともに、HDDを750GBに増量。ワイヤレスTVユニットが同梱されるTVモデルは新たにAH77/Hと同等のスペックを持ち、フルハイビジョン液晶とノートPCでは業界初となる「ナノイー」発生ユニットを搭載したAH78/HA・AH78/HNAを新設（AH52/GA・AH52/GNAは下位モデルとして継続販売）。ベーシックモデルは店頭販売モデルのみモデルチェンジ（カスタムメイドモデルのAH30/GNは継続販売）。HDDを750GBに増量し、チップセットをリニューアルした。さらに新モデルとして、Core i3-2350Mを搭載するなど充実のスペックで光学ドライブを搭載しながら最厚部21.7mmの薄型ボディを実現したスリムモデル（AH45/H）を追加した。カスタムメイドモデルにおいては、ハイスペックモデルとポップモデルにおいて電力の使用状況を見える化する「F-PLUG」を追加できるようにしたほか、ハイスペックモデルのAH77/HNには限定ボディカラーのナイトブルーを追加した。
- 2012年秋冬モデル - AH42/J・AH45/J・AH56/J・AH77/J・AH78/JA・WA1/J・WA2/J・WA3/J
OSをWindows 8に変更し、カタログモデルは全機種CPU性能を強化。また、ラインナップを整理し、ハイスペックモデル・ベーシックモデル・スリムモデルの3ラインに集約した。ハイスペックモデルはデザインを一新し、パイオニア製のボックススピーカーを搭載。ワイヤレスTVボックスなしのAH77/Jはハイスペックモデルの下位機種に設定されていたアクアブルーを新色として追加。スリムモデルは光学ドライブをBlu-ray Discドライブに変更し、カラーはアルマイトホワイトとアルマイトレッドを追加した3色展開となった。カスタムメイドモデルはベーシックモデルWD1/Jの限定色にポップモデルにラインナップされていたライムグリーンを、ハイスペックモデルのWD2/Jには新色のダークブラウンをそれぞれ設定した。
- 2013年春モデル - AH42/K・AH45/K・AH56/K・AH77/K・WA1/K・WA2/K
スリムモデルが廃止となり、ハイスペックモデルとベーシックモデルの2ラインとなった。店頭販売モデル全機種でOfficeを「Office Home and Business 2013」に更新。また、ハイスペックモデルのAH77/KとベーシックモデルのCore i5搭載モデル（AH56/K）はディスプレイがタッチパネル式に変更。ベーシックモデルのCore i3搭載モデル（AH45/K）はCPU性能を強化した。一方、Pentium搭載モデル（AH42/K）はCPUがPentium B970にダウングレードされ、カラーもアーバンホワイト1色となった。なお、ハイスペックモデルのワイヤレスTVボックス同梱モデル（AH78/JA・WA3/J）は2012年秋冬モデルを継続販売した。
- 2013年夏モデル - AH42/K（FMVA42KW2）・AH45/K（FMVA45K*2）
ベーシックモデルの店頭販売向け下位機種をマイナーチェンジ（タッチパネル搭載モデル及びカスタムメイドモデルは2013年春モデルを継続販売。ワイヤレスTVボックス同梱モデルはカスタムメイドモデルのWA3/Jのみに縮小しながらも継続販売）。基本スペックやデザインはそのままで、従来はオプションだった大容量バッテリパックを標準添付したことで、Core i3搭載モデルで約6.4時間、Pentium搭載モデルで約7.9時間の長時間駆動を実現。また、Pentium搭載モデルはCPUをPentium 2020Mにスペックアップした。

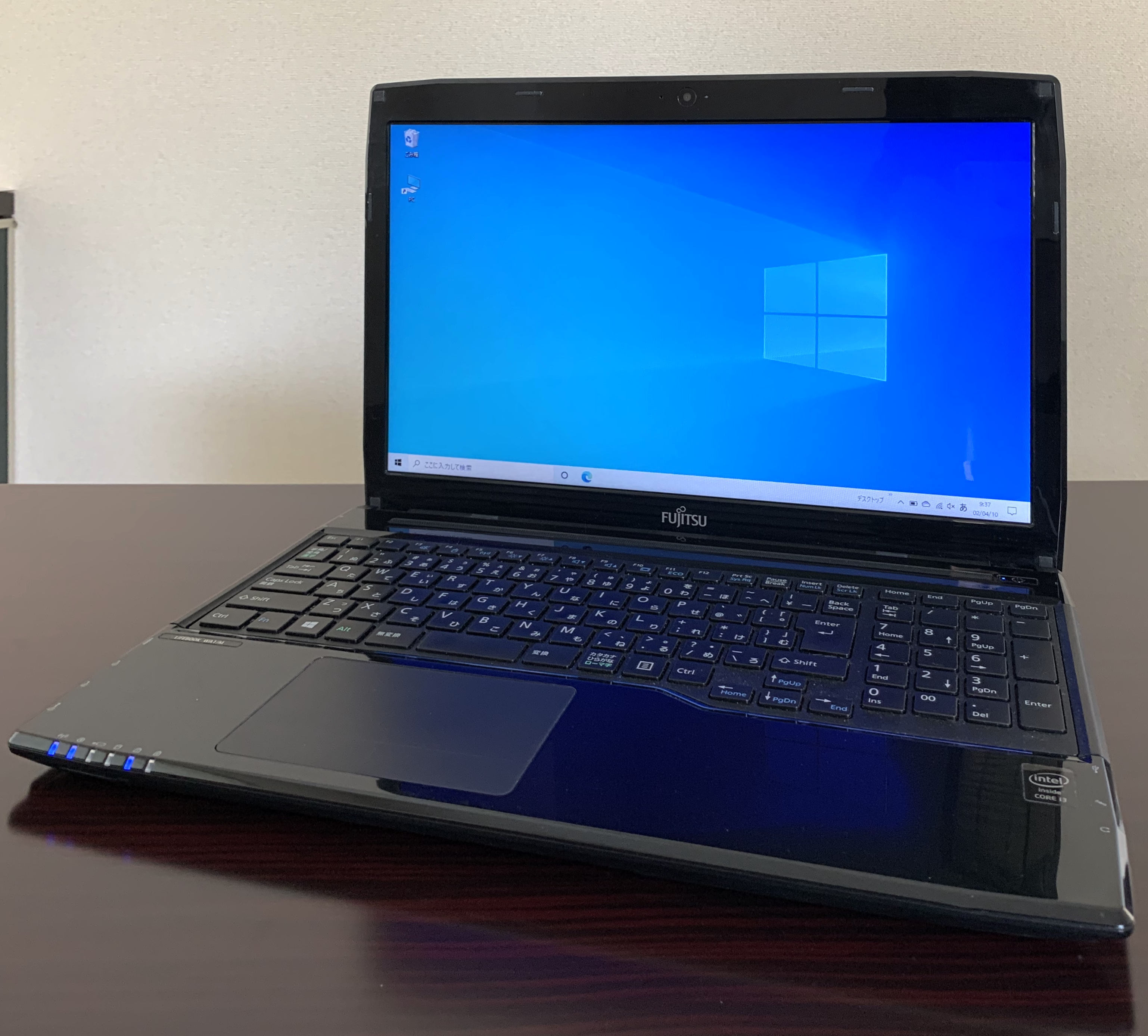
LIFEBOOK WA1/M カスタムメイドモデル

- 2013年秋冬モデル - AH42/M・AH53/M・AH56/M・AH77/M・WA1/M・WA2/M
ベーシックモデル・ハイスペックモデル共にフルモデルチェンジし、デザイン・中身を刷新。OSはWindows 8.1となった。ハイスペックモデルはディスプレイをフルHDに高解像度化し、タッチパネルは既採用の「サラサラコートディスプレイ」に加え、旭硝子が開発した強硬度ガラス「Dragontrail」を採用したことでディスプレイに傷がつきにくく、衝撃にも強くなった。360°あらゆる角度からでも美しい「オムニデザイン」を取り入れ、光学ドライブを備えながら約23.8mmの薄型設計。手になじむ丸みを帯びた優しい形状で持ち運びもしやすくなっている。また、底面カバーは取り外しができ、ファンのメンテナンスがユーザー自身でできるので長く使うことができる。CPUは第4世代のCore i7-4702HQに更新した。カラーはアクアブルーが廃止され3色展開となった。ベーシックモデルは3機種共通で知的で優しい印象を与えるクッションケースデザインのフォルムを採用。タッチパネル搭載モデルは天板のアルマイトにヘアライン加工を施し、程よくシャープな印象に。また、ハイスペックモデルに採用しているサイドカラーキーも採用。また、上位・中位モデルのCPUがクアッドコアのCore i7-4702MQに強化し、性能面でも強化された。カスタムメイドモデルはベーシックモデル・ハイスペックモデル共に設定されており、ベーシックモデルはCPUでCeleron 2950M・Core i3-4000M・Core i5-4200Mの3種類から選べるほか、メモリ・HDD・光学ドライブ・Officeも選択可能である。カラーはシャイニーブラックのみ。ハイスペックモデルはOSでWindows 8.1 Proも選べるほか、ストレージは大容量と高速処理を両立する1TB ハイブリッドHDDや1.5TB HDDの選択も可能である。
- 2014年春モデル - AH42/M（FMVA42MW2）・AH90/P
ベーシックモデルの店頭販売向け最廉価機種をマイナーチェンジ。CPUをPentium 3556UからPentium 3558Uに更新。クロック周波数や内蔵グラフィックスの変更はないが、新たに「Intel Quick Sync Video」及び「Intel Wireless Display」がサポートされた。
併せて、PCの扱いに習熟したアクティブシニア層に向け、新モデルとなる「GRANNOTE（グランノート）」AH90/Pを追加。パームレストと底面にグラスファイバーを混ぜたアクリル強化樹脂を採用し、パームレストは継ぎ目を無くして1枚のすりガラスのように仕上げており、マット加工が施されているので照明の反射を抑え、指紋が目立ちにくい機能面も併せ持つ。キーボード（ナチュラルフィットキーボード）には手を置いたときに自動で点灯するバックライトを搭載しており、照明を落とした書斎でもキートップの文字の視認性を高めたほか、キーストロークを約3mmと広めに持たせ、薬指と小指で押すキーは弱い力で反応するなど押下圧をキー配置に応じて3段階に調整することで、どの指で押しても心地よい打鍵感を実現した。また、当社製スマートフォン「ARROWS」で採用されている「ヒューマンセントリックエンジン」をFMVで初採用し、Windowsの標準機能で、照度センサーの搭載により部屋の明るさに合わせて画面輝度を調整する自動輝度調整に加え、RGBセンサーが照明の種類（蛍光灯・電球など）を検知して画面の色味も自動調整する「インテリカラー」を備えたほか、年代に応じて変化する色覚特性に対応し、事前に設定した年代に応じて色味を自動補正することで色を識別しやすくする「あわせるビュー」も採用。さらに、らくらくホンシリーズにも採用されている年代に応じて高音域を強調することで聞き取りやすくする「あわせるボイス」も備えた。また、本機種専用のサービスとして「GRANNOTEサービスパック」も用意されており、ネットショッピング・旅行予約・趣味・資産管理（自動車保険）・ゲームを当社が厳選してポータル化した「GRANNOTE特選サイト」やサービスパックの各サービスを使い始めるための登録方法や使い方を電話とリモートで支援する専用サポートを設置。らくらくホンシリーズで利用できる大人のためのSNS「らくらくコミュニティ」は本機でも利用できるうえ、スタート画面から直接起動できるタイルを設置した。CPUに第4世代のCore i7-4500U、メモリは8GB、光学ドライブはBDXL対応Blu-ray Discドライブ、スピーカーにパイオニアと共同開発したBox型スピーカーを採用しており、性能面でも長けている。ディスプレイはFull HDの解像度で、旭硝子製高強度ガラス「Dragontrail」と「サラサラコートディスプレイ」を備えている。なお、本モデルはカスタムメイドモデルは設定されない。
- 2014年夏モデル - AH42/R・AH53/R・AH77/R・WA1/R・WA2/R
ハイスペックモデル及びベーシック・タッチパネル非搭載モデルをモデルチェンジ（ベーシック・タッチパネル搭載モデルは2013年秋冬モデルのAH56/Mを継続販売）。3機種でOSをWindows 8.1 Updateに変更し、ワイヤレスLANがIEEE802.11acに対応。そのほか、ハイスペックモデルはCPUをCore i7-4712HQに強化。ベーシック・Core i7搭載モデルはレーザーマウス新たに同梱。ベーシック・Pentium搭載モデルはカラーバリエーションにシャイニーブラックが加わり、2色展開となった。
- 2014年秋冬モデル - AH42/S・AH53/S・AH77/S・WA1/S・WA2/S
ハイスペックモデルとベーシックモデルをモデルチェンジ。Officeを「Office Home and Business Premium プラス Office 365 サービス」に更新（カスタムメイドモデルは「Office Personal Premium プラス Office 365 サービス」の選択も可能）し、ディスプレイ標準値から約30%のブルーライトをカットする「ブルーライトカットモード」を搭載したほか、ベーシック・Core i7搭載モデルはCPUをCore i7-4712MQに変更し、HDDを1TBに増量してスペックアップされた。カスタムメイドモデルは特にベーシックモデルで変更が行われ、CPUは新たにクアッドコア仕様のCore i7-4712MQを追加して4種類から選べるようになり、カラーも既存のシャイニーブラックに加え、アーバンホワイトを加えた2色展開となった。なお、ベーシックモデルはタッチパネル搭載モデルの設定が無くなった。
- 2015年春モデル - AH42/T
ベーシックモデルのエントリー機種のみモデルチェンジ。CPUをPentiumからCeleron（Celeron 2957U）に変更し、バッテリーを3セルから6セルに倍増したことでバッテリー稼働時間を約10.2時間に向上。HDDも1TBに増量した。
- 2015年夏モデル - AH42/U・AH45/U・AH53/U・AH77/U
カタログモデル全機種をモデルチェンジ（カスタムメイドモデルは2014年秋冬モデルを継続発売）。これまでハイスペックモデルのみの搭載だったワンタッチボタン（My Cloud・＠メニュー・サポート）をベーシックモデルにも搭載して全機種搭載となったほか、フラットポイントと一体となっていた左右クリックボタンをフラットポイントから独立して配置。音質面では「Dolby Digital Plus Home Theater」を全機種に搭載した。ハイスペックモデルはデザインを変更し、キーボードから画面までの段差や側面パーツの分割ラインを無くし、スピーカー開口部は奥に傾斜をつけることで正面からは目立たないヒンジ部付近に移動。CPUはCore i7-4722HQに変更して強化した一方、USB3.0を1ポート減らした（4ポート→3ポート）。ベーシックモデルもデザインを変更し、CPUを強化（AH53/UはAH77/Uと同じCore i7-4722HQに、AH42/UはCeleron 3205Uにそれぞれ変更）。また、Core i3搭載モデルのAH45/Uを新設定した（カタログモデルでのCore i3搭載モデルの設定はAH45/K(FMVA45K*2)以来約2年ぶりとなる）。なお、AH77系は当モデルより生産国[1]が変更された。
- 2015年秋冬モデル - AH42/W・AH45/W・AH77/W・WA1/W・WA2/W・WA3/W
ベーシックモデルのCeleron搭載モデル・Core i3搭載モデルをモデルチェンジ。OSをWindows 10 Homeに変更し、ヘッドフォン端子がハイレゾ音源に対応。ジャストシステム製の日本語入力システム「ATOK 2015 for Windows」を新たにプリインストールし、Celeron搭載モデルはカラーラインナップにルビーレッドを追加して3色展開となった。ただし、ハードウェアスペックは2015年夏モデルを踏襲する。また、2014年秋冬モデルを継続販売していたカスタムメイドモデルはタッチパネル非搭載のベーシックモデルを1年ぶりにモデルチェンジ。ベーシックモデルのCeleron搭載モデル・Core i3搭載モデル同様にOSをWindows 10 Homeに変更したほか、クアッドコアCPUを搭載したWA2/Wは、選択できるCPUが第6世代Core iファミリーであるCore i5-6300HQ・Core i7-6700HQとなり、スペックも強化された。
遅れて、ハイスペックモデルもモデルチェンジ。OSをWindows 10 Homeに変更、CPUをCore i7-6700HQに強化するとともに、ボディデザインが一新され、スピーカーはオンキヨーと共同開発したハイレゾ音源対応スピーカーを採用し、キーボードはキーの位置に合わせて重さを3段階に調整した3段階押下圧を備えた「プリズムクリアキー」を採用。ジャストシステム製の日本語入力システム「ATOK 2015 for Windows」を新たにプリインストールした。カスタムメイドモデルのWA3/WはOSでWindows 10 Proの選択が可能である。
- 2016年春モデル - AH42/X・AH45/X・AH53/X・AH90/X
2014年春モデル以来約2年ぶりとなる「GRANNOTE」の新モデルが追加。富士通製PCでは初となる4K UHDに高精細化されたほか、CPUはクアッドコアのCore i7-6700HQに強化し、スピーカーはハイレゾ音源対応再生に対応したオンキヨー製に変更（ハイレゾ音源再生はヘッドフォン使用時でも対応）。キーボードはバックライトに対応したガラス調の「プリズムクリアキー」となった。また、2015年秋冬モデル発表時に唯一2015年夏モデルを継続販売していたAH53が約8ヶ月ぶりにモデルチェンジ。2015年秋冬モデルから継続販売のAH77/W同様にオンキヨー製ハイレゾ音源対応スピーカーや「ATOK」の搭載、「プリズムクリアキー」の採用、CPUをCore i7-6700HQへ性能強化されたほか、ディスプレイはFull HDに高解像度化した。ベーシックモデルのCeleron搭載モデルとCore i3搭載モデルもモデルチェンジされ、キーボードに3段階押下圧を採用して改良し、Core i3搭載モデルは第6世代のCore i3-6100Uとなった。
- 2016年夏モデル - AH42/Y・AH77/Y・WA1/Z・WA2/Z・WA3/Z
店頭販売モデルはハイスペック・タッチパネル付モデル及びベーシックモデルのCeleron搭載モデルをモデルチェンジ。いずれのモデルもOfficeやATOKを最新バージョンに更新したほか、ベーシックモデルのCeleron搭載モデル（AH42/Y）はより丸みを帯びた新デザインとなり、スピーカーの形状や位置も変更した。カスタムメイドモデルは約9か月ぶりに全機種モデルチェンジ。Officeを最新バージョンに更新したほか、ハイスペックモデルベースのWA3/Zは選択できるストレージに512GB SSDが追加された。
- 2016年秋冬モデル - AH42/A3・AH45/A3・AH53/A3・WA1/A3・WA2/A3・WA3/A3
店頭販売モデルはハイスペック・タッチパネルなしモデル及びベーシックモデルをモデルチェンジ。ベーシックモデルはCore i3搭載モデルはディスプレイをFull HDに高解像度化し、デジタルフォト編集ソフト「Corel Paint Shop Pro X8 for FUJITSU」と動画編集ソフト「CyberLink PowerDirector 14 for FUJITSU」をプリインストール。Celeron搭載モデルはカラーバリエーションが拡充され、新色のシャンパンゴールドを追加して4色展開となり、ヘッドフォン端子がハイレゾ音源再生に対応した。ハイスペック・タッチパネルなしモデルはベーシックモデルのCore i3搭載モデル同様にソフト類の強化を行った。カスタムメイドモデルは全機種モデルチェンジとなり、ベーシックモデルベースのWA1/A3・WA2/A3はストレージの選択肢でSSDが追加されたほか、WA1/A3はFMVでは2010年冬モデル以来の採用となるAMD社製APU（デュアルコアのE1-7010とクアッドコアのA8-7410の2種類から選択可能）となった。
- 2017年春モデル - AH42/B1・AH77/B1・AH90/B1・WA2/B1・WA3/B1
店頭販売モデルはベーシックモデルのCeleron搭載モデル、ハイスペック・タッチパネル付モデル、「GRANNOTE」の3機種をモデルチェンジ。3機種全てでCPUを変更し、ベーシックモデルのCeleron搭載モデルはCeleron 3865Uに、ハイスペック・タッチパネル付モデルと「GRANNOTE」はCPUを第7世代のCore i7-7700HQにそれぞれ変更し、基本性能を強化するとともに、ベーシックモデルのCeleron搭載モデルはUSBポートに高速データ転送に対応したUSB3.1（Gen2）Type-Cを搭載、「GRANNOTE」は既搭載のブルーレイディスクドライブにおいて、4K映像が収録されたブルーレイディスクの再生が可能な規格「Ultra HD Blu-ray」に対応した。カスタムメイドモデルはCore i7搭載モデルをモデルチェンジしたほか、ベーシックモデルには、2016年秋冬モデルから継続販売されるAH45/A3をベースにしたCore i3を搭載モデルWA2/B1を追加した。
- 2017年夏モデル - AH42/B2・AH45/B2・AH53/B2・WA1/B2・WA2/B2
店頭販売モデルはハイスペック・タッチパネルなしモデル及びベーシックモデルをモデルチェンジ。いずれのモデルもATOKを「ATOK 2017 for Windows」に更新し、LTS社製の英語学習ソフト「Learn to Speak English 12」を新たにプリインストール。ハイスペック・タッチパネルなしモデルとベーシック・Core i3搭載モデルはCPUも変更し、ハイスペック・タッチパネルなしモデルは2017年春モデルのハイスペック・タッチパネル付モデルや「GRANNOTE」と同じCore i7-7700HQに、ベーシック・Core i3搭載モデルは第7世代のCore i3-7100Uにそれぞれ変更し基本性能を強化したほか、ソフトウェアにはCyberLink社製の「Power Media Player」を新たにプリインストールし、既採用の「CyberLink PowerDirector」は360°動画の編集機能を追加した「15 for FUJITSU」への無償アップグレードに対応した。カスタムメイドモデルにおいては、ハイスペック・タッチパネルなしモデルをベースにOSでWindows 10 Professionalが選択可能なCore i7搭載モデルWA2/B2と、AH45/B2をベースに、3種類のCPUから選択可能で、Core i7選択時にはAMD RADEON R7グラフィックスも同時に搭載されるベーシックモデルWA1/B2の2モデルを追加した。
- 2017年秋冬モデル - AH42/B3・AH45/B3・AH53/B3・AH77/B3・AH-MR/B3・WAA/B2・WA2/B3・WA3/B3
店頭販売モデルは「GRANNOTE」を除く全モデルをモデルチェンジ。Core i7搭載モデル（AH53/B3・AH77/B3）はCPUを第8世代のCore i7-8550Uに変更するとともに、ディスプレイのフレーム幅を大幅に狭めて挟額縁化。オンキヨー製スピーカーはマザーボードのレイアウト見直しと基板の小型化によりスピーカーBOXの容量を拡大し、メッシュ部分に金属パーツを採用した。最上位モデルのAH77/B3はストレージをSSDとHDDのデュアルストレージ仕様となり、カラーは赤系のガーネットレッドに替わり、新色として青系のメタリックブルーを追加（なお、カスタムメイドモデルのWA3/B3はガーネットレッドの選択が可能）。Core i3搭載モデルもCPUを変更し、Core i3-7130Uに変更して性能強化。カラーはCeleron搭載モデルに設定されている金系のシャンパンゴールドを追加し、4色展開となった。また、AH53/B3（ブライトブラック）をベースに、専用ヘッドセットとコントローラーを同梱し、「CyberLink Power Media Player MR for FUJITSU」を搭載したWindows Mixed Reality対応モデルのAH-MR/B3を新設した。カスタムメイドモデルはCore iファミリー搭載モデル（WA2/B3、WA3/B3）をモデルチェンジ。店頭販売モデル同様にCPUを強化（WA3/B3では店頭販売モデルでは設定されていないCore i5-8250Uの選択も可能）し、ストレージはSSDの容量を256GBに倍増したデュアルストレージ仕様や512GB SSDの選択が可能となり、WA3/B3は「Windows Mixed Reality Headset + Motion Controllers」の選択肢も設定された（ただし、メモリで8GB以上を選択する必要があり、「Windows 10 Fall Creators Update」のアップデートも必要）。
2017年12月にカスタムメイドモデルの追加モデルとして、2016年秋冬モデル（2017年夏モデルまで継続販売）のWA1/A3の後継となるWAA/B3が追加された。APUが第7世代のE2-9000（デュアルコア・1.80GHz）とA9-9420（デュアルコア・3.00GHz）に変更された。
- 2018年夏モデル - AH42/C2・AH45/C2・AH53/C2・AH77/C2・WAA/C2・WA2/C2・WA3/C2
ラインナップをハイスペックモデルとベーシックモデルのみに集約され、「GRANNOTE」は廃止となった（なお、Windows Mixed Reality対応モデルのAH-MR/B3は継続販売）。店頭販売モデルはCore i3搭載モデルのAH45/C2のCPUがCore i3-7020Uに変更されている点以外は基本スペックは2017年秋冬モデルから踏襲されるものの、OfficeをHome and Business PremiumからHome and Business 2016に変更され、最大メモリ容量を16GBから32GBに倍増された（最大メモリ容量を搭載するには、富士通純正の増設メモリを実装する必要がある）。カスタムメイドモデルはOfficeはPersonal 2016とHome and Business 2016に変更されるとともに、intel社製CPU搭載モデルのWA2/C2とWA3/C2は最大メモリの倍増に伴ってメモリの選択肢に32GBが追加され、ストレージは512GB SSDを1TB HDDとの大容量デュアルストレージ仕様に変更。AMD社製APU搭載モデルのWAA/C2は選択肢の一つのA9を「A9-9425」に変更され、動作周波数がアップされた。
- 2019年春モデル - AH42/D1・AH45/D1・AH53/D1・AH77/D1・WAB/D1・WA1/D1・WA2/D1・WA3/D1
全機種でOfficeをHome & Business 2019（カスタムメイドモデルではPersonal 2019も選択可）に更新。また、Core i3搭載モデルのAH45/D1はCPUをCore i3-7100Uに、Core i7搭載モデルのAH53/D1とAH77/D1はCore i7-8565Uにそれぞれ変更され、AH77/D1はディスプレイの上部フレームに内蔵されているマイクが2つから4つに強化された。なお、AH42/D1とAH45/D1はカラーバリエーションが絞られ、AH42/D1はシャイニーブラックとプレミアムホワイトの2色に、AH45/D1はシャンパンゴールドのみとなった。カスタムメイドモデルはベーシックモデルにおいて、WA1/A3以来のintel Core iファミリー搭載モデルであるWA1/D1がラインナップされたほか、WAA/C2の後継モデルであるWAB/D1はAPUがRyzen（Ryzen 3 2300U/Ryzen 7 2700U）に強化された。
- 2019年秋冬モデル - AH42/D3・AH43/D3・AH53/D3・AH77/D3・AH-X/D3・WAB/D3・WA1/D3・WA3/D3・WA-X/D3
約8ヶ月ぶりにモデルチェンジ。一部のモデルでCPUが変更となり、Celeron搭載モデルのAH42/D3はCeleron 4205Uに、Core i7搭載モデルのAH77/D3は第9世代ヘキサコアのCore i7-9750Hにそれぞれ変更。ストレージは全機種SSDとなり、AH77/D3はHDDとのデュアルストレージ仕様となった。また、カバーの構造改良により画面周りが2019年春モデルよりもさらに挟額縁化され、部品配置の見直しにより本体フロント部をスリム化、底面部カバーにレザーのような質感加工を施すなどデザインが一新された。新モデルが追加され、最上位モデル「X（テン）」の3モデル目となるAH-X/D3は、4K UHD有機ELディスプレイ（フルフラットファインパネル）を搭載し、光学ドライブはUltra HD Blu-rayに対応。また、人感センサーやバックライトキーボードも搭載される。従来はカスタムメイドモデルのみだったAMD Ryzen搭載モデルがAH43/D3としてカタログモデルにも追加。APUにRyzen 3 2300U、ストレージに256GB SSDが搭載される。カスタムメイドモデルでは、WA1/D3においてWA3/D3同様に512GB SSD+1TB HDDの大容量デュアルストレージの選択が可能となったほか、「X（テン）」では初めてとなるカスタムメイドモデルWA-X/D3が新たに設定された。
- 2020年夏モデル - AH42/E1・AH43/E1・AH53/E2・AH77/E2・WAB/E1・WA1/E1・WA1/E2・WA3/E2
店頭販売モデルは先行でベーシックモデルをモデルチェンジ。AH42はプロセッサーをAMD社製のAPUであるAMD Athlon Gold 3150Uに変更して性能を強化。AMD Ryzen搭載モデルとなるAH43はAMD Ryzen 3 3300Uにスペックアップされ、キーボードを上位モデルと同じ「プリズムクリアキー」に変更。カラーバリエーションにガーネットレッドが追加され、ブライトブラックとの2色展開となった。その後、ハイスペックモデルもモデルチェンジ。2モデル共にCPUを第10世代クアッドコアのCore i7-10510Uに変更され、ワイヤレスLANはWi-Fi 6（IEEE802.11ax）に対応。AH77はストレージを1TB SSDに変更した。カラーバリエーションが変更され、AH53は2019年春モデルのAH45/D1以来となるシャンパンゴールドを追加し、AH53/D3から継続設定となるプレミアムホワイトとの2色展開に。AH77はAH77/D3に設定されていたプレミアムホワイトに替わり、2017年春モデルのAH77/B1以来となるガーネットレッドが復活した（カスタムメイドモデルではプレミアムホワイトの選択が可能）。カスタムメイドモデルは店頭販売のハイスペックモデルのモデルチェンジと同時にWA-X/D3以外のモデルがモデルチェンジされ、HD液晶搭載モデルのWA1/E1（Celeron搭載）とWA1/E2（Core i7搭載）、フルHD液晶搭載のWA3はストレージの選択肢に512GB SSDが追加され、WA1/E2とWA3はCPUを第10世代Core iファミリーに変更（WA1/E2はCore i7-10510Uのみ、WA3はCore i7-10510Uに加え、Core i3-10110UやCore i5-10210Uの選択も可能）。カラーバリエーションはWA1/E1はプレミアムホワイトのみ、WA1/E2はブライトブラックのみの設定となった一方、WA3は店頭販売モデル同様ガーネットレッドが追加され、4色展開（CPUやOSにより選択不可となるカラーがある）となった。HD液晶AMDモデルのWAB/E2はAPUのバリエーションが増え、2300Uから3300UにスペックアップされたRyzen 3に加えて、デュアルコアのAMD Athlon Gold 3150UやAMD Radeon RX Vega 10 Graphicsを備えたクアッドコアのAMD Ryzen 7 3750Hが追加されて選択が可能となり、SSD+HDDのデュアルストレージ構成の選択も可能となった。
- 2020年冬モデル - AH43/E3・AH50/E3・AH53/E3・AH77/E3・WA3/E3
店頭販売モデルはRyzen 3搭載モデルのAH43とCore i7搭載のハイスペックモデル（AH53・AH77）をモデルチェンジ（Athlon Gold搭載のAH42と4K UHD液晶搭載のAH-Xは継続販売）。ハイスペックモデルはCPUを第11世代クアッドコアのCore i7-1165G7へ強化。AH43はワイヤレスLANがWi-Fi 6（IEEE802.11ax）に対応した。また、AMD Ryzen 7 3750Hを搭載し、256GB SSDやWi-Fi 6（IEEE802.11ax）対応ワイヤレスLANを搭載したAH50/E3を新設した（カラーはプレミアムホワイトのみ）。カスタムメイドモデルはフルHD液晶モデルをモデルチェンジ。CPUが第11世代Core iファミリー（Core i3-1115G4/Core i5-1135G7/Core i7-1165G7）に変更され、ストレージはSSD+HDDのデュアルストレージ構成の際、2ndストレージとして搭載されるHDD容量において2TBの選択が可能となった。
- 2021年春モデル - AH42/F1・AH43/F1・AH50/F1・AH-X/F1・WAB/F1・WA-X/F1
店頭販売モデルはAMDモデル（AH42・AH43・AH50）と最上位モデル「X」（AH-X）をモデルチェンジ。AH43はRyzen 3 5300Uに、AH50はオクタコア（8コア）仕様のRyzen 7 5700Uにそれぞれ変更され、ディスプレイはフルHDに高解像度化。AH50はカラーバリエーションにAH77に設定されているメタリックブルーを加え、既存のプレミアムホワイトとの2色展開となった。なお、AH42のハードウェアスペックは2020年夏モデルと同じである。初のモデルチェンジとなるAH-XはCPUを第11世代のCore i7-1165G7へ変更。メモリは16GBに倍増され、ワイヤレスLANはWi-Fi 6（IEEE802.11ax）に対応した。カスタムメイドモデルもAMDモデルとXがモデルチェンジ。AMDモデルのWAB/F1はメモリの選択肢に16GBを追加され、Ryzen 7を選択した場合のみ、カラーでメタリックブルーの選択が可能となった。Xは、WA3/E3同様にSSD+HDDのデュアルストレージ構成の際、2ndストレージとして搭載されるHDD容量で2TBの選択が可能となった。
- 2021年夏モデル - AH42/F1(FMVA42F1W2)
AH42/F1のプレミアムホワイト（FMVA42F1W）をベースに、プロセッサーをintel Celeronに変更したモデルを追加。2019年秋冬モデルのAH42/D3からスペックが向上されており、Celeronは動作周波数1.9GHzのCeleron 5205Uに、左側面のUSBポートがType-A 2ポート（うち1ポートは電源オフUSB充電機能付）・Type-C 1ポート共にUSB3.2対応となったが、AH42/D3では同梱されていたマウスは付属しなくなった。
- 2021年秋冬モデル - AH42/F3・AH43/F3・AH50/F3・AH53/F3・WAB/F3・WA2/F3・WA3/F3
店頭販売モデルのラインナップが集約され、最上位モデル「X」は2021年春モデルの仕様のままでカスタムメイド専用モデルへ移行された。OSをWindows 11 Home 64ビット版、Microsoft OfficeをHome & Business 2021にそれぞれ変更するとともに、AH42はプロセッサーをintel Celeronに統一するとともに、Celeron 6305Uに変更。AH53はプロセッサーをCore i7-1195G7に変更され、カラーは従来のAH77のラインナップを引き継ぎ、ブライトブラック・ガーネットレッド・メタリックブルーの3色となった。カスタムメイドモデルもOS・Microsoft Officeの変更（Microsoft Officeはなし又はPersonal 2021の選択、WA2・WA3はWindows 11 Pro 64ビット版の選択も可能）を行うとともに、プロセッサーの選択肢をAMD搭載モデルのWABはRyzen 5とRyzen 7、フルHD液晶モデルのWA3はCore i3とCore i7にそれぞれ集約する一方、HD液晶モデルは店頭販売モデルのAH42と同じCeleron 6305を追加し、WA2となった。
- 2022年夏モデル - AH45/G2・AH50/G2・AH53/G2・AH77/G2・WAB/G2・WA3/G2
AH50とAH53はデザインが一新され、3辺狭額縁から4辺狭額縁となり、内蔵キーボード部分等の改良により、画面サイズを据え置き、光学ドライブを搭載しながら小型化・薄型化・軽量化を実現。「FUJITSU」ロゴはディスプレイ中央下からキーボード左上に移動した。また、インカメラを使わない時や一時的に席を外すときにスライド操作でカメラを塞ぐことができる「プライバシーカメラシャッター」やスマートフォンで撮影した写真や動画を専用アプリで操作するだけで新たに撮影した分だけパソコンへ差分バックアップ（コピー）が可能な「スマホ写真&動画バックアップ」機能も搭載された。カラーバリエーションも一部変更され、AH53に設定されていたファインブラックをAH50にも拡げ、オフトーン系の新色ファインシルバーを加えた3色展開となった。併せて、AH53はCore i7が第12世代のCore i7-1260Pへ変更、AH50はSSDの容量が512GBに倍増され、スペックアップされた。また、2020年冬モデル以来となるハイスペック仕様のAH77が復活。額縁を無くし、画面全体をパネルのガラスで覆い、四隅を2.5D形状にラウンドさせてフレームの存在感を軽減させる「フルフラットファインパネル」を採用するとともに、メモリを16GBに倍増。HDMI端子は入力・出力兼用となり、サブディスプレイとしての使用も可能。カラーはファインブラックのみとなる。スタンダードモデルは2019年春モデル以来となるAH45へ一本化。プロセッサーには第11世代Core i3-1115G4を搭載し、カラーはAH50から移行しての設定となるプレミアムホワイトとメタリックブルーの2色となった。
- 2023年春モデル - AH45/H1・AH50/H1・WAB/H1
店頭販売モデルはベーシックモデルのAH45とプレミアムモデルのAH50をモデルチェンジ（AH53・AH77は2022年夏モデルを継続）。2機種共に「AIノイズキャンセリング」を搭載。AH50はSSDの容量を256GBに半減した一方、メモリの容量を16GBに倍増。AIメイクアップアプリ「Umore」が搭載された。カスタムメイドモデルはAMD Ryzen搭載のWABのみモデルチェンジされた。
- 2023年夏モデル - AH43/H2・AH45/H2・AH53/H2・AH77/H2・WA3/H2
店頭販売モデルはプレミアムモデルのAH50を除く全モデルをモデルチェンジ。ワイヤレスLANがWi-Fi 6Eに対応し、立体音響技術の「ドルビーアトモス」を搭載。プレミアムモデルのAH53はプロセッサーをAMD Ryzen 7 7730Uに変更され、メモリを16GBに倍増。カラーはブライトブラックとメタリックブルーの2色展開となった。ベーシックモデルは細分化され、Core i3搭載モデルは2021年秋冬モデル以来となるAH43へ移行し、AH45はプロセッサーを第11世代のCore i5-1155G7へ変更された。カスタムメイドモデルはインテル社製プロセッサー搭載モデルのWA3をモデルチェンジ。ストレージの選択肢に2TB SSD、Microsoft OfficeにHome and Business 2021の構成にAccessとPublisherを追加したProfessional 2021が追加され、スーパーファイン液晶モデルはHDDを2ndストレージとして追加したデュアルストレージ構成が可能となった。
- 2023年冬モデル - AH50/H3・WAB/H3
店頭販売モデルはAMD Ryzen搭載モデルのAH50のみモデルチェンジ。ワイヤレスLANがWi-Fi 6Eに対応し、Microsoft OfficeはMicrosoft 365 Basic同梱版に変更。カスタムメイドモデルもAMD Ryzen搭載モデルのWABがモデルチェンジされ、プロセッサーはカタログモデルと同じRyzen 7 5700Uに集約され、Microsoft Officeの選択肢にProfessional 2021が追加された。
- 2024年春モデル - WA3/J1
カスタムメイドモデルに既存のWABをベースとしたintel Core搭載モデルを追加。プロセッサーは第12世代のCore i3-1215U、Core i5-1235U、Core i7-1255Uの3種類が用意されており、プロセッサーでCore i7-1255U、本体カラーでブライトブラックをそれぞれ選択した場合はWindows 11 Proの選択が可能となる。
- 2024年秋冬モデル - AH45/J3・AH50/J3・AH53/J3・AH77/J3・WA3/J3
全モデル共通で本体幅を据え置いたままでディスプレイを16型ワイドWUXGAへ大画面・高解像度化。Microsoft OfficeはMicrosoft 365 Basic + Office Home & Business 2024へ変更。プロセッサーも変更（AH45:Core i5-1235U、AH50:Core i7-1255U、AH53:AMD Ryzen 7 7735U、AH77:Core i7-1360P）された。そのほか、AH77はメモリ容量を32GBに倍増。AH53とAH77はワイヤレスLANがWi-Fi 7（IEEE802.11be）に対応し、同梱するBluetoothマウスのクリック音が静音化された。カラーバリエーションが一部変更となり、ブライトブラックはAH45にも拡げて全モデル共通色に、ファインシルバーはAH50に加えてAH45とAH53にも設定。さらに、AH50とAH53には新色のファインゴールドが設定された。カスタムメイドモデルはインテル社製プロセッサー搭載モデルに集約された。

#### LIFEBOOK PHシリーズ（第2シリーズ）
約13年のブランクを経てシリーズ名を復活。通算8代目となる2024年冬モデルではディスプレイが16型ワイドに大型化され、家庭内での使用を想定した光学ドライブレスの大画面ノートの位置づけとなった（発売期間：2024年秋冬～）
- 2024年秋冬モデル - PH50/J3・PH77/J3・WP1/J3
ボディにはアルミ素材（このうちの約50%は産業から排出される材料からリサイクルされたPIRアルミ素材を使用）が用いられており、外装カバーにはソニーセミコンダクタソリューションズが開発・提供する再生材を利用した「SORPLAS」を採用。このため、カラーはストームグレーのみとなる。プロセッサーはPH50は第12世代のCore i5-1235U、PH77はCore Ultra 7 155Hを搭載。AIアシスタント「Copilot」をワンタッチで呼び出す「Copilot」キーも装備される。カスタムメイドモデルも用意されており、メモリで最大32GB、ストレージで最大2TBのSSDをそれぞれ搭載可能である。

#### LIFEBOOK GHシリーズ
ワイヤレス15.6型ワイド液晶ディスプレイと小型デスクトップPCを組み合わせ、ディスプレイが着脱できる新コンセプトPC。本シリーズにはカスタムメイドモデルの設定はない。（発売期間：2015年春～2016年秋冬）
- 2015年春モデル - GH77/T
ワイヤレスディスプレイにはタッチパネル式フルフラットパネルWide Angle液晶（IPS液晶）を採用し、高硬度ガラスの「Dragontrail」と「サラサラコートディスプレイ」も採用。厚さ約9.8mm・重量約980gの薄型・軽量設計としている。一方で、CPUやメモリなどパソコンの主要部品を小型デスクトップPC側に搭載することで、CPUはクアッドコアのCore i7-4712HQを、メモリは大容量の8GBを、光学ドライブはスロットインタイプのBDXL対応Blu-ray Discドライブを搭載することでハイスペックとしており、HDDは1TBを2基搭載し、2基のHDDを利用した定期的な自動バックアップ機能を備えている。なお、本モデルは2015年夏モデル～2016年秋冬モデル発表後も継続販売され、一度もモデルチェンジすることなくシリーズ終息となった。

#### LIFEBOOK THシリーズ（第2シリーズ）
約5年のブランクを経てシリーズ名を再び復活。通算4代目となる2020年冬モデルからはディスプレイが15.6型にさらに大型化され、家の中での使用を想定した薄型・軽量設計の光学ドライブレスA4ノートパソコンの位置づけとなった。（発売時期：2020年冬～2022年冬）
- 2020年冬モデル - TH77/E3・WT1/E3
OSはWindows 10 Home 64ビット版に、OfficeはHome & Business 2019にそれぞれ更新され、CPUは第11世代クアッドコアのCore i7-1165G7へ強化。ストレージは512GBのSSD（PCIe）となり、ディスプレイにはIGZO液晶が搭載された。使わない時に立てかけておくことができる縦置きタイプの充電スタンドが同梱されており、スタンドにHDMI出力端子を搭載しているため、テレビや外部ディスプレイへの接続が可能なほか、外付けキーボードを用意することでデスクトップパソコンとして作業することも可能である。また、マイクの配置の工夫により閉じた状態でもスマートスピーカーのようにCortanaやAIアシスタント「ふくまろ」との会話も可能で、スリープからすぐに復帰可能な「モダンスタンバイ」に対応する。本体表面には合成素材の「X-TEXTURE（クロステクスチャー）」を採用。キーボードはキーピッチ約18.4mmのテンキー付フルサイズとし、シンプルかつ文字が大きいかな無しデザインを採用。キーストロークは2015年春モデルよりも更に深い約1.7mmとなり、指の力に応じてエリアごとにキーの重さが2段階に調節された。カラーはインディゴブルーとアイボリーホワイトの2色展開としている。カスタムメイドモデルも設定されており、1TB SSDの搭載やOfficeの有無や種類の選択が可能となるほか、オプションで27型ワイド液晶ディスプレイ、ワイヤレスキーボード&ワイヤレスマウスセット、外付けDVDスーパーマルチドライブを付けることも可能である。
- 2021年秋冬モデル - TH90/F3・WT1/F3
OSがWindows 11 Home 64ビット版、Microsoft OfficeはHome & Business 2021にそれぞれ変更するとともに、メモリ容量を16GBに倍増。従来同梱されていた充電スタンドは別売りとなった。カスタムメイドモデルも同様に、OS・Microsoft Officeの変更やメモリの倍増が行われた。

#### LIFEBOOK LHシリーズ
「BIBLO Sシリーズ」後継の14型コンパクトノート。一旦廃止されていたが、コンセプトを刷新して、小学生向けモデル"はじめての「じぶん」パソコン"として約7年ぶりに再設定された。なお、本シリーズにはカスタムメイドモデルは設定されていなかった。（発売期間：2010年夏～2011年春、2018年夏～2020年春）
- 2010年夏モデル - LH700/3A
CPUのスペックアップやOfficeの更新（Home and Business 2010搭載）など基本性能を向上した。
- 2010年冬モデル - LH520/3B・LH700/3B
新たにAMD Turion II搭載モデルを設定。カラーバリエーションはシャイニーブラックとルビーレッドの2色を設定した。また、Core i3搭載モデルはCPU性能の向上とHDD容量の増量を行った。
- 2011年春モデル - LH52/C
ラインナップをAMD製CPU搭載モデルに集約し、CPUにAthlon II デュアルコア・プロセッサ P340を搭載した。本モデルは2011年夏モデルまで継続販売された。
- 2018年夏モデル - LH35/C2・LH55/C2
前述のとおり、ブランクを経て約7年ぶりに再設定された。カラーはホワイトのみとなり、OSがWindows 10 Home 64bitに、CPUがintel Celeron 3865Uに、ストレージは128GB SSDにそれぞれ変更され、メモリは4GBに倍増。ディスプレイはサイズ・画面解像度はそのままでノングレア液晶となり、ブルーライトカット機能を追加。セキュリティソフトは「マカフィー リブセーブ 3年版」となり、Officeはプリインストールされなくなった。また、小学生向けモデル特有の機能も加わり、後述するLIFEBOOK UHシリーズと同性能の圧迫対策ボディに、キーボードは防滴仕様となり、本体周辺には「あんしんグリップ」と呼ばれるラバー素材の滑り止めが施され、長時間の使用・画面の近づきすぎ・強い衝撃が加わった際に画面上に注意を促す「みまもりユーティリティー」をプリインストール。「お道具箱」と呼ばれる専用の収納ケースも同梱される。クラムシェルタイプのLH35/C2に加え、化学強化ガラス「Dragontrail」を用いたタッチパネルを備え、タッチペンを追加で同梱された2in1コンバーチブルタイプのLH55/C2も設定される。本モデルは2020年春モデルまで継続設定された。

#### Note U/LIFEBOOK UHシリーズ
13.3型ワイドまたは14型ワイドを搭載する富士通製初のUltrabook。2014年秋冬モデル以降は光学ドライブ非搭載のモバイルノートに移行している。（発売期間：2012年夏～2015年夏、2016年春～）
- 2012年夏モデル - UH55/H・UH75/H・UH75/HN
ラインナップは大きく2モデルが用意されており、Core i3-2367Mと13.3型ワイド液晶を搭載したエントリーモデル（UH55/H）とCore i5-3317Uと14型ワイド液晶（フルフラットファインパネル）を搭載し、デザインと視認性を両立した「サイドカラードキー」を採用した島根富士通生産のハイスペックモデル（UH75/H）が用意される。いずれのタイプにもHDDとSSDのハイブリッドストレージ構成（SSDは高速処理用でデータ保存不可）を採用しており、高速起動・処理と大容量を両立。ボディカラーはレッドとシルバーが用意されているが、エントリーモデルはアルマイト系、ハイスペックモデルはサテン系と質感が異なる。ハイスペックモデルはカスタムメイドモデルも用意されており、OSでWindows 7 Professional、CPUでより性能が高いCore i7-3667U、ディスプレイでフルフラットノングレアパネルを選択できるほか、ストレージをダブルSSD（データ保存用+高速処理用）構成にすることも可能。メモリも8GBに増量することができる。また、3種類の外部ディスプレイコネクタ、USB3.0コネクタ（4ポート）、LANコネクタ、DC-INコネクタを備え、複数のコネクタに接続していても、底面の接続口から外してすぐに持ち出すことができるポートリプリケータを追加することができる。
- 2012年秋冬モデル - UH55/J・UH75/J・WU1/J
OSをWindows 8 64bitに変更。13.3型ワイド液晶搭載モデルはCPUを第3世代のCore i3-3217Uに強化するとともに、HDD容量を500GBに増量した。カスタムメイドモデルではOSをWindows 8 Pro 64bitに変更できるほか、カラーには限定色のスパークリングブラックを追加した。
- 2013年春モデル - UH55/K・UH75/K・WU1/K
全機種でCPUを強化し、Officeを「Office Home and Business 2013」に更新した。また、14型ワイド液晶モデルはカラーラインナップが変更となり、サテンシルバーをカスタムメイドモデル限定カラーとする代わりに、カスタムメイドモデル限定カラーだったスパークリングブラックが店頭販売モデルにも設定された。
- 2013年夏モデル - UH90/L・WU1/L
追加モデルの位置づけでタッチパネル搭載モデルを新設（2013年春モデルは中・下位モデルとして継続販売）。ディスプレイにはIGZOを採用し、省電力と3,200×1,800ドット（WQHD+）の超解像度を実現。この高解像度を生かして見やすい解像度に変更したり、ウィンドウを簡単に整列できるユーティリティソフトを用意する。また、"刀"を開発コンセプトに、底面にまで見た目にこだわった「オムニデザイン」を採用。天板と底面にマグネシウム合金を用い、側面の継ぎ目を無くしてキーボード面と底面をボックス型に重ね合わせることでねじれに強い構造とし、さらに、電子部品の凹凸に合わせて底面の厚みを削り出すことでボディ強度も高めた「超圧縮ソリッドコア構造」により、最厚部15.5mmの世界最薄（HDD内蔵ノートPCとして）と約200kgfの天板全面加圧試験をクリアする堅牢性も両立した。カスタムメイドモデルも用意されており、継続販売のWU1/K同様、オプションのポートリプリケータに対応している。
- 2013年秋冬モデル - UH55/M・UH90/M・WU1/M
14型ワイド液晶・IGZO搭載モデルと13.3型ワイド液晶・エントリーモデルの2モデル体制に整理。14型ワイド液晶・IGZO搭載モデルはOSをWindows 8.1に変更し、メモリはデュアルチャネルに対応。13.3型ワイド液晶・エントリーモデルはフルモデルチェンジされ、OSをWindows 8.1に変更し、カラーはガーネットレッドのみの1色展開に。CPUはCore i5-4200Uに性能を強化し、ストレージは容量そのままでNAND型フラッシュメモリを備えたハイブリッドHDDとしたことで、エントリーモデルながら十分な性能となった。なお、本モデルは2014年春モデル・2014年夏モデル・2015年秋冬モデル発表後も継続販売された。
- 2014年秋冬モデル - WU1/S
カスタムメイドモデルを約1年ぶりにモデルチェンジ。タッチパネル非搭載のノングレア液晶となったことでモバイルノートの位置づけとなり、CPUはCeleron 2957UかCore i3-4005Uを選択可能とすることで価格を抑える一方、ストレージはハイブリッドHDDに加え、HDDやSSDの選択も可能、Officeは「Office Personal Premium プラス Office 365 サービス」か「Office Home and Business Premium プラス Office 365 サービス」を選択可能で、Officeそのものを省くことも可能である。なお、カタログモデルは13.3型ワイド液晶・エントリーモデルのUH55/Mに集約したうえで販売を継続した。
- 2015年春モデル - UH55/T
店頭販売モデルを約1年4ヶ月ぶりにモデルチェンジ。OSをWindows 8.1 Updateに、OfficeをOffice Home and Business Premium プラス Office 365 サービスにそれぞれ更新する一方、CPUはCore i3-4005Uに、ストレージをHDDに、液晶ディスプレイはカスタムメイドモデル同様、タッチパネル非搭載のノングレア液晶となり、よりエントリー寄りなモバイルノートの位置づけとなった。また、新機能として、人を検知して覗き見を知らせる「覗き見お知らせ機能」を追加した。
- 2016年春モデル - WU1/X
カスタムメイド限定モデルとして約1年ぶりに復活。OSがWindows 10 Homeとなり、指紋認証でログインできる「Windows Hello」に対応。CPUが第6世代に更新され、CeleronはCeleron 3855Uに、Core i3はCore i3-6100Uとなった。メモリは4GBに固定化されたが、CPU性能をフル活用できるDDR4メモリを採用。ストレージも500GB HDDに仕様固定化され、Officeは非搭載となった。
- 2017年春モデル - UH75/B1・UH90/B1・WU2/B1
全機種で本体質量1kg未満を実現した軽量モデルが追加され、約2年ぶりに店頭販売モデルが設定された。カスタムメイド限定のエントリーモデルとは仕様が異なり、CPUは第7世代のCore i5-7200Uを、ストレージにはSSDをそれぞれ採用し、OfficeはHome and Business Premiumがプリインストールされる。SSDとバッテリパックの容量が異なる2種類が用意されており、SSD容量128GB・バッテリパック容量25Wh（2セル）で、本体質量を約777gとしたUH75/B1と、SSD容量256GB・バッテリパック容量50Wh（4セル）で、約17時間の長時間稼働としたUH90/B1がラインナップされている。カラーは黒系のピクトブラックに加え、天板にシルバーの上からレッドを重ねた4層塗装を施した赤系のサテンレッドの2色展開とした（サテンレッドの店頭販売モデルはUH75/B1のみの設定）。カスタムメイドモデルでは、より性能が高いCore i7-7500Uを選択可能なほか、SSDの容量を店頭販売モデルでは設定されてない大容量の512GBも含めた3種類から、Officeは「Microsoft Office Home and Business Premium」に加え、キングソフトの「WPS Office Standard Edioton マルチライセンス」も選択可能である。バッテリパックの容量も選択可能なため、店頭販売モデルにはない、サテンレッドにバッテリパック容量50Wh（4セル）を組み合わせることができる。これらのモデルは2017年夏モデル発表後も継続販売された。
- 2017年秋冬モデル - UH55/B3・UH75/B3・UH90/B3・WU2/B3
キーボードを改良し、キーの深さを約1.2mmから約1.5mmに変更。併せて、Core i5搭載のUH75/B3は更なる軽量化により、本体質量が約748gとなり、CPUを第8世代・クアッドコア仕様のCore i5-8250Uに変更。UH90/B3はCPUをより高性能なCore i7-8550Uに変更した。併せて、白系のアーバンホワイトを採用したCore i3搭載モデル（UH55/B3）を新設した。カスタムメイドモデルはキーボードで日本語かな刻印なしを選択したり、メモリは最大20GBまで搭載が可能となり、「Windows Mixed Reality Headset + Motion Controllers」の選択肢も設定された（ただし、CPUでCore i5-8250UまたはCore i7-8550U、メモリで8GB以上をそれぞれ選択する必要があり、「Windows 10 Fall Creators Update」のアップデートも必要）。なお、カスタムメイドモデルでは仕様に関係なくカラーが選択可能で、UH55/B3で設定されたアーバンホワイトも選択可能である。
- 2018年夏モデル - WU2/C2
カスタムメイドモデルのみモデルチェンジ。Microsoft OfficeがHome & Business 2016に更新された。
- 2018年秋冬モデル - UH75/C3・UH90/C3・UH-X/C3・WU2/C3
"X（テン）"の一モデルとして、UH-X/C3を追加。UH75/B3よりもさらに軽量化されて本体質量が約698gに、OSにはWindows 10 Proが搭載され、SSDは512GBとなる。また、UH75/C3はCore i5-8265Uにスペックアップされ、カラーバリエーションはガーネットレッドとアーバンホワイトの2色展開に。UH90/C3はCore i5-8565Uにスペックアップされ、バッテリー稼働時間が約24時間に向上された。カスタムメイドモデルはSSDの容量の選択肢に1TBが追加された。
- 2019年夏モデル - UH75/D2・UH90/D2・UH95/D2・UH-X/D2・WU2/D2・WU3/D2
新たにディスプレイを折り返してタブレットモードでも使用が可能な2in1コンバーチブルモデルのUH95/D2を追加。付属のタッチペンはパソコン本体への収納が可能で、15秒の充電で約90分利用可能な急速充電機能を備える。また、「Windows Ink」起動用のショートカットボタンを搭載するほか、タブレットモードでも撮影が可能なようにパームレストの上部中央にリアカメラを搭載。ディスプレイは薄形強化ガラスを用いたタッチパネル式のフルフラットファインパネルが搭載される。クラムシェルモデルとなるUH75/D2・UH90/D2・UH-X/D2はSSDが高速データ転送に対応したPCle接続方式となり[2]、Microsoft OfficeがHome & Business 2019に更新された[2]。カスタムメイドモデルはクラムシェルモデルとなるWU2/D3は限定オプションとしてプライバシーフィルターが選択可能となった。2in1コンバーチブルモデルのWU3/D2が設定され、メモリやバッテリの大容量仕様やクラムシェルモデルにも設定されているガーネットレッドがカスタムメイドモデル限定カラーとして設定される。
- 2020年夏モデル - UH95/E2・WU2/E2・WU3/E2
先行で2in1コンバーチブルのカスタムメイドモデルを、遅れて2in1コンバーチブルの店頭販売モデルとクラムシェルのカスタムメイド・軽量モデルをモデルチェンジ（クラムシェルのカスタムメイド・最軽量モデルはWU2/D2を継続販売）。全てのモデルでCPUが第10世代Core iファミリー（2in1コンバーチブルの店頭販売モデルはCore i7-10510Uを搭載。カスタムメイドモデルはCore i5-10210UかCore i7-10510Uの選択が可能で、クラムシェルモデルはCore i3-10110Uの選択も可能）となり、Wi-Fi 6（IEEE802.11ax）に対応した。
- 2020年冬モデル - UH75/E3・UH90/E3・UH-X/E3・WU2/E3・WUF/F1・WU-X/E3
クラムシェルモデルを約1年ぶりにモデルチェンジ（2in1コンバーチブルモデルは2020年夏モデルを継続販売）。液晶を3辺狭額縁仕様とし、天板にカーボン素材を用いたことでディスプレイサイズを据え置いたままで小型化・軽量化され、UH-Xは重量が約634gとなった[3]。プロセッサーが刷新され、UH90・UH-Xは第11世代クアッドコアのCore i7-1165G7（UH90は「intel Evo プラットフォーム」準拠）に[3][4]、UH75はAMD社製APUでオクタコア（8コア）仕様となるRyzen 7 4700Uにそれぞれ変更。ワイヤレスLANはWi-Fi 6（IEEE802.11ax）に対応。Webカメラにはスライド式の「プライバシーカメラシャッター」が搭載され、小型化してもそのまま継承されたインターフェース類も進化し、有線LANポートをフラップ式に変え、UH90/E3はUSB Type-Cポートが高速データ通信を可能にする「Thunderbolt 4」に対応した。カスタムメイドモデルはCore i5や軽量モデルで選択可能なCore i3が第11世代（Core i5-1135G7、Core i3-1115G4）となったほか、メモリの選択肢に32GB（Core i7-1165G7選択時のみ選択可）、ストレージの選択肢に2TB SSDをそれぞれ追加してモバイルノートでは希少なハイスペック構成が可能となったほか、WU2にはワイヤレスWAN（nano SIMカードスロット内蔵）を搭載した5G対応モデルが新たに設定された（5G対応モデルではCPUがCore i7-1165G7のみ、本体カラーがピクトブラックのみになるなど、選択肢が軽量モデルよりも狭まる）。
2020年12月には、カスタムメイド限定のWUF/F1が発売された。本モデルは川崎フロンターレに所属していた中村憲剛選手の引退を記念した「One Four KENGO」モデルとなっており、背面カバーにはフロンターレのエンブレムと「One Four KENGO」公式ロゴを配し、キーボードの「F」キーをフロンターレのロゴに変更。起動時にもフロンターレのエンブレムが表示され、本モデル限定のオリジナルの壁紙も多数プリインストールされた。プロセッサーはUH75/E3と同じAMD社製のRyzen 7 4700Uが搭載され、メモリとストレージ（SSD）の容量は選択可能とした。100台限定・2021年1月31日までの期間限定発売であった。
- 2021年春モデル - UH95/F1・WU3/F1・WUB/F1・WU1/F1
2in1コンバーチブルモデルをモデルチェンジ。CPUが先にモデルチェンジされたクラムシェルモデルのUH90/E3同様に第11世代クアッドコアのCore i7-1165G7（intel Iris Xe Graphics搭載）となり、オーディオ補正機能を「Direc Audio」に変更。カスタムメイドモデルはCPUで選択可能なCore i5が第11世代のCore i5-1135G7となり、メモリはCore i7搭載時に選択可能な大容量メモリは32GBの選択も可能となった。
遅れて、クラムシェルのカスタムメイドモデルにAMD社製Ryzenを搭載したWUBを追加設定。プロセッサーはRyzen 3 4300U・Ryzen 7 4700Uの2種類から、SSDの容量を4種類からそれぞれ選択可能とし、本体カラーもピクトブラックとシルバーブラックの2種類から選択可能である。
また、WUF/F1は「川崎フロンターレ Officialモデル 2021シーズン限定仕様」としてリニューアルされ、背面カバーのデザインやプリインストール済みのオリジナル壁紙を変更。台数を限定しないモデルとなった。
- 2021年秋冬モデル - UH75/F3・UH90/F3・UH-X/F3・WUB/F3・WU2/F3・WU3/F3・WU4/F3
OSをWindows 11 64ビット版に（UH75・UH90はHome、UH-XはPro）、Microsoft OfficeをHome & Business 2021にそれぞれ変更するとともに、AMD Ryzen搭載モデルのUH75はプロセッサーが動作周波数を向上したRyzen 7 5700Uに変更。UH-Xはメモリの容量を16GBに倍増する代わりに、SSDの容量は512GBに半減した。カスタムメイドモデルもOSやMicrosoft Officeの変更を行うとともに、Ryzen搭載モデルのWUBはプロセッサーの選択肢をRyzen 3 5300U・Ryzen 7 5700Uに変更。なお、2in1コンバーチブルモデルはカスタムメイド限定モデルへ移行された。
また、クラムシェルモデルには、カスタムメイド限定の「FMV Zero」WU4を追加。ボディ・キーボード（バックライト付）を全面ブラック仕様とし、天板のインフィニティロゴ、ディスプレイ中央下の「FUJITSU」ロゴ、パームレストの品名、サイドのインターフェイス類のアイコンは全て光沢ブラックを採用。プリインストールソフトウェアはセキュリティとハードウェア維持に必要なものだけにミニマム化された。プロセッサーでCore i7を選択した場合は「intel Evo プラットフォーム」に準拠する。
- 2022年夏モデル - UH90/G2・UH-X/G2・WU2/G2・WU3/G2・WU4/G2
インテル製プロセッサー搭載モデルをモデルチェンジ（AMD製プロセッサー搭載モデルは2021年秋冬モデルを継続）。UH90とUH-Xはプロセッサーを第12世代のCore i7-1255Uに変更し、Tileアプリに対応するとともに、2022年夏モデルのAHシリーズ同様に「スマホ写真&動画バックアップ機能」を搭載。UH90はバッテリパックを大容量化（50Wh→64Wh）したことでバッテリー駆動時間が延長（約22.5時間→約29.5時間）された。カスタムメイド限定モデルもモデルチェンジされ、2in1コンバーチブルモデルのWU3/G2は「AIノイズキャンセリング機能」や「プライバシーカメラシャッター」が新たに搭載され、選択可能なプロセッサーは第12世代のCore i5-1235U又はCore i7-1255Uに変更。容量の選択が可能なバッテリパックは50Whを64Whに大容量化した。ミニマルクラムシェルモデルのWU4/G2もプロセッサーを第12世代のCore i5-1235U又はCore i7-1255Uに変更され、バッテリパックを64Whに大容量化。Core i5選択時でも「intel Evo プラットフォーム」準拠となった。
- 2023年春モデル - UH90/H1・UH-X/H1・WU2/H1・WU4/H1・WU-X/H1
クラムシェルモデルをモデルチェンジ。本体サイズをほぼ据え置いたままで14型ワイドに大型化され、縦の表示領域を拡大した縦横比16:10のWUXGAへ高解像度化。プロセッサーは第13世代Core i7（UH90は1360P(intel Evoプラットフォーム準拠)、UH-Xは1355U）に変更され、ワイヤレスLANはWi-Fi 6Eに対応した。また、AIメイクアップアプリ「Umore」やスマートフォンのカメラをパソコンのカメラとして使用可能な「スマホカメラ転送」が搭載され、「AIノイズキャンセリング」はパソコン本体のスピーカーや外付けヘッドセットなどにも対応できるように改良。環境にも配慮され、本体内蔵スピーカーボックスに海洋プラスチックを使用し、梱包材のプラスチック使用量や取扱説明書の紙の使用量が2022年夏モデル比でそれぞれ削減された。UH90はメモリを16GBに倍増し、プロセッサーを強力に冷却するデュアルファンを搭載。カラーバリエーションはガーネットレッドに替わり、新色のフロストグレーが追加された。UH-Xは極限までのコンパクト化や部品の軽量化などによって画面のサイズアップに伴う重量増を抑えたことで約689gを実現した。カスタムメイドモデルはMicrosoft Officeの選択肢にPublisherやAccessの利用が可能な「Microsoft Office Professional 2021」が追加され、Webカメラは顔認証機能付（Windows Hello対応）の選択が可能となった。プロセッサーは全モデル共通で第13世代intel Coreプロセッサーとなり、WU2の軽量モデルとWU-Xで選択可能なCore i5はCore i5-1335U、WU2の5GモデルとWU4で選択可能なCore i5はCore i5-1340P、WU2の軽量モデルで選択可能なCore i3はCore i3-1315Uとなった。
- 2023年夏モデル - WU3/H2
カスタムメイド限定の2in1コンバーチブルモデルをモデルチェンジ。プロセッサーが第13世代Coreプロセッサー（Core i7-1360P又はCore i5-1335U）に変更され、Core i7選択時、左側面のUSB Type-CポートがThunderbolt 4 USB 4（Gen3）となる。また、先にモデルチェンジされたクラムシェルモデル同様にワイヤレスLANはWi-Fi 6Eに対応し、Officeの選択肢に「Microsoft Office Professional 2021」を追加。カラーはガーネットレッドに替わってシルバーホワイト（かな表記無キーボード仕様のみ）が追加された。
- 2024年秋冬モデル - UH90/J3・UH-X/J3・WU2/J3・WU3/J3・WU4/J3・WU5/J3
クラムシェルモデルを約1年9ヶ月ぶりにモデルチェンジ。AIアシスタント「Copilot」をワンタッチで呼び出す「Copilot」キーが装備され、プロセッサーはCore Ultra 7（UH90は155H(EVOエディション準拠)、UH-Xは155U）となり、ワイヤレスLANはWi-Fi 7（IEEE802.11be）に対応。Microsoft OfficeはMicrosoft 365 Basic + Office Home & Business 2024へ変更。そのほか、UH90はアイドル時のバッテリー駆動時間が約30時間に向上。UH-Xは2023年春モデルからさらに軽量化され、約675gとなった。カスタムメイドモデルは全モデル一新され、クラムシェルモデルのWU2はプロセッサーの選択肢が変更され、Core Ultra 5（125U、5Gモデルは125H）又はCore Ultra 7 155Hが追加された。ミニマルクラムシェルモデルのWU4はプロセッサーがEVOエディション準拠のCore Ultraへ変更（Core Ultra 5 125HまたはCore Ultra 7 155Hを搭載可能）。また、本体質量を約634gとしたウルトラライト仕様のWU5が新設された。2in1コンバーチブルモデルのWU3はクラムシェルモデル同様にMicrosoft OfficeがMicrosoft OfficeはMicrosoft 365 Basic + Office Home & Business 2024に変更され、Core i5搭載時に選択可能な軽量バッテリの容量が31Whへ増量された。
- 2025年春モデル - UA-K1・WU1-K1
ブランドリニューアルに伴ってシリーズ名称を「Note U」へ変更され、FMV初となるCopilot+ PCモデルが追加された（なお、2024年秋冬モデルもシリーズ名称を「Note U」へ変更して継続販売）。プロセッサーにCore Ultra 7 258V（EVOエディション準拠）、メモリは32GBを搭載。アイドル時のバッテリー稼働時間はUH90を上回る約36時間となる。カスタムメイドモデルも用意されており、OSにWindows 11 Pro、メモリに16GBをそれぞれ選択可能で、ストレージは最大2TBまでのSSDが搭載可能となる。

#### Note C/LIFEBOOK CHシリーズ
13.3型ワイドを搭載するモバイルノート。発売当初は富士通の女性社員が中心となって企画・開発した女性向けモデルとして「Floral Kiss」の愛称がつけられていた。約5年ぶりとなる新モデル発売に伴い、シリーズ名である「LIFEBOOK CHシリーズ」に改められ、約3年ぶりに復活した。（発売期間：2012年秋冬～2017年夏、2020年冬～）
- 2012年秋冬モデル - CH55/J・WC1/J
OSにWindows 8 64bit、CPUにCore i5-3317Uを搭載し、ストレージには500GB HDD+高速処理用SSDのハイブリッドストレージを採用したUltrabook。Elegant White、Luxury Brown、Feminine Pinkの3色に加え、カタログモデルではジュエリーブランド「agete」とコラボレーションした「Precious Violet」の4色を設定。「Precious Violet」ではキーボードが筆記体となり、専用壁紙・スクリーンセーバーを追加搭載。さらに、専用のPCケースとポーチを追加で同梱。梱包箱も専用デザインとなる。カスタムメイドモデルではメモリやHDD容量、Officeの有無、外付けDVDスーパーマルチドライブの追加ができる。なお、本モデルはモデルチェンジの頻度が多いパソコン市場において、1年半にわたって継続販売された。
- 2014年夏モデル - CH75/R
約1年半ぶりにフルモデルチェンジ。2代目となる本モデルでは、新たにDVDスーパーマルチドライブを搭載したオールインワンタイプに転換。OSはWindows 8.1 Update 64bitとなり、CPUはCore i5-4200Uに強化、ディスプレイはFull HDに高解像度化してタッチパネルを新たに搭載したフルフラットファインパネル Wide Angle液晶となり、有線LAN、Bluetooth（v4.0+HS準拠）、HDMI出力端子も新たに搭載した一方、ストレージの容量は初代モデルと同容量ながら通常のHDDとなり、ワイヤレスマウスが同梱されなくなった（2代目ではマウスそのものが付属しない）。付属品にはホワイトのスティックACアダプターやディスプレイをふき取るための専用クロスが同梱するほか、3種類の専用壁紙をプリインストール。また、梱包箱も専用デザインとなる。
天板はノートパソコンでは珍しいバイカラー（2色切り替え）を採用しており、カラーは温かみのあるベージュにレッドの差し色を配し、ファッションアイテムとして持ちたい方に向けた「Elegant Red with Beige」、ホワイトとブラウンを組み合わせ、インテリアと調和して清潔感がある「Clear White with Brown」の2種展開となった。デザインは細部にまでこだわり抜かれており、電源ボタンやステータスLEDに透明感あるビジューパーツを使い、長い爪でも開けられるように開口部をクラッチバッグ形状とし、キーボードはあえてかな表記を使わないすっきりデザインに、吸気口・排気口・スピーカーを花柄とし、既にFMV LIFEBOOKの一部モデルに採用している「オムニデザイン」を導入することでより上品なデザインとなった。
また、美容・旅行・ファッション・スキルアップの4点にフォーカスした専用アプリやサービスが用意されており、東急スポーツオアシスの監修による、気になる部位別や家の中でのシチュエーションに合わせたエクササイズができる「BIKATSU life（ビカツ ライフ）」、昭文社発行のガイドブック「ことりっぷ」とコラボし、国内版53タイトルを試し読みできる「ことりっぷ for Floral Kiss」、ネットショッピングで気になったアイテムをURLといっしょにスクラップしてデコ素材でコラージュできる「SCRAPBOOK（スクラップブック）」を搭載し、標準搭載のOffice Home and Business 2013にはPowerPoint・Excel・OneNoteそれぞれで使用できる本機種専用のテンプレートが用意される。さらに、東急スポーツオアシスの施設利用券とグッズ割引クーポン、ミュゼプラチナム（脱毛専門サロン）の脱毛チケット3,000円分、「ことりっぷ」電子書籍版の1冊無料ダウンロード、好みのシーズンの「ゴシップガール」1シリーズ分無料見放題（利用するにはU-NEXTの新規登録が必要）、GROUPONの500円分ギフトコード、東急ハンズのネットストア購入でポイント10倍付与の特典が付与される（なお、GROUPONのギフトコードを除いて有効期限が設けられているので利用の際は注意が必要）。なお、本モデルは1年以上にわたって継続販売された。
- 2015年秋冬モデル - CH75/W
約1年5ヶ月ぶりの新モデル。デザインやハードウェアスペックは2014年夏モデルから踏襲されているが、OSがWindows 10 Homeに、OfficeがHome and Business Premiumにそれぞれ変更したほか、ヘッドフォン端子がハイレゾ音源に対応し、ジャストシステム製の日本語入力システム「ATOK 2015 for Windows」を新搭載した。また、特典内容が変更となり、「ことりっぷ」電子書籍版の1冊無料ダウンロードのみとなった（有効期限が設けられているので利用の際は注意が必要）。2017年夏モデルまで継続販売された。
- 2020年冬モデル - CH75/E3・CH90/E3・WC1/E3・WC2/E3
約5年ぶりの新モデル。OfficeはHome & Business 2019に更新、CPUはCore i5ながら第11世代クアッドコアのCore i5-1135G7へ強化され、メモリは8GBに増量、ストレージはSSDとなり、ワイヤレスLANはWi-Fi 6（IEEE802.11ax）に対応。初代モデルと同じく光学ドライブレス仕様となった。キーボードは「LIFEBOOK THシリーズ」と同じかな無し仕様となり、キーを最後まで押し込まなくてもキー入力を検出し、軽いタッチや高速タイピングでも入力抜けを少なくする高レスポンスキーボードが採用された。また、上位モデルのCH90が新設され、画面端まで加工された強化ガラス「Dragontrail」を施した有機ELディスプレイ（フルフラットファインパネル）が搭載され、SSDは512GBに大容量化される。本体カラーはモデルによって異なり、CH75はベージュゴールドとモカブラウン、CH90はダークシルバーとカーキが設定される。初代モデル以来となるカスタムメイドモデルが設定され、SSDの容量、Officeの有無や種類、液晶の種類が選択可能（ただし、本体カラーが固定化され、有機ELディスプレイはダークシルバー、スーパーファイン液晶はベージュゴールドのみの設定となる）。また、外付けDVDスーパーマルチドライブがオプションとして用意されるほか、ワイヤレスキーボード&ワイヤレスマウスセットや27型ワイド液晶ディスプレイ（USB type-C接続）も用意される。
- 2021年夏モデル - WC1/F2
カスタムメイドモデルに、CPUにCore i7-1165G7を搭載し、メモリを16GBに増やして「intel Evo プラットフォーム」に準拠したWC1/F2が追加された。本モデルはカスタマイズ不可となる。
- 2021年秋冬モデル - CH55/F3・CH75/F3・CH90/F3・WC1/F3・WC2/F3
OSをWindows 11 Home 64ビット版、Microsoft OfficeをHome and Business 2021それぞれ変更。また、店頭販売モデルのラインナップが拡充され、CPUにデュアルコアのCore i3-1115G4を搭載したエントリーモデルのCH55を追加（カラーはモカブラウンのみ）。カスタムメイドモデルも同様に、OSやMicrosoft Officeの変更を行うとともに、フルHD液晶モデルのWC1は本体カラーにモカブラウンを追加して2色展開となった。
- 2022年秋冬モデル - CH75/G3・CH90/G3・WC1/G3
画面解像度を縦に拡大したアスペクト比16:10のWUXGA（1,920×1,200ドット）に変更され、電源ボタンにはWindows Hello対応の指紋センサーを内蔵。CPUは高速処理用のPコアとバックグラウンド処理用のEコアのハイブリッド構成とした第12世代intel CoreプロセッサーPシリーズ（CH75はCore i5-1240P、CH90はCore i7-1260P）となり、CH90はメモリを16GBに倍増。カラーバリエーションは2021年秋冬モデルのCH75からベージュゴールドとモカブラウンを引き継ぎ、新色のクラウドブルーを加えた3色展開となった。スマートフォンとの連携機能は2021年秋冬モデルの「スマホデータ転送」・「スマホ音楽再生」に加え、スマートフォンのカメラをパソコンのカメラの代用として使用可能な「スマホカメラ転送」、スマートフォンで撮影した写真や動画をパソコンへバックアップすることが可能な「スマホ写真&動画バックアップ」を追加したほか、一体型デスクトップのFHシリーズ同様にAIメイクアップアプリ「Umore」も追加された。また、環境に配慮し、本体内蔵スピーカーのボックスに海洋プラスチック、本体同梱の添付品袋にバイオマスプラスチック、梱包用の緩衝材に紙製をそれぞれ使用し、取扱説明書で使用する紙の使用量が2021年秋冬モデル比約75%削減された。
- 2023年冬モデル - CH75/H3・WC1/H3
カタログモデルはラインナップをCore i5を搭載するCH75のみに集約され、プロセッサーをUシリーズのCore i5-1235Uに変更。メモリを16GB、SSDを512GBにそれぞれ倍増された。カスタムメイドモデルはストレージの選択肢に2TB SSD、Microsoft Officeの選択肢にProfessional 2021がそれぞれ追加された。
- 2025年春モデル - CZ-K1・WC1-K1
ブランドリニューアルに伴ってシリーズ名称を「Note C」へ変更。デザインが刷新され、ディスプレイをフルフラットファインパネルに変更したほか、ファンレス設計となったことで本体下面にあったスピーカーの開口部や吸気孔がなくなり、インターフェイスをUSB3.2(Gen2×2) Type-Cコネクタ2ポートとヘッドホン・ヘッドセット兼用端子に絞り、ステータスランプと共に本体左側面手前に集約。カラーバリエーションはエクルベージュ、ミストグリーン、スモークグレーの3色となった。SSD容量は256GBに半減されたが、プロセッサーはCore Ultra 5 134Uに変更。ワイヤレスLANはWi-Fi 7（IEEE802.11be）に対応し、Microsoft OfficeはMicrosoft 365 Basic + Office Home & Business 2024に変更。オリジナルアプリは「LIFEBOOK CHシリーズ」から引き続き踏襲される「Umore」に加え、画面キャプチャ・最前面固定・クリップボード・ファイル検索の4つの機能を左クリックの長押しだけで起動して使用できる「Float Access」とAI技術によって画面の変化を検出して自動でキャプチャを保存する「Quick Capture」が追加された。カスタムメイドモデルはカタログモデルと同じ仕様の「スタンダード」、「スタンダード」からメモリ容量を8GBに半減した「ライト」、「スタンダード」からプロセッサーをCore Ultra 7 164Uに変更、SSDの容量を512GBに倍増した「ハイスペック」の3つの構成とし、Microsoft Officeは構成を問わず搭載有無を選択可能としている。

#### LIFEBOOK SHシリーズ
「BIBLO MGシリーズ」後継の13.3型ワイド液晶搭載大画面モバイル（発売期間：2010年夏～2020年夏）
- 2010年夏モデル - SH560/3A・SH760/5A・SH560/AN・SH760/AN
店頭販売モデル全機種モバイルWiMAXを標準搭載。さらに上位機種はUSB3.0に対応した。
- 2010年冬モデル - SH560/3B・SH760/5B・SH560/BN・SH760/BN
AHシリーズ同様に円を描くだけで上下スクロールできる「スクロールパッド」を追加。さらに、バッテリー稼働時間が延長され、標準で約8.5時間、オプションの増設用内蔵バッテリユニットを装着した場合は約11.6時間の長時間稼動を可能にしたほか、USB3.0が全機種対応になった。
- 2011年春モデル - SH53/C・SH76/C・SH53/CN・SH76/CN
上位機種（SH76/C・SH76/CN）はマグネシウム合金を使用した天板と薄型・軽量LEDバックライト搭載高輝度液晶、新世代デュアルコアCPU「Core i5-2520M」を搭載。さらに、カスタムメイドモデル（SH76/CN）ではCPUで「Core i7-2620M」の搭載ができるほか、光沢加工のグロッシー・キーボードに変更することができる。
- 2011年夏モデル - SH54/D・SH76/D・SH54/DN・SH76/DN
店頭販売モデルはCore i3搭載モデル（SH54/D）はCPUを第2世代のCore i3-2310Mに更新し、ボディカラーに新たにルビーレッドを追加して3色展開となる。Core i5搭載モデル（SH76/D）はメモリを8GBに倍増した。カスタムメイドモデルはAHシリーズと同様にキーボードでキーストロークを広く持たせたアイソレーションキーボードを選択できるほか、上位機種（SH76/DN）は光学ドライブで着脱式Blu-ray Discドライブを選択できるようになった。
- 2011年秋冬モデル - SH54/E・SH76/E・SH54/EN・SH76/EN
本体デザインが一新され、特にCore i5搭載モデル（SH76/E）は13.3型液晶と光学ドライブを搭載したノートPCとしては世界最薄となる最厚部約23.2mmを実現。さらに、Core i5搭載モデルはストレージを耐衝撃性に優れたSSDに置換。3色のカラーバリエーションを持つCore i3搭載モデル（SH54/E）はCPU性能を強化した。カスタムメイドモデルはSH76/ENで前モデルから設定可能となったBlu-ray Discドライブの選択ができるほか、光学ドライブなしの構成も可能となった。
- 2012年春モデル - SH54/G・SH76/G・SH54/GN・SH76/GN
店頭販売モデルはCore i3搭載モデル（SH54/G）はストレージをSSDに変更し、CPU性能を強化。Core i5搭載モデル（SH76/G）はCPUが変更になったが、従来の2520Mから2450Mに若干スペックダウンされている。カスタムメイドモデルはストレージに128GB SSDを追加設定した。
- 2012年夏モデル - SH54/H・SH76/H・SH54/HN・SH76/HN
上位モデル（SH76/H）に第3世代の「Core i5-3210M」を採用。Core i3搭載モデル（SH54/H）は基本スペックは据え置かれたが、チップセットを更新した。カスタムメイドモデルは上位モデルでは通常時のクロック周波数が2.90GHzとよりハイスペックな「Core i7-3520M」を選択できるほか、光学ドライブで搭載できるBlu-ray DiscドライブがBDXLに対応し、下位モデル（SH54/HN）でも選択できるようになった。
- 2012年秋冬モデル - SH54/J・SH76/J・WS1/J・WS2/J
OSをWindows 8 64bit（SH76/JはWindows 8 Pro 64bit）に更新するとともに、新デザインの採用により更なる薄型を実現。また、Core i3搭載モデルはCPUを第3世代のCore i3-3110Mに更新し、ストレージを750GB HDDと高速処理用SSDで構成されたハイブリッドストレージ仕様に変更。ボディカラーはシャイニーブラックを廃止し2色展開となった。Core i5搭載モデルは付属のモバイル・マルチベイに500GBの増設用内蔵ハードディスクユニットを同梱した。カスタムメイドモデルではOSでWindows 8 Pro 64bitを選択できるほか、前述の増設用内蔵ハードディスクユニットを全機種・全タイプ選択できるようにした。
- 2013年春モデル - SH54/K・SH76/K・WS1/K・WS2/K
店頭販売モデルは全機種でCPUをCore i5-3230Mに強化。Officeを「Office Home and Business 2013」に更新。さらに、PCの電力管理を一元作業で行える「省電力スイッチ」を導入した。2013年夏モデル発表後も継続販売された。
- 2013年秋冬モデル - SH90/M・WS1/M
様々な種目をこなすトライアスロンの選手を指す「トライアスリート」をコンセプトにフルモデルチェンジ。「超ロングバッテリ」の採用により、通常時でも約21.1時間の長時間稼働を実現し、朝の移動中から移動先、さらには夜自宅に帰ってからでもバッテリのみで作業できる。また、UHシリーズで採用されている「超圧縮ソリッドコア」構造を取り入れたことにより、光学ドライブ搭載で約19.8mmの薄型設計ながら、全体で約200kgf、一点で約35kgfの天板加圧試験をパスするほどの堅牢性を確保。ディスプレイは2,560×1,440ドット（WQHD）の超高解像度を持つIGZOを採用。搭載されている「高精細ユーティリティ」を用いることで複数ウィンドウを整列表示できるなど、マルチタスクでの作業も快適にこなせる。OSはWindows 8.1に変更した。なお、SHシリーズの特徴である「モバイル・マルチベイ構造」は受け継がれており、優れた順応性もある。カスタムメイドモデルでは、CPUでより高性能なCore i7-4500Uを選択できるほか、OSはWindows 8.1 Proも選択可能である。なお、本モデルは2014年春モデル・2014年夏モデル・2014年秋冬モデル発表後も継続販売された。
- 2015年春モデル - SH90/T・WS1/T
約1年4ヶ月ぶりにモデルチェンジ。CPUは第5世代のCore i5-5200Uに変更して性能を強化したほか、OSはWindows 8.1 Update、OfficeはOffice Home and Business Premium プラス Office 365サービスにそれぞれ更新。さらに、入力周りの改善も行われ、キーボードはキーストロークを深く（約1.0mm→約1.2mm）して静音設計としたほか、クリックパッド（タッチパッド）を2ボタンタイプに変更してNFCを新たに内蔵。覗き見お知らせ機能も搭載した。カスタムメイドモデルはCPUの選択肢に設定されているCore i7を第5世代のCore i7-5500Uに変更し、メモリは6GB・10GBを8GB・12GBに増量。OfficeはHome and Business Premiumに加え、Personal Premiumも選択できるようになった。なお、本モデルは2015年夏モデル発表後も継続販売された。
- 2015年秋冬モデル - SH90/W・WS1/W
OSをWindows 10 Homeに変更し、併せて生体認証機能「Windows Hello」にも対応し、既搭載の指紋センサーを使った指紋認証によるサインインやログインが可能となった。CPUは第6世代のCore i5-6200Uに変更、メモリはDDR4を採用することで性能を強化。本体は凹凸のないデザインに改良したほか、静音キーボードはキー配置により重さを2段階に調整。ヘッドフォン端子はハイレゾ音源に対応した。カスタムメイドモデルはCPUの選択肢に設定されているCore i7を第6世代のCore i7-6500Uに変更した。
- 2017年春モデル - SH75/B1・SH90/B1・WS1/B1
約1年3ヶ月ぶりにモデルチェンジ。CPUを第7世代のCore i5-7200Uに変更。また、下位モデルとして、ノングレア・フルHD液晶、タッチパネル非搭載、500GB HDDを搭載したSH75/B1を追加設定した。カスタムメイドモデルもモデルチェンジされ、CPUの選択肢に設定されているCore i7を第7世代のCore i7-7500Uに更新し、OfficeはMicrosoft Office Home & Business Premiumに加え、キングソフトの「WPS Office Standard Edition マルチライセンス」も選択可能となった。
- 2017年秋冬モデル - SH75/B3・SH90/B3・WS1/B3
CPUを第8世代・クアッドコア仕様のCore i5-8250Uに変更。また、下位モデルのSH75/B3はストレージを500GB HDDから128GB SSDに変更した。カスタムメイドモデルもモデルチェンジし、CPUの選択肢に設定されているCore i7を第8世代のCore i7-8550Uに更新した。なお、店頭販売モデルはアーバンホワイトのみの設定となり、スパークリングブラックはカスタムメイドモデル限定カラーに移行した。
- 2018年夏モデル - WS1/C2
カスタムメイドモデルのみモデルチェンジ。Microsoft OfficeがHome & Business 2016に更新された。
- 2018年秋冬モデル - SH75/C3
店頭販売モデルを約11ヶ月ぶりにモデルチェンジ。ラインナップがノングレア・フルHD液晶・タッチパネル非搭載モデルのみに集約され、SSDの容量を256GBに倍増。バッテリー容量がアップ（51Wh→77Wh）されたことにより、稼働時間が約23.3時間に向上された。
- 2019年夏モデル - WS1/D2
カスタムメイドモデルのみモデルチェンジ。ストレージのSSDが高速データ転送に対応したPCle接続方式に変更され、Microsoft OfficeがHome & Business 2019に更新された。

#### LIFEBOOK EHシリーズ
小学生高学年から高校生までを対象とした13.3型ワイド液晶搭載の教育向けモバイルノート。本シリーズではカスタムメイドモデルは設定されない。（発売期間：2020年冬～2021年夏）
- 2020年冬モデル
OSはWindows 10 Home 64bitが搭載されるが、本シリーズではプリインストール及びMicrosoft Storeから入手したアプリ、プリンターなど互換性のあるハードウェア アクセサリおよび周辺機器のみ動作する「Sモード」に対応しており、危険性の高いアプリのインストールが不可となることによるセキュリティ向上、ブラウザを「Microsoft Edge」、検索エンジンを「Microsoft Bing」に固定化することによるパフォーマンスの高速化が可能となっている（なお、通常のWindows 10 Homeに切り替えることも可能だが、一度切り替えると「Sモード」に戻せなくなるので注意が必要）。OfficeはHome & Business 2019がプレインストールされており、CPUに第11世代デュアルコアのCore i3-1115G4、ストレージにSSDを搭載し、Wi-Fi 6（IEEE802.11ax）対応ワイヤレスLANも内蔵。インターフェース類には入出力兼用のHDMI端子や、高速データ転送が可能な「Thunderbolt 4」や対応機器への充電が可能なPower Deliveryに対応したUSB Type-Cコネクタを2ポート搭載している。マイクは4基を搭載し、ボイストラッキング機能を備えているため、広範囲に音声を拾うことが可能となっており、スマートフォンの音声信号をBluetoothで飛ばしてパソコンのスピーカーで再生可能な「スマホ音楽再生」がプリインストール。音声補正技術の「Dirac」を搭載しており、人の声を認識しやすい音質にする「ボイス」に設定することでオンライン授業による会話や英会話の音声テキストなどをクリアに聞き取りやすくすることが可能となる。なお、モデル名は設定されず、型名はFMVEH1となる。また、2021年夏モデル発表後も継続発売された後、「LIFEBOOK MHシリーズ」への移行により、1度もモデルチェンジを行うことなく終売となった。

#### LIFEBOOK PHシリーズ（第1シリーズ）
12.1型ワイド液晶の「BIBLO Rシリーズ」及び11.6型ワイド液晶の「BIBLO LOOX Cシリーズ」が統合し、一つのシリーズとして展開することになった。（発売期間：2010年夏～2012年夏）
- 2010年夏モデル - PH520/1A・PH540/1A・PH750/1A・PH770/5A・PH750/1AN・PH770/5AN
「BIBLO Rシリーズ」後継のPH700系では店頭販売モデル全機種でモバイルWiMAXを標準搭載。上位機種にはCore i5-430UMを搭載し性能を向上した。また、「BIBLO LOOX Cシリーズ」後継のPH500系列はラインナップを整理し、Celeron搭載モデルと新設のAthlon II Neo搭載モデルの2機種となり、全機種「Office Personal 2010」をプリインストールした。なお、カスタムメイドモデルはPH700系列のみラインナップされる。
- 2010年冬モデル - PH770/3B・PH770/BN

PH700系列のみモデルチェンジ（PH500系列は2010年冬まで販売を継続）。ラインナップを1機種に絞ると共に、CPUを通常電圧版のCore i3-350Mに変更。また、HDD容量も640GBに増量した。
- 2011年春モデル - PH50/C・PH74/C・PH74/CN・PH75/CN
PH70系列は店頭販売モデルが光学ドライブレスとなり、CPUを「Core i3-2310M」に変更。カラーラインナップもアーバンホワイトを加えた2色展開となった。カスタムメイドではCPUでHT対応の「Core i5-2410M」が選択でき、メモリ最大8GB、HDD最大640GBまで搭載できる。さらに、カスタムメイドモデル限定で従来仕様の光学ドライブ搭載モデルPH75/CNを設定。CPUは超低電圧版のCore i5-560UMかCore i7-660UMを選択でき、光学ドライブレスタイプのPH74/CM同様に、メモリ最大8GB、HDD最大640GBまで搭載できる。一方のPH50系列はラインナップをAMD製CPU搭載モデルに絞り、intel製CPUモデルで設定されていた3色のカラーバリエーションを継承。独立グラフィックスに匹敵するコアを備えたAPU（AMD デュアルコア・プロセッサ E-350+AMD Radeon HD 6310）が搭載され、HDDを500GBに増量した。
- 2011年夏モデル - PH75/DN
カスタムメイド限定のPH70系列の光学ドライブ搭載モデルのみモデルチェンジ（PH70系列の光学ドライブレスモデルとPH50系列は2011年春モデルを継続販売）。CPUをPH74/CNと同じ第2世代Core iファミリーに更新。また、光学ドライブはLIFEBOOK SHシリーズと同じく着脱式のモバイル・マルチベイ構造に変更し、用途に応じてカバー、増設用バッテリユニット、モバイルプロジェクターユニットを装着できるようになった。
- 2011年秋冬モデル - PH50/E・PH74/E・PH74/EN・PH75/EN
全モデルでCPU性能を向上。特に、PH70系列の光学ドライブレスモデルはCPUを超低電圧版のCore i3-2367M（1.40GHz）に変更したことで、バッテリー稼働時間を向上した（約12.0時間→約13.6時間）。
- 2012年春モデル - PH75/GN
カスタムメイド限定のPH70系列の光学ドライブ搭載モデルのみモデルチェンジ（PH50系列は2011年秋冬モデルを継続販売するが、PH70系列の光学ドライブレスモデルはカスタムメイドモデルのみ継続販売となった為、PH70系列はカスタムメイド専用モデルに移行）。SHシリーズ同様、ストレージに128GB SSDを追加した程度である。
- 2012年夏モデル - PH75/HN
継続販売されていたPH50系列が廃止され、完全にカスタムメイド専用モデルとなった。CPUで第3世代の「Core i5-3210M」を選べるようになり、UHシリーズ同様、ポートリプリケータを追加することが可能になった。

#### LIFEBOOK MHシリーズ
「BIBLO LOOX Mシリーズ」後継の10.6型ワイド液晶搭載のネットブック。一旦廃止されたが、ディスプレイが大型化された光学ドライブレスのモバイルノートとして約7年ぶりに復活した。（発売期間：2010年夏～2012年夏、2019年夏～）
- 2010年夏モデル - MH380/1A
CPUがHTテクノロジー対応のAtom N475に向上し性能アップ。ラインナップもWiMAX搭載モデル1機種となった。なお、「Office Personal 2010 2年間ライセンス版」もプリインストールされる。本モデルは2010年冬モデル発表後も継続販売された。
- 2011年春モデル - MH30/C
従来はオプション扱いだった大容量バッテリーが標準バッテリーとなり、約10.5時間の長時間可動が可能となったほか、大容量バッテリー装着時にはみ出てていた背面のでっぱりが無くなり、よりスマートとなった。なお、画面サイズは据え置きとなったが、画面解像度が1,024×600ドットに変更となった。本モデルは2011年夏モデル・2011年秋冬モデル発表後も継続販売された。
- 2012年春モデル - MH30/G
1年ぶりのフルモデルチェンジ。HDDを320GBに増量し、バッテリー稼働時間が約11.4時間に向上された。本モデルは2012年夏モデル発表後も継続販売された。
- 2019年夏モデル - MH35/D2・MH75/D2
前述のとおり、約7年ぶりに再投入。ディスプレイは13.3型ワイド（ノングレアIGZO液晶）・フルHDに大画面・高解像度化、CPUに超省電力版を用いることでファンレス化され、ストレージは256GB SSDに変更。OSはWindows 10 Home、OfficeはHome & Business 2019に更新され、電力消費を抑えながら高速起動を可能にする「モダンスタンバイ」が搭載された。ラインナップが初の2モデル体制となり、MH35はクラムシェルタイプで、CPUにCeleron 3965Yを搭載し、メモリは4GB、カラーはプレミアムホワイトとなる。MH75はディスプレイを折り返して自立が可能なテントモードやタブレットモードとしての利用が可能な2in1コンバーチブルタイプで、CPUにCore i5-8200Y、メモリは8GBとなり、ディスプレイはタッチパネルを搭載したフルフラットファインパネルとなり、タッチペンが追加で同梱。カラーは青系のブライトメタリックブルーとなる。なお、MH75/D2では「FUJITSU」ロゴの位置がMH35/D2のディスプレイの下部フレーム中央ではなく、キーボードベゼルの左上に配置される[5]。
- 2021年秋冬モデル - MH55/F3・MH75/F3
約2年ぶりの新モデル。OSをWindows 11 Home 64ビット版、Microsoft OfficeをHome & Business 2021にそれぞれ変更するとともに、ディスプレイを14型ワイド（スーパーファイン液晶）に大画面化され、クラムシェルタイプに統一。本体カラーは金属調のダーククロムとなった。MH75はディスプレイや本体カラーの変更に加え、CPUを第11世代クアッドコアのCore i7-1165G7（intel Iris Xe Graphics搭載）に変更し、SSDの容量を512GBに倍増。また、Celeron搭載のMH35に替わり、AMD Ryzen搭載のMH55が新たに設定され、プロセッサーにはヘキサコアのAMD Ryzen 5 5500Uを搭載。メモリ容量は8GBとなる。
- 2023年春モデル - MH55/H1・MH75/H1
Webカメラに「Windows Hello」対応の顔認証機能を追加し、「AIノイズキャンセリング」は外付けヘッドセットなどでも対応できるように改良され、AIメイクアップアプリ「Umore」を搭載。MH55はプロセッサーをintel Core i5-1135G7に変更。MH75はメモリ容量を16GBに倍増した。
- 2024年春モデル - MH55/J1・WMB/J1
約1年ぶりにモデルチェンジ。ディスプレイは画面サイズを据え置いたままでアスペクト比が16:10に変更され、画面解像度が縦の表示領域を拡大したWUXGA（1,920×1,200ドット）へと変更。フラットポイント（タッチパッド）はクリックボタンが省かれたことで大型化された。端子類は盗難防止ロックとSDカードスロットが無くなり、USBはType-Aを1ポートに減らす代わりにType-Cを2ポートに増やしたうえで、オーディオ端子やHDMI出力端子と合わせて右側面のみに集約。Webカメラには「プライバシーカメラシャッター」が搭載され、本体カラーはメタリックカラーのベージュゴールドとファインシルバーの2色となった。プロセッサーは2021年秋冬モデル以来となるAMD Ryzen 5に戻ったが、7000シリーズのRyzen 5 7520Uとなり、ワイヤレスLANはWi-Fi 6Eに対応。Microsoft OfficeはMicrosoft 365 Basic同梱版となった。また、MHシリーズで初となるカスタムメイドモデルが設定された。ディスプレイがタッチパネル搭載のノングレア液晶に変更されるほか、SSDは最大1TB、Microsoft Office（Microsoft 365 Basic同梱版）はPersonal 2021やProfessional 2021が選択可能となる。
- 2024年秋冬モデル - MH55/J3・WMB/J3
カタログモデル・カスタムメイドモデル共にMicrosoft OfficeをMicrosoft 365 Basic + Office Home & Business 2024に変更。ハードウェアのスペックは2024年春モデルに準じる。

#### Chromebook
OSにChromeOSを搭載した14型モバイルノート。日本国内メーカー初となるコンシューマー向けChromebookで、ハイスペックの性能を持つ「Premium Chromebook」に属する。（発売期間：2021年冬 - ）
- 2021年冬モデル - 14F・WM1/F3
CPUに第11世代のintel Core i3-1115G4プロセッサー、メモリは8GB、ストレージに128GBのSSD（PCIe）を搭載しており、ディスプレイは14型フルHDのノングレア液晶で、タッチパネルも搭載される。また、キーボードはWindows搭載機と同等とし、キーピッチ約19mmを確保し、カーソルキーは一段下がったところに配置、キーストロークは約1.7mmとし、キーの重さをエリアごとに2段階に設定。キートップは液晶側に向かって傾斜を設け、わずかに凹形状にしたステップ型球面シリンドリカルを採用。キーを最後まで押し込まなくてもキー入力が検出され、軽いタッチや高速タイピングでも入力抜けが少ない高レスポンスタイプとしている。また、インターフェイス類はUSB3.2を4ポート（Type-A/Type-C各2ポートずつ）、オーディオ端子（マイク・ヘッドホン・ヘッドセット兼用）、SDメモリーカードスロットを備えるほか、Chromebookでは珍しいHDMI出力端子も装備し、テレビへの出力も可能となっている。音質面では自然な高音を再現し、音を聞き取りやすくする「WAVES Maxx Audio」を搭載している。WEB MART限定モデルのWM1/F3は、メモリを4GBに、ストレージを64GBのフラッシュメモリ（eMMC）に変更したダウングレードモデルとなる。更にAmazon.co.jp限定で、WM1/F3から更にCPUをCeleron 6305にダウングレードしたモデル（タッチパネルの有無は選択可）も用意されている。

#### BIBLO NWシリーズ
タッチパネル式サブウィンドウ「タッチスクエア」を搭載する大画面AVノート。（発売期間：2009年春～2010年春）
- 2009年春モデル - NW/C90D・NW/C90N
シリーズ初代モデル。当初は16型ワイド液晶を採用し、地上・BS・110度CSデジタル対応TVチューナー（ノートパソコンでは初）と水冷システム（同社製品では初）を搭載したAVノート。店頭販売モデルではBlu-ray Discドライブを搭載するが、カスタムメイドモデルではDVDスーパーマルチドライブを選択できるほか、TVチューナーの有無等も設定できる。なお、IEEE 802.11a/b/g/n準拠のワイヤレスLANを搭載した場合はCentrino 2にも対応する。
- 2009年夏モデル - NW/D90D・NW/D90N
- 2009年秋冬モデル - NW/E90D・NW/E90N
OSがWindows 7になったものの、TV機能が地上デジタル対応Windows Media Centerにスペックダウンされる。
- 2010年春モデル - NW/G75・NW/G90T
ディスプレイを18.4型ワイド フルHD液晶に大型化・高解像度化し、CPUにはintel Core i5-430Mを搭載。また、迫力のあるサウンドを楽しめる5スピーカーを新たに搭載。また、解像度を下げ（1680×945ドット）、地上デジタルチューナー・タッチスクエア等を省く代わりに64ビット環境に変更できるリカバリーディスクを同梱したNF/G75を追加設定。なお、当モデルではカスタムメイドモデルの設定が無い。

#### BIBLO NFシリーズ
15.4型/15.6型ワイド液晶を搭載する大画面ノート。BIBLOの主力商品となった。（発売期間：2006年秋冬～2010年春）
- 2006年秋冬モデル - NF40T・NF45T・NF60T・NF70T・NF40TN
初代モデルは白を基調としたボディであった。
- 2007年春モデル - NF40U・NF40U/V・NF50U・NF70U・NF75U/V・NF40UN・NF70UN
このモデルより、ワンセグチューナー内蔵モデルが登場した。
- 2007年夏モデル - NF40W・NF50W・NF50W/V・NF70W・NF75W/V・NF50WN・NF75WN
併売されていたBIBLO NBシリーズが終息し、主力シリーズに。また、ボディカラーにブラック、ラベンダー（カスタムメイドモデル限定色）が加わった。
- 2007年秋冬モデル - NF40X・NF50X・NF50X/V・NF55X/D・NF70X・NF75X/D・NF50XN・NF70XN・NF75XN/D
このモデルより、地上デジタルチューナー内蔵モデルが加わった。また、低価格モデルのNF40Xはブラックとシルバーのツートンカラーに。
- 2008年春モデル - NF40Y・NF50Y・NF55Y/D・NF70Y・NF75Y・NF75Y/D・NF40YN・NF50YN・NF70YN・NF75YN/D
このモデルで、ワンセグチューナー内蔵モデルがなくなる。また、NF40Yは白を基調としたボディとなり、カスタムメイドモデルの一部機種のカラーバリエーションが6色に増えた。
- 2008年夏モデル - NF/A40・NF/A50・NF/A55D・NF/A70・NF/A75・NF/A75D・NF/A40N・NF/A50N・NF/A70N・NFA75ND
このモデルでは、一部の機種を除き、天板を好きな色に着せ替えできるマイジャケに対応した。マイジャケは5色（内Web限定色2色）が用意されていた。
- 2008年秋冬モデル - NF/B40・NF/B50・NF/B70・NF/B75・NF/B75D・NF/B90D・NF/B40N・NF/B50N・NF/B70N・NF/B75ND・NF/B80N
マイジャケを廃止。NF/B70・NF/B70Nには新たにルビーレッドを追加。機種によって異なるボディカラーが採用されたことで、全部で6タイプのバリエーションとなった。また、Bluetoothを搭載したWeb限定モデルNF/B80Nが追加された。
- 2009年春モデル - NF/C40・NF/C50・NF/C60H・NF/C60D・NF/C70・NF/C40N・NF/C50N・NF/C60N・NF/C70N・NF/C80N
ツートーン・アーバンホワイトボディのAMD Athlon X2搭載モデル（NF/C60H・NF/C60D・NF/C60N）を追加。このモデルはFMV-TEOに搭載している最新チップセット内蔵の「ATI Radeon HD 3200 + UVDテクノロジ」も搭載しており、ハイビジョン画質の再生・編集時に大きいCPU負荷を大幅に軽減した。また、エントリーモデル（NF/C40・NF/C40N）のCPUがCeleron Dual-Coreに変更した為、全機種デュアルコアプロセッサ仕様となった（NF/C40NはCeleron（シングルコア）の選択が可能）。店頭販売モデルは全機種HDDを320GBの大容量とし、下位機種（NF/C40・NF/C50・NF/C40N・NF/C50N）は液晶サイズを大型化した（15.4型→15.6型）。
- 2009年夏モデル - NF/D40・NF/D50・NF/D70・NF/D75・NF/D85D・NF/D40N・NF/D50N・NF/D70N・NF/D80N・NF/D85N
NF70系列はデザインを一新するとともに画面を15.6型ワイドに大型化。また、大容量4GBメモリ（NF/D40・NF/D40Nを除く）やHDDの大型化（下位機種を除く）等基本性能もアップされた。ボディカラーには新たにプルシャンブルー（NF/D70・NF/D70N）、暁（あかつき、NF/D70N）、クリムゾン（NF/D40N・NF/D50N）の3色が加わった。
- 2009年秋冬モデル - NF/E40・NF/E50・NF/E70・NF/E75・NF/E40N・NF/E50N・NF/E70N
NF70系列ではWindows 7 Home Premium 64ビット版のリカバリーディスクを添付し、64ビット環境への切替が可能に。また、エントリーモデルのNF/E40は最新のAMD Athlon II デュアルコア・プロセッサとATI Radeon HD 4200 Graphics」を搭載したことで、CPU負荷を低減し、ハイビジョン映像を快適に再生・編集できるようになった。また、ボディカラーを一部変更し、クリムゾンがカタログモデルのNF/E50にラインナップされるようになり、NF/E70Nでは限定色の冬霞（ふゆがすみ）を、NF/E40NとNF/E50NではNF70系列に設定されているルビーレッドを限定色として追加した。
- 2010年春モデル - NF/G40・NF/G50・NF/G60T・NF/G70・NF/G40N・NF/G50N・NF/G60NT・NF/G70N
地上デジタルチューナー搭載モデル（NF/G60T・NF/G60NT）を再び設定。64ビット版に変更できるリカバリデータディスク添付モデルをNF/G50にも適応した。全モデルで省電力に優れたLEDバックライトを搭載。CPUもNF/G50・NF/G60Tはintel Core i3を、NF/G70はintel Core i5を搭載し、性能をアップした。なお、AMD Athlon II デュアルコア・プロセッサを搭載するNF/G40は1台購入するごとに日本AMDとの協力でマングローブの木を1本植樹される。その証として「植樹証明書」が製品と共に同梱されている。

#### BIBLO Sシリーズ
14.1型液晶を搭載するコンパクトノート。若い女性に向けたモデルである。（発売時期：2009年春～2010年春）
- 2009年春モデル - S/C50・S/C50N
コンパクトでありながら、Webカメラ・Bluetooth・HDMI出力端子を搭載しており機能も充実。ボディカラーはピンクパープルとミルクホワイトの2色で、ボディ同色のレーザーマウスが付く。カスタムメイドモデルも用意されており、CPUをより高性能なCore 2 Duo P9500に、メモリを4GBに大容量化してより高性能な仕様することが出来る。
- 2009年夏モデル - S/D50・S/D50N・S/D55N
CPUの性能向上とメモリを4GBに増量。また、Blu-rayディスクドライブを搭載し、新色のオーシャンブラックを設定した新モデルS/D55Nを追加した。
- 2009年秋冬モデル - S/E50・S/E50N
HDDを500GBに増量し、大容量化。オーシャンブラックはS/E50Nの限定カラーとして継続設定される。
- 2010年春モデル - S/G50
デザインやカラーリングを刷新し、ピュアピンクとアーバンホワイトの2色展開に。キーボードには優しい輝きがあるパール塗装を採用。ディスプレイ解像度を上げ、CPUにはintel Core i3を搭載し性能を上げた。なお、当モデルではカスタムメイドモデルの設定は無い。

#### BIBLO MGシリーズ
大型液晶を搭載したモバイルノート。状況に応じてドライブやバッテリーに差し替えできる「モバイル・マルチベイ構造」を採用している。（発売時期：2001年冬～2010年春）
- 2001年冬モデル - MG8/75・MG8/800
シリーズ初代モデル。当初は13.3型液晶を搭載していた。
- 2002年春モデル - MG9/85C・MG9/850・MG9/850M
- 2002年夏モデル - MG10AC・MG10A・MG10AM
- 2002年冬モデル - MG12B/C・MG12B・MG12B/M
- 2003年春モデル - MG12C・MG12C/M
- 2003年夏モデル - MG12D・MG17D/A・MG13D
このモデルでAMD Athlon XP搭載モデルが登場。最上位機種のMG13DがCentrinoに対応。MG17D/Aには、富士通専門店アクセスでのみ発売された親指シフト配列キーボードモデルが存在する。
- 2003年冬モデル - MG50E・MG55E・MG70E・MG70E/ST・MG75E
MG70E/STは「ファミリーネットワークステーション-T」セットモデルである。再び全機種intel製のCPUとなる。
- 2004年春モデル - MG50G・MG70G・MG70G/ST・MG75G・MG50GN・MG70GN
このモデルより、カスタムメイドモデルを追加。
- 2004年夏モデル - MG50H・MG70H・MG75H・MG75H/ST・MG50HN・MG75HN
このモデルより、14.1型液晶モデル（MG70H・MG75H・MG75H/ST・MG75HN）が追加された。
- 2004年冬モデル - MG50J・MG70J・MG75J・MG50JN・MG75JN
- 2005年春モデル - MG50K・MG50K/T・MG70K・MG75K・MG50KN・MG70KN
このモデルより、TVチューナー搭載モデルを追加。この時はモバイル・マルチベイのユニットの一つとして、テレビチューナー・ユニットを装備していた。
- 2005年夏モデル - MG50L・MG50L/T・MG70L・MG70L/T・MG50LN・MG70LN
- 2005年秋冬モデル - MG50M・MG50M/T・MG70M・MG70M/T・MG50MN・MG70MN
- 2006年春モデル - MG50R・MG55R/T・MG70R・MG70R/T・MG50RN・MG55RN・MG70RN
- 2006年夏モデル - MG50S・MG55S・MG70S/T・MG75S・MG50SN・MG55SN・MG57SN・MG70SN・MG75SN
このモデルより、intel Core Solo・intel Core Duo搭載モデルが登場。また、TVチューナー搭載モデルでは、チューナーがパソコン本体に搭載されたため、これまで面倒だったユニットの差し替えが不要に。
- 2006年秋冬モデル - MG50T・MG50T/V・MG55T・MG75T・MG50TN・MG50TN/V・MG55TN・MG75TN
このモデルより、TVチューナー搭載モデルに代わって、ワンセグチューナー内蔵モデルを追加。
- 2007年春モデル - MG50U・MG50U/V・MG55U・MG75U・MG50UN・MG55UN・MG75UN
このモデルより、13.3型モデルのボディカラーが2色展開（レザーホワイト・ジュピターグレー）になる。
- 2007年夏モデル - MG50W・MG70W・MG70W/V・MG50WN・MG70WN・MG75UN
新たに13.3型ワイド液晶モデル（MG70W・MG70W/V・MG70WN）を追加。
- 2007年秋冬モデル - MG50X・MG75X・MG75X/V・MG50XN・MG75UN・MG75XN
13.3型ワイド液晶タイプとほぼ同じボディサイズながら一回り大きくなった14.1型ワイド液晶タイプ（MG75X・MG75X/V・MG75XN）を新たにラインナップ。
- 2008年春モデル - MG50Y・MG75Y・MG90Y/V・MG50YN・MG90YN
- 2008年夏モデル - MG/A50・MG/A75・MG90Y/V・MG/A50N・MG/A70N・MG/A75・MG90YN
- 2008年秋冬モデル - MG/B70・MG/B75・MG/B90・MG/B50N・MG/B70N・MG/B75N・MG/B80N
このモデルで、ワンセグチューナー搭載モデルがなくなる。また、MG/B90・MG/B75NはCentrino 2対応になる。また、高性能グラフィックアクセラレーターを搭載したCentrino 2対応Web限定モデルMG/B80Nを追加。
- 2009年春モデル - MG/C70・MG/C75・MG/C90・MG/C70N・MG/C75N・MG/C80N
このモデルでは、店頭販売モデルの中位機種であるMG/C75もCentrino 2に対応した。また、同じ店頭販売モデルの最上級機種であるMG/C90がビジネス向けOSのVista Businessに変更。
- 2009年夏モデル - MG/D70・MG/D75・MG/D70N・MG/D75N・MG/D80N
- 2009年秋冬モデル - MG/E70・MG/E75・MG/E70N・MG/E75N・MG/E80N
- 2010年春モデル - MG/G70・MG/G75・MG/G70N・MG/G75N
14.1型ワイド液晶モデルがなくなり、コンパクトな13.3型ワイド液晶モデルに統一。64ビット版に変更できるリカバリーディスクも添付され、MG/G70はエボニーブラックとアーバンホワイトの2色展開となった。カスタムメイドモデルのMG/G75Nではより高い性能を持つのintel Core i7-620Mを搭載でき、メモリも最大8GBまで搭載ができるようになった。

#### BIBLO Rシリーズ
2009年夏モデルまでラインナップされていた「BIBLO LOOX Rシリーズ」の後継モデル。12.1型ワイド液晶を搭載するモバイルノートで、2009年度グッドデザイン賞を受賞。ビジネスシーンを想定して作られているためか、カラーはブラック1色となり、SSDやBlu-rayドライブも搭載されなくなった。（発売時期：2009年秋冬～2010年春）
- 2009年秋冬モデル - R/E50・R/E70・R/E50N・R/E70N
R/E70・R/E70NはWindows 7 Professionalを搭載しており、Windows XP Professionalダウングレード用リカバリデータディスクを添付している。また、R/E70Nには前モデルに引き続き、HIGH-SPEED対応モデルやモバイルWiMAX内蔵モデルも用意される（これらのモデルには、Windows XP Professionalダウングレード用リカバリデータディスクは付属されない）。このモデルは2010年春モデルまで継続販売された。

#### BIBLO NXシリーズ
17型ワイド液晶を搭載したフラッグシップモデル。画面が大きいこともあり、発売当初からテンキーを標準搭載するなどデスクトップとも変わらない程の性能だった。（発売時期：2004年冬～2008年夏）
- 2004年冬モデル - NX50J・NX70J/T・NX90J/T・NX90JN
当初はintel Pentium 4（NX50JはCeleron）を搭載していた。
- 2005年春モデル - NX70K/T・NX90K/T・NX90KN
- 2005年夏モデル - NX70L/W・NX90L/W・NX90LN/W
CPUがintel Pentium Mにレベルアップ。
- 2005年秋冬モデル - NX90M/W・NX90MN/W
- 2006年春モデル - NX70R/W・NX90R/W・NX70RN/W・NX90RN/W
一部機種のCPUがintel Core Duoプロセッサに。
- 2006年夏モデル - NX70S/W・NX90S/D・NX95S/D・NX90SN/D
このモデルから、テレビチューナーが地上デジタル対応に（NX70S/Wを除く）。またNX95S/DにはHD DVD-ROMを搭載していた。
- 2006年秋冬モデル - NX70T/D・NX90T/D・NX95T/D・NX70TN/D・NX90TN/D
CPUがintel Core 2 Duoにレベルアップ（NX70T/DはCeleron搭載）。
- 2007年春モデル - NX70U/D・NX90U/D・NX95U/D・NX90UN/D
今回のモデルから、上位機種（NX95U/D）のドライブがBlu-ray Discドライブに変更となる。
- 2007年夏モデル - NX70W/D・NX95W/D・NX90WN/D
- 2007年秋冬モデル - NX90X・NX95X/D・NX95XN/D
久々にテレビチューナーを搭載しないモデル（NX90X）が登場した。
- 2008年春モデル - NX90Y/D・NX95Y/D・NX90YN
- 2008年夏モデル - NX/A90D・NX/A90N

#### BIBLO NB・NB/TVシリーズ

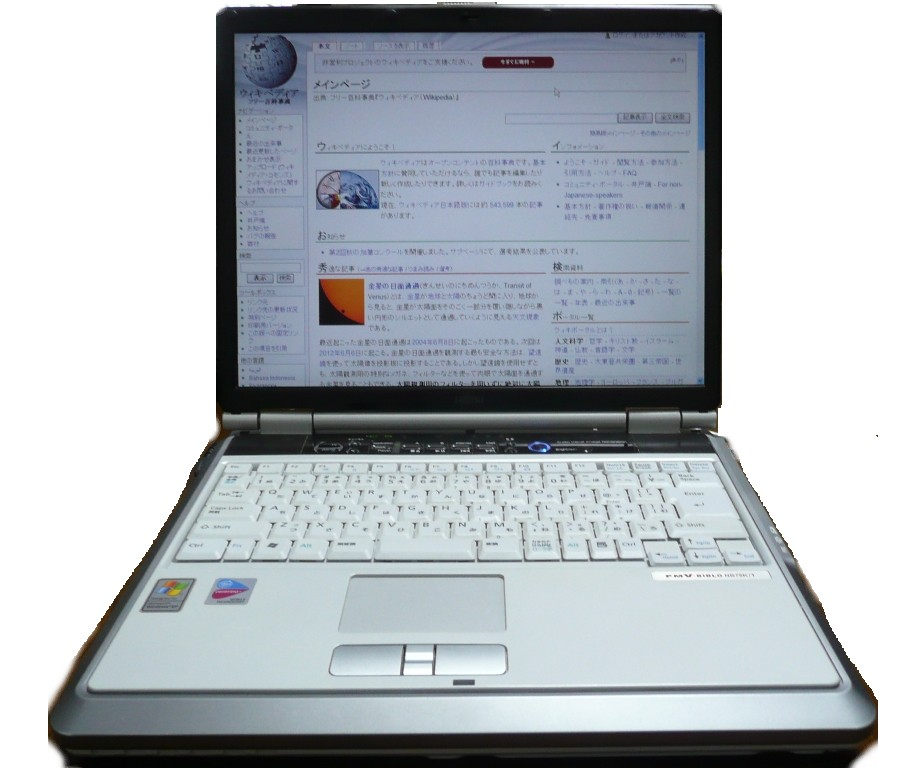
BIBLO NB75K/T

A4サイズの普及型ノートPCで、BIBLOの一時代を築いてきた。現在はワイドタイプのLIFEBOOK AHシリーズ（旧BIBLO NFシリーズ）に引き継がれている。（発売時期：2001年夏～2007年春）
- 2001年夏モデル - NB7/80C・NB7/80R・NB7/750R
当初は14.1型液晶で、CPUにAMD Duron（NB7/80C・NB7/80R）又はIntel Pentium III（NB7/750R）を搭載していた。
- 2001年冬モデル - NB8/90DR・NB8/90D・NB8/900L・NB8/1000L
このモデルより、一回り大きい15型液晶モデル（NB8/900L・NB8/1000L）を追加した。
- 2002年春モデル - NB9/90R・NB9/95・NB9/95L・NB9/1000L・NB9/1130H・NB9/1600L
新たに、Celeron搭載モデル（NB9/90R）とPentium 4搭載モデル（NB9/1600L）が追加された。
- 2002年夏モデル - NB10AR・NB10A・NB10AL・NB12AC・NB12A・NB14A
搭載CPUを全てインテル製に統一した。
- 2002年冬モデル - NB14B/R・NB14B・NB15B・NB15B/S・NB15B/T・NB16B・NB16B/M・NB18B
14.1型液晶のCPUがAMD Athlon XPに変更。ファミリーネットワークステーションセットモデル（NB15B/S）やTVチューナー内蔵モデル（NB15B/T・NB18B）が追加される。
- 2003年春モデル - NB16C/R・NB16C/A・NB16C・NB16C/V・NB16C/T・NB16C/ST・NB18C・NB18C/T
曲面を使った新ボディデザインになる。
- 2003年夏モデル - NB18D・NB18D/F・NB18D/L・NB18D/V・NB18D/D・NB19D・NB19D/D
AMD Athlon XP搭載モデルがなくなり、再びintel製CPUに統一。
- 2003年冬モデル - NB50E・NB53E・NB55E・NB55E/T・NB70E・NB70E/T
14.1型液晶モデルがなくなり、全て15型液晶に。
- 2004年春モデル - NB50G・NB55G・NB55G/T・NB70G・NB75G・NB75G/T・NB50GN・NB75GN
このモデルより、高機能タイプのBIBLO NB70シリーズとベーシックタイプのBIBLO NB50シリーズの2ラインに分かれる。また、NB75G・NB75G/T・NB75GNにはintel Pentium Mプロセッサが搭載される。
- 2004年夏モデル - NB50H・NB55H・NB55H/T・NB70H/T・NB75H・NB75H/T・NB50HN・NB75HN・NB75HN/T
- 2004年冬モデル - NB50J・NB55J・NB55J/T・NB75J・NB80J・NB90J/T・NB90J/TS・NB50JN・NB80JN・NB90JN/T
このモデルより区分けが変わり、TVチューナーを搭載したBIBLO NB/TVシリーズとスタンダードタイプのBIBLO NBシリーズとなった。また、BIBLO NB/TVシリーズには「FMVステーション」セットモデル（NB90J/TS）が、NBシリーズにはAMD Athlon 64搭載モデル（NB80J）が追加された。
- 2005年春モデル - NB50K・NB55K・NB55K/T・NB75K・NB75K/T・NB80K・NB90K/T・NB90K/TS・NB50KN・NB80KN・NB90KN/T
- 2005年夏モデル - NB50L・NB55L・NB55L/T・NB60L/W・NB75L・NB75L/T・NB75L/TS・NB80L・NB90L/W・NB50LN・NB75LN/T・NB90LN/W
このモデルより、BIBLO NBシリーズのAMD製CPU搭載モデルがTurion 64にグレードアップする。また、BIBLO NB/TVシリーズには17型ワイド液晶モデル（テンキー標準装備）が新たにラインナップされた。
- 2005年秋冬モデル - NB40M・NB50M・NB55M・NB55M/T・NB60M/W・NB75M・NB75M/T・NB75M/TS・NB80M・NB90M/W・NB40MN・NB75MN・NB75MN/T・NB90MN/W
BIBLO NBシリーズにAMD Sempron搭載のエントリーモデル（NB40M）が追加された。
- 2006年春モデル - NB40R・NB50R・NB55R・NB55R/T・NB55R/TS・NB75R・NB75R/T・NB80R・NB40RN・NB75RN・NB75RN/T
BIBLO NB/TVシリーズから17型ワイド液晶モデルがなくなる（BIBLO NXシリーズへの統合）。
- 2006年夏モデル - NB40S・NB50S・NB55S・NB55S/T・NB55S/TS・NB70S・NB75S・NB75S/T・NB80S・NB40SN・NB75SN・NB75SN/T
BIBLO NBシリーズではフラットポインタに直接ペン入力ができるフラットポイントデジタイザを新搭載（一部機種のみ）。
- 2006年秋冬モデル - NB50T・NB50T/T・NB50T/TS・NB70T・NB75T/T・NB70TN
再びNBシリーズに統合。
- 2007年春モデル - NB50U・NB55U/D・NB50UN・NB55UN/D
地上デジタル放送に対応。2007年夏モデル以降はワイド画面タイプのBIBLO NFシリーズへ継承。

#### BIBLO NHシリーズ
大型液晶・デスクトップ用高速CPU搭載のハイスペックノート。（発売時期：2003年春～2004年冬）
- 2003年春モデル - NH24C・NH26C
シリーズ初代モデル。15型液晶とintel Pentium 4搭載。当時のノートパソコンとしては国内メーカー最大級とも言うべきCPUクロック数(DESKPOWERと同等クラス)でもあった。そのため、バッテリーの持ち時間も他の機種と比較しても短い。
- 2003年夏モデル - NH28D・NH24D
- 2003年冬モデル - NH50E・NH70E・NH90E/T
画面が一回り大きくなり16.1型に。また、Celeron搭載モデル（NH50E）とTVチューナー搭載モデル（NH90E/T）を追加。
- 2004年春モデル - NH50G/T・NG90G/T・NG90GN
全機種TVチューナー付になり、TVチューナーなしモデルがなくなる。
- 2004年夏モデル - NH50H/T・NG90H/T・NG90HN
- 2004年冬モデル - NH70J
最終モデルはTVチューナーが省かれた。2005年春モデル以降は同時期に登場した一回り大きい17型ワイド液晶を搭載したBIBLO NXシリーズへ継承。

#### BIBLO MRシリーズ
intel Pentium 4を搭載したスタイリッシュスリムノート。なお、発売はわずか半年程度だった。（発売時期：2002年夏～2002年冬）
- 2002年夏モデル - MR16A・MR16AH
発売当初のモデル。MR16Aは14.1型液晶を、MR16AHは15型液晶をそれぞれ搭載。Officeなしの設定。
- 2002年冬モデル - MR16B
15型液晶のみとなり、Office XP Personalを搭載。

#### BIBLO NEシリーズ
BIBLOのA4スタンダードタイプとして登場。晩年はA4ノートの高機能モデルとなった。（発売期間：1998年夏～2002年夏）
- 1998年夏モデル - NEVII20D・NEVII20・NEBII23X
初代は12.1型又は13.3型液晶、MMXテクノロジintel Pentiumプロセッサを搭載。
- 1998年冬モデル - NEVIII23・NEVIII23X
上位機種のNEVIII23Xはintel Pentium IIにグレードアップ。
- 1999年春モデル - NEIX26・NEIX26X
下位機種のNEIX26はintel Celeronに変更。
- 1999年夏モデル - NE/33E・NE/33・NE/36X・NE/36L・NE/36LA
14.1型タイプを追加。
- 1999年冬モデル - NE2/40E・NE2/45・NE2/43L・NE2/43LR・NE2/450L・NE2/450LR
AMD-K6-2-Pプロセッサ搭載モデル（NE2/45）を追加。上位モデルのCPUがintel Pentium IIIにグレードアップ。13.3型液晶モデルを廃止。
- 2000年春モデル - NE3/43E・NE3/45・NE3/45LK・NE3/45L・NE3/45LR・NE3/45LW・NE3/500L・NE3/500LR
- 2000年夏モデル - NE4/45K・NE4/50C・NE4/50D・NE4/50R・NE4/50W・NE4/600D・NE4/600R・NE4/700HR
- 2000年冬モデル - NE5/60C・NE5/60D・NE5/60W・NE5/600R・NE5/650D・NE5/650R・NE5/800HR
全機種14.1型液晶に。
- 2001年春モデル - NE6/60C・NE6/65R・NE6/650R・NE6/650W・NE6/700B・NE6/750R・NE6/750B・NE6/850HB
多機能パネル「i-Panel」を搭載。
- 2001年夏モデル - NE7/75・NE7/75W・NE7/800・NE7/800W・NE7/850H・NE7/1000H
- 2001年冬モデル - NE8/85・NE8/900・NE8/900W・NE8/1000H
- 2002年春モデル - NE9/1000・NE9/1130・NE9/1130M
CPUが全機種Pentium IIIに統一。
- 2002年夏モデル - NE12A・NE12AB・NE12AT
全機種USBカメラ&ヘッドセットが付属し、NE12ABはBluetooth内蔵のAIRJUKEが、NE12ATはワイアレスTVステーションが付属品として付いていた。

#### BIBLO NJシリーズ
12.1型液晶搭載のスタイリッシュモデル。intel Celeron搭載。（発売期間：2000年夏～2000年冬）
- 2000年夏モデル - NJ4/45C・NJ4/45D
- 2000年冬モデル - NJ5/55C

#### BIBLO NRシリーズ
拡張性に優れたマルチベイ構造を採用したスリムノート。intel Celeron搭載（発売期間；1999年春～1999年夏）
- 1999年春モデル - NRIX26X・NRIX30L
14.1型液晶搭載。
- 1999年夏モデル - NR/33X
一回り小さい13.3型に。

#### BIBLO NUシリーズ

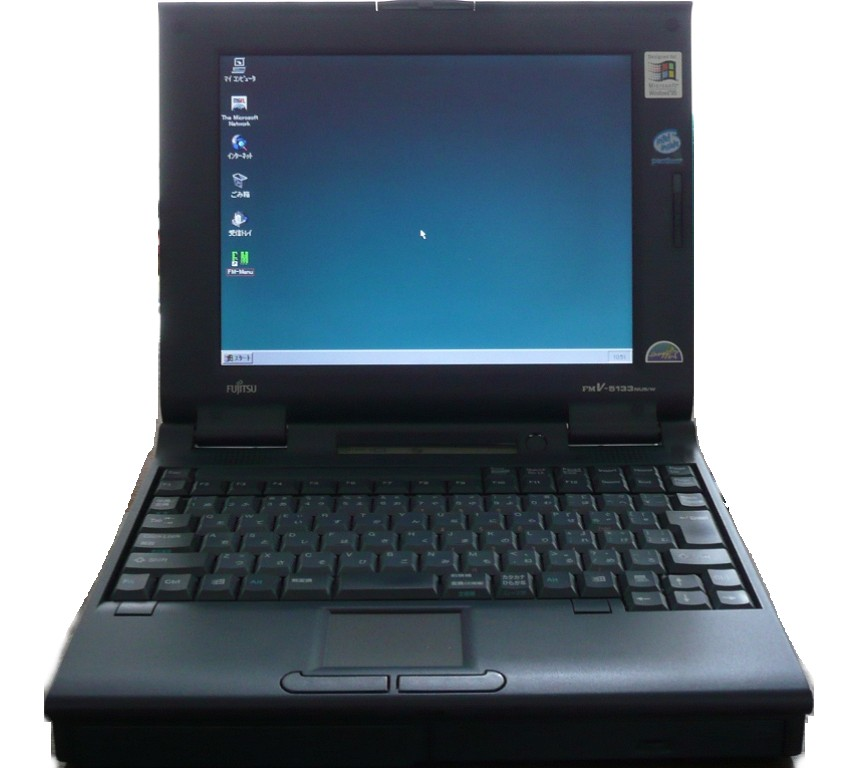
BIBLO 5133NU5/W

FMV初代から発売されていたスタンダードノート（発売期間：1996年春～1998年冬）
- 1996年春モデル - 575NU/Y・575NU/W
当初は10.4型液晶、Pentiumを搭載していた。
- 1996年冬モデル - 5120NU2/Y・5120NU2/W
11.3型に大型化。
- 1997年春モデル - 5120NU2/Y・5120NU2/W・5133NU5/W
オールインワンタイプの新機種を追加。
- 1997年夏モデル - 5133NU6/Y・5133NU6/W・NU13D・NU13・NU15
- 1997年冬モデル - NUIII13D・NUIII13・NUIII16
- 1998年春モデル - NUV16D・NUV16・NUV16X
- 1998年夏モデル - NUVII23D・NUVII23・NUVI23D・NUVI23
- 1998年冬モデル - NUVIII23

#### BIBLO NAシリーズ
FMV初代から発売されていたハイスペックノート。（発売期間：1996年春～1997年春）
- 1996年春モデル - 5100NA/W
- 1996年夏モデル - 5120NA2/W・5133NA2/W
- 1996年冬モデル - 5133NA3/W・5150NA3/W・5150NA3/X
- 1997年春モデル - 5133NA5/W・5150NA5/W・5166NA5/X

#### BIBLO RSシリーズ
ノートパソコンを縦に置いたような「スタンディングスタイル」を採用。LIFEBOOK FHシリーズ（旧・DESKPOWER Fシリーズ）のような現在の「ボードPC」を思わせる異色モデルだった。（発売期間：2003年夏～2004年春）
- 2003年夏モデル - RS18D・RS18D/T・RS18D/D・RS18D/ST
CPUは全機種AMD Athlon XP-Mを搭載。TVチューナー内蔵モデルやファミリーネットワークステーションTセットモデルもラインナップされていた。
- 2003年冬モデル - RS50E/T・RS55E/T
TVチューナー内蔵モデルに統一。
- 2004年春モデル - RS50G/T

#### BIBLO MFシリーズ
一回り小さいB5サイズのモバイルノートパソコン。12.1型液晶を搭載している。（発売期間：1999年春～2001年夏）
- 1999年春モデル - MFIX26
外付タイプのCD-ROMドライブ（マルチベイタイプ）が付属品として付いていた。
- 1999年夏モデル - MF/33
- 1999年冬モデル - MF2/40・MF2/400X
マルチベイタイプのCD-ROMドライブが本体内蔵型に。
- 2000年春モデル - MF3/45・MF3/500X
- 2000年夏モデル - MF4/45D・MF4/600R
- 2000年冬モデル - MF5/55D・MF5/600R・MF5/600W
MF5/600Wは本体だけでインターネットに接続できるH"in（エッジイン）モジュールを内蔵。
- 2001年春モデル - MF5/600W・MF6/55R・MF6/600R
- 2001年夏モデル - MF7/60R・MF7/600W・MF7/700
2001年冬モデル以降は画面が一回り大きくなったBIBLO MGシリーズへ。

#### BIBLO NSシリーズ
13.3型液晶を採用した薄型A4スタンダードノート。（発売期間：1998年冬～1999年春）
- 1998年冬モデル - NSVIII23X
- 1999年春モデル - NSIX26X

#### BIBLO NPシリーズ
12.1型液晶を搭載した拡張性と携帯性に優れた多機能モデル。（発売期間：1996年冬～1998年夏）
- 1996年冬モデル - 5133NP/W モデルST
- 1997年春モデル - 5133NP/W・5133NP5/W
- 1997年夏モデル - 5133NP6/W・NP13
- 1997年冬モデル - NPIII16
- 1998年春モデル - NPV16D・NPV20
- 1998年夏モデル - NPVII20D・NPVII23

#### BIBLO MCシリーズ
タッチパネル式液晶を搭載したペンタッチ操作もできる小型モバイルノート。（発売期間：1998年冬～2000年夏）
- 1998年冬モデル - MCVIII23
8.4型液晶を搭載。
- 1999年春モデル - MCIX23
- 1999年夏モデル - MC/30
- 1999年冬モデル - MC2/40・MC2/40S
画面が大きくなり10.4型液晶に。また、CCDカメラが付属品として付く。CD-ROMドライブは外付け(別売り)。なおMC2/40Sは親指シフト配列キーボード搭載モデルで、CCDカメラは付属しない。
- 2000年春モデル - MC3/45・MC3/45S
CCDカメラ付属。CD-ROMドライブは外付け(別売り)。タッチパネルディスプレイは800×600ドット。MC3/45Sは親指シフト配列キーボード搭載モデル。
- 2000年夏モデル - MC4/45c・MC4/45CS
タッチパネルとしては珍しい1,024×768ドット液晶ディスプレイを搭載。CCDカメラ付属。外付けCD-ROMドライブは標準添付に変更された。Office 2000 Personalがプリインストールされる。MC4/45CSは親指シフト配列キーボードモデルで、CCDカメラは付属せず、ワープロソフトとしてOASYS V7が搭載される。

#### BIBLO NCシリーズ
高性能CPUを搭載したサブノートにも最適なモデル。（発売時期：1996年冬～1998年夏）
- 1996年冬モデル - 5100NC/S
このモデルは1997年春まで継続販売された。
- 1997年夏モデル - NC13D
- 1998年春モデル - NCIII13・NCIII13D
- 1998年夏モデル - NCVII20D・NCVII20・NCVI20D・NCVI20

#### BIBLO NLシリーズ
大型液晶を搭載したB5サイズのサブノート。（発売時期：1996年春～1996年夏）
- 1996年春モデル - 575NL/S・5100NL/T
- 1996年夏モデル - 5100NL/Y・5100NL/W

#### BIBLO LOOX Cシリーズ
2009年秋冬モデルから登場した新シリーズで、11.6型ワイド液晶（フルワイドXGA）を搭載。超低電圧版のCPUや2GBメモリ、大容量HDDとモバイルノート並みの性能があり、ネットブックとは一線を画すモデルである。（発売時期：2009年秋冬～2010年春）
- 2009年秋冬モデル - LOOX C/E50・LOOX C/E70
カラーはシャイニーブラック、マリンブルー、ルビーレッドの3色から選べ、超低電圧版Core 2 Duoモデルも用意されている。このモデルは2010年春モデルまで継続販売された。

#### BIBLO LOOX Mシリーズ
当社初のネットブックモデル。一般的なネットブックの基本性能を持ちながら、MGや他のLOOXと同等の高い堅牢性、「マイリカバリ」を搭載するなど、富士通ならではの安心性能も持たせている。（発売時期：2009年夏～2010年春）
- 2009年夏モデル - LOOX M/D10
ボディカラーはミルクホワイト、ルビーレッド、WEB MART限定カラーのシャイニーブラックの3色を用意している。
- 2009年夏モデル（マイナーチェンジモデル） - LOOX M/D15
発売わずか2ヶ月でマイナーチェンジ。カラーラインナップを強化（新色ライトラベンダーの追加と、シャイニーブラックの拡大設定）し、基本性能（CPU性能、ディスプレイ解像度）が向上された。また、新たにOffice 2007 2年間ライセンス版搭載モデルを新たに設定した（店頭販売モデルでは一部カラーのみ、WEB MARTでは全色で設定できる）。なお、WEB MARTでは、一部カラーでライセンス期限がない通常のOffice 2007を搭載したモデルも用意する。
- 2009年秋冬モデル - LOOX M/E10
OSをWindows 7 Starterに変更し、HDDを250GBに増量。また、ルビーレッドとミルクホワイトには前モデルに引き続き、Office 2007 2年間ライセンス版搭載モデルを設定している。
- 2010年春モデル - LOOX M/G30
丸みのあるシンプルなデザインに一新。ディスプレイ解像度を1366×768ドット（Full Wide XGA）に上げた。また、指先で円を描くだけで上下スクロールができる「スクロールパッド」を備えた。カラーラインナップは3色に変更し、シャイニーブラックにもOffice 2007 2年間ライセンス版搭載モデルを設定。OfficeなしモデルにはモバイルWiMAXを搭載した。2010年3月には追加モデルとして桃華絵里がデザインプロデュースしたピンク基調の"「モモエリ」スペシャルコラボレーションモデル"を設定した（同モデルはOfficeなしのみ設定）。

#### BIBLO LOOX Uシリーズ（第2シリーズ）
2009年夏モデルまで販売されていたBIBLO LOOX Uシリーズが片手で持てる折りたたみタイプのUMPCとして復活。約495gの超軽量ボディで手軽に持ち運べ、Windows タッチ対応でタッチ操作も可能。モバイルWiMAX搭載で高速モバイル通信もできる。（発売期間：2010年春～2010年夏）
- 2010年春モデル LOOX U/G90・LOOX U/G90N
3色のカラーバリエーションを用意、カスタムメイドモデルではOSをWindows XP Home Editionに選択できる他、期間限定で、NIGO®プロデュースのブランド「A BATHING APE®」とのスペシャルコラボレーションモデルを用意した。なお、2010年夏モデルまで継続販売された。

#### BIBLO LOOX Rシリーズ
以前発売されていたBIBLO LOOX Tシリーズから引き継いだ大画面モバイル。12.1型ワイド液晶と長寿命バッテリーを搭載する。法人向けモデルLIFEBOOK Rシリーズの個人向け仕様である。なお、2009年秋冬モデルからはシリーズ名から"LOOX"が取れ、ビジネスモバイルノートであるBIBLO Rシリーズへ継承された。（発売期間：2008年春～2009年夏）
- 2008年春モデル - LOOX R70Y・LOOX R70YN・LOOX R70YNX
カスタムメイドモデルのR70YNは4色のカラーバリエーションから選択可能。またR70YNXはNTTドコモのFOMAHIGH - SPEEDに対応したワイアレスWANを内蔵。
- 2008年夏モデル - LOOX R/A50・LOOX R/A70・LOOX R/A70N
これまでのWindows Vista Business搭載モデルに加え、Windows Vista Home Premium搭載モデルが追加された。また、カスタムメイドモデルはカラーバリエーションを7色に拡大。グロスブラックには前モデルに引き続き、ワイアレスWAN搭載モデルがラインナップされる。
- 2008年秋冬モデル - LOOX R/B50・LOOX R/B70・LOOX R/B70N
上位機種のLOOX R/B70がCentrino 2に対応。カスタムメイドモデルのカラーバリエーションは8色に。
- 2009年春モデル - LOOX R/C50・LOOX R/C70・LOOX R/C70N
上位機種のLOOX R/C70には新たに128GBのSSDを搭載。グラデーションカラーの廃止によりカスタムメイドモデルのカラーバリエーションは5色となる。
- 2009年夏モデル - LOOX R/D50・LOOX R/D70・LOOX R/D50N・LOOX R/D70N
CPU性能をアップ。カスタムメイドモデルのカラーバリエーションが4色になる。また、2009年7月にはカスタムメイドモデルのLOOX R/D70Nに最新の高速無線通信技術に対応したモバイルWiMAX内蔵モデルを新たに設定。

#### BIBLO LOOX Tシリーズ
エンターテイメント性に優れた小型モバイル。2008年からは画面が大きくなったLOOX Rシリーズに継承された。（販売期間：2000年冬～2007年秋冬）
- 2000年冬モデル - LOOX T5/53・LOOX T5/53W
シリーズ初代モデル。Crusoeを搭載した10型ワイド。LOOX T5/53WにはH"inモジュールを内蔵。
- 2001年夏モデル - LOOX T7/63・LOOX T7/63W
- 2001年冬モデル - LOOX T8/80・LOOX T8/80W
フルモデルチェンジ。画面サイズが10.6型となり、モバイル・マルチベイ構造を採用。また、モジュール内蔵モデルの仕様がAir H" inに変更。
- 2002年春モデル - LOOX T9/80M・LOOX T9/80W
- 2002年夏モデル - LOOX T86A・LOOX T86AW
- 2002年冬モデル - LOOX T93B・LOOX T93B/W
- 2003年春モデル - LOOX T93C・LOOX T93C/W
- 2003年夏モデル - LOOX T60D・LOOX T60D/W・LOOX T90D
フルモデルチェンジ。CPUがintel製の超低電圧版CPUに変更（Celeron M又はPentium M）。
- 2003年冬モデル - LOOX T50E・LOOX T50E/W・LOOX T70E
- 2004年春モデル - LOOX T50G/W・LOOX T55G・LOOX T70G・LOOX T70GN
このモデルより、カスタムメイドモデルを追加。
- 2004年夏モデル - LOOX T50H・LOOX T70H・LOOX T70HN
このモデルで、AIR-EDGE inモジュール搭載モデルがなくなる。また、ボディカラーがブラックとホワイトの2色展開になる。
- 2004年冬モデル - LOOX T50J・LOOX T70J・LOOX T70JN
- 2005年春モデル - LOOX T50K・T70K・T70K/T・T70KN
モバイル・マルチベイ技術を応用したTVチューナー・ユニット搭載モデルを追加。
- 2005年夏モデル - LOOX T70L・LOOX T75L・LOOX T75L/T・LOOX T75LN
TVチューナーが本体内蔵型になり、ユニットの差し替えが不要に。
- 2005年秋冬モデル - LOOX T50M・LOOX T70M・LOOX T70M/T・LOOX T70MN
新ボディカラー「マーズレッド」を追加。「レザーブラック」はカスタムメイドモデル限定色となる。
- 2006年春モデル - LOOX T50R・LOOX T70R・LOOX T70R/T・LOOX T50RN・LOOX T70RN
このモデルより、カスタムメイドモデルのカラーが9色展開になる。
- 2006年夏モデル - LOOX T50S・LOOX T70S・LOOX T70S/V・LOOX T50SN・LOOX T70SN
TVチューナー搭載モデルにはワンセグチューナーが搭載される。このモデルは2006年秋冬まで継続販売された。
- 2007年春モデル - LOOX T50U・LOOX T50U/V・LOOX T70U・LOOX T50UN・LOOX T70UN
上位機種のCPUがintel Core Soloにグレードアップ。
- 2007年夏モデル - LOOX T50W・LOOX T50W/V・LOOX T70W・LOOX T50WN・LOOX T70WN
上記機種のCPUがintel Core Duoになる。
- 2007年秋冬モデル - LOOX T70X・LOOX T70XN・LOOX T70XNX
CPUがintel Core 2 Duoに。またワイアレスWANモデルが追加された。

#### BIBLO LOOX Sシリーズ
BIBLO LOOX Tシリーズと共に登場した小型モバイル。こちらは基本性能に特化したコンパクトタイプ。当初は56kbpsモデム内蔵モデルとPHSモジュール内蔵モデルの2種類だったが、2002年夏モデルより無線LAN（IEEE 802.11b）内蔵モデルが登場。CPUは一貫してCrusoeを採用していた。（発売期間：2000年冬～2003年夏）
- 2000年冬モデル - LOOX S5/53・LOOX S5/53W
8.8型ワイド液晶搭載。LOOX S5/53WはH"inモジュール内蔵型。
- 2001年夏モデル - LOOX S7/60・LOOX S7/60W
- 2001年冬モデル - LOOX S8/70・LOOX S8/70W
フルモデルチェンジし、8.9型ワイドとなる。また、モジュール内蔵モデルの使用がAir H" inに変更。
- 2002年春モデル - LOOX S9/70・LOOX S9/70W
- 2002年夏モデル - LOOX S73A・LOOX S73AW
- 2002年冬モデル - LOOX S80B・LOOX S80B/W
- 2003年春モデル - LOOX S80C・LOOX S80C/W
このモデルは2003年夏まで継続販売されていた。

#### BIBLO LOOX Qシリーズ
12.1型ワイド液晶を搭載。軽さと薄さにこだわったウルトラライト・スリムモバイル。カスタムメイド限定モデルである。先に発売された法人向けモデルLIFEBOOK Qシリーズを個人向け仕様に変更した。（販売期間：2006年秋冬～2007年夏）
- 2006年秋冬モデル - LOOX Q70TN
- 2007年春モデル - LOOX Q70UN
このモデルは2007年夏まで継続販売された。

### 法人向けモデル
これらのモデルは日本電気のVersaProやレノボのThinkPadなどと同様、個人向けのアプリケーションなどが最小限に抑えられていることが特徴であり、さらに同社のBIBLOシリーズよりも安価な事もあり、やはり法人向けのみならず、パワーユーザーからも人気が高い。なおコンシューマー向けよりも堅牢性を重視するのが早かった。ただし、前述の2つのシリーズと比して家電量販店で見かけることはまず無いので、主に購入方法としては富士通直営の「WEB MART」などで購入することになる。2010年4月発売モデルからは法人向けデスクトップモデルと共に「FMV」が取れ「LIFEBOOK」となった。

#### LIFEBOOK Hシリーズ
圧倒的な性能と優れたグラフィック性能を兼ね備えた最高峰モデル。モバイルワークステーションとしての一面を持つ。（発売期間：2005年上期～2008年上期）
- 2005年下期モデル - H8210
- 2006年上期モデル - H8220
- 2006年下期モデル - H8230
- 2007年上期モデル - H8240
- 2007年下期モデル - H8250
- 2008年上期モデル - H8260

#### LIFEBOOK Xシリーズ
RAID 1（ミラーリング）対応A4ハイパフォーマンスモデル。従来のLIFEBOOK NA/Hシリーズを継承。筐体やハード構成もそのままであった。（発売期間：2005年上期）
- 2005年上期モデル - X8200

#### LIFEBOOK Nシリーズ
17.3型ワイド・高解像度液晶を搭載した大画面スタンダードモデル。（発売期間：2012年上期～2012年下期）
- 2012年上期モデル - N532/E

#### LIFEBOOK Eシリーズ
新世代技術とセキュリティ機能を充実したA4ハイスペックモデル。従来のLIFEBOOK NA/Lシリーズを継承。基本的には光学ドライブはホットスワップなる取り外し可能なドライブ搭載である。（発売期間：2005年上期～）
- 2005年上期モデル - E8200・E8300
- 2005年下期モデル - E8110・E8210・E8310
- 2006年上期モデル - E8120・E8220
- 2006年下期モデル - E8230
- 2007年上期モデル - E8140・E8240
- 2007年下期モデル - E8250
- 2008年上期モデル - E8260
- 2008年下期モデル - E8270
- 2009年上期モデル - E8280
- 2009年下期モデル - E8290
- 2010年上期モデル - E780/A
- 2010年下期モデル - E780/B
- 2011年上期モデル - E741/C・E751/C
- 2011年下期モデル - E741/D・E751/C（継続）
- 2012年上期モデル - E742/E・E752/E
- 2012年下期モデル - E742/F・E752/F
- 2013年上期モデル - E733/G・E743/G・E752/F（継続）・E753/G（4機種とも2013年下期まで継続販売）
- 2014年上期モデル - E544/J（2014年6月発表）・E554/J（2014年6月発表）・E734/H・E744/H・E752/F（2014年5月まで継続販売）・E754/H
- 2014年下期モデル - E544/J（継続）・E554/J（継続）・E734/K・E744/K・E754/K（E544/J・E554/Jは2015年上期まで継続販売、E734/K・E744/K・E745/Kは2016年1月まで発売）
- 2015年下期モデル - E546/M・E556/M・E736/M・E746/M・E756/M（5機種共に2016年1月発表、E546/M・E556/M・E746/Mは2016年上期まで継続販売）
- 2016年下期モデル - E546/P・E547/P（2017年1月発表）・E556/P・E557/P（2017年1月発表）・E736/M（継続）・E736/P・E746/P・E756/M（継続）・E756/P
- 2017年上期モデル - E546/P（継続）・E547/P（継続）・E547/R（2017年8月発表）・E556/P（継続）・E557/P（継続）・E557/R（2017年8月発表）・E736/P（継続）・E746/P（継続）・E756/P（継続）
- 2017年下期モデル - E546/P（継続、2018年1月まで）・E547/R（継続、2018年1月まで）・E548/S（2018年1月発表、2018年下期まで継続）・E556/P（継続、2018年1月まで）・E557/R（継続、2018年1月まで）・E558/S（2018年1月発表、、2018年下期まで継続）・E736/P（継続）・E746/P（継続）・E756/P（継続）
- 2019年上期モデル - E549/A・E559/A
- 2020年上期モデル - E5410/D・E5510/D（2機種とも2020年5月発表）

#### LIFEBOOK Aシリーズ
A4エントリーモデルのワイド液晶タイプ。（発売期間：2007年下期～）
- 2007年下期モデル - A8250（販売は2007年12月まで）・A8255（2008年1月発表）
- 2008年上期モデル - A8260
- 2008年下期モデル - A8270、A2200
- 2009年上期モデル - A8280、A2210
- 2009年下期モデル - A8290・A8295・A8390（2010年1月発表）、A2220
- 2010年上期モデル - A8295（継続）・A540/A・A550/A
- 2010年下期モデル - A540/B・A550/B
- 2011年上期モデル - A540/C・A561/C
- 2011年下期モデル - A561/D
- 2012年上期モデル - A531/D・A552/E・A572/E
- 2012年下期モデル - A512/F・A552/F・A572/F
- 2013年上期モデル - A512/F（継続）・A553/G・A573/G・A743/G
- 2013年下期モデル - A553/H・A574/H・A774/H（3機種とも2014年上期まで継続発売）
- 2014年下期モデル - A574/K・A744/K（2機種とも2015年上期まで継続発売）
- 2015年下期モデル - A574/M・A744/M
- 2016年上期モデル - A574/M（継続）・A576/N・A744/M（継続）・A746/N
- 2016年下期モデル - A576/N（継続）・A576/P・A577/P（2017年1月発表）・A746/N（継続）・A746/P・A747/P（2017年1月発表）
- 2017年上期モデル - A576/N（継続、2017年8月まで）・A576/P（継続）・A576/R（2017年8月発表）・A577/P（継続）・A577/R（2017年8月発表）・A746/N（継続、2018年8月まで）・A746/P（継続）・A746/R（2017年8月発表）・A747/P（継続）・A747/R（2017年8月発表）
- 2017年下期モデル - A576/R（継続、2018年1月まで）・A576/S（2018年1月発表）・A577/R（継続、2018年1月まで）・A577/S（2018年1月発表）・A746/R（継続、2018年1月まで）・A746/S（2018年1月発表）・A747/R（継続、2018年1月まで）・A747/S（2018年1月発表）・A748/S（2018年1月発表）
- 2018年上期モデル - A576/S（継続）・A577/S（継続、2018年8月まで）・A577/T（2018年8月発表）・A746/S（継続）・A747/S（継続、2018年8月まで）・A747/T（2018年8月発表）・A748/S（継続、2018年8月まで）・A748/T（2018年8月発表）
- 2018年下期モデル - A576/S（継続）・A577/T（継続）・A577/V（2019年1月発表）・A746/S（継続）・A747/T（継続）・A747/V（2019年1月発表）・A748/T（継続）・A748/V（2019年1月発表）
- 2019年上期モデル - A579/A（2019年5月発表）・A579/B（2019年7月発表）・A749/A（2019年5月発表）・A749/B（2019年7月発表）
- 2019年下期モデル - A579/B（継続、2020年1月まで）・A579/C（2020年1月発表）・A749/B（継続、2020年1月まで）・A749/C（2020年1月発表）
- 2020年上期モデル - A5510/D・A7510/D（2機種とも2020年5月発表）
- 2020年下期モデル - A5510/E・A5510/F（2021年1月発表）・A7510/E・A7510/F（2021年1月発表）
- 2021年上期モデル - A5511/G・A7511/G

#### LIFEBOOK Cシリーズ
A4エントリーモデル。従来のLIFEBOOK NU/Lシリーズを継承。（発売期間：2005年上期～2007年下期）
- 2005年上期モデル - C8200
- 2005年下期モデル - C8210
- 2006年上期モデル - C8220
- 2006年下期モデル - C8230
- 2007年上期モデル - C8240
- 2007年下期モデル - C8250

#### LIFEBOOK Sシリーズ
13.3型液晶を搭載した大画面スリムモバイルノート。従来のLIFEBOOK MR・LIFEBOOK MG/H・LIFEBOOK MGシリーズを統合。（発売期間：2005年上期～2020年下期(2020年1月)）
- 2005年上期モデル - S8200・S8205・S8300・S8305
- 2005年下期モデル - S8210・S8215
- 2006年上期モデル - S8120・S8125・S8220・S8225
- 2006年下期モデル - S8230・S8235
- 2007年上期モデル - S8240・S8245・S8340
- 2007年下期モデル - S8250・S8350
- 2008年上期モデル - S8360
- 2008年下期モデル - S8370・S8470
- 2009年上期モデル - S8380・S8390
S8390は追加モデルで、遠隔操作によりデータ消去（復元の為の暗号鍵を消去してHDD内のデータを復元をできなくする）ができる「CLEARSURE（クリアシュア）」対応モデル。
- 2009年下期モデル - S8390（継続）・S8490（2010年1月発表）
- 2010年上期モデル - S8390（継続）・S560/A
- 2010年下期モデル - S560/B
- 2011年上期モデル - S751/C・S761/C
- 2011年下期モデル - S751/C（継続）・S761/D
- 2012年上期モデル - S752/E・S762/E
- 2012年下期モデル - S752/F・S762/F
- 2013年上期モデル - S752/F（継続）・S762/G
- 2013年下期モデル - S752/F（継続）・S762/G（継続）・S904/H（2014年3月まで発売）
- 2014年上期モデル - S904/J（2014年4月発表、2014年下期移行後も継続販売）
- 2015年上期モデル - S935/K
- 2015年下期モデル - S935/K（継続）・S936/M（2016年1月発表）※2機種共に2016年上期移行後も継続販売
- 2016年下期モデル - S936/M（継続）・S936/P
- 2017年上期モデル - S936/M（継続、2017年8月まで）・S936/P（継続）・S937/P・S937/R（2017年8月発表）
- 2017年下期モデル - S936/P（継続）・S937/R（継続、2018年1月まで）・S937/S（2018年1月発表）・S938/S（2018年1月発表）※S936/P・S937/S・S938/Sは2018年8月まで継続販売
- 2018年上期モデル - S937/T・S938/T（2機種共に2018年8月発表）
- 2018年下期モデル - S937/T（継続）・S937/V（2019年1月発表）・S938/T（継続）・S938/V（2019年1月発表）
- 2019年上期モデル - S938/B（2019年7月発表）

#### LIFEBOOK Uシリーズ（第2期）
14型ワイド液晶を搭載したウルトラスリムモバイルノート（法人向けのUltrabook）。なお、シリーズ名としては約3年ぶりに復活しているが、超小型タブレットPCとして発売していた第1期モデルとは全く異なる仕様となっている。（発売期間：2012年上期～）
- 2012年上期モデル - U772/E
- 2012年下期モデル - U772/F
- 2013年上期モデル - U772/G
- 2013年下期モデル - U772/G（継続）・U904/H（2機種とも2014年下期まで継続販売）
- 2015年上期モデル - U745/K（2016年1月まで発売）
- 2015年下期モデル - U745/M（2016年1月発表）
- 2016年下期モデル - U727/P（2017年1月発表）・U745/M（継続）・U747/P（2017年1月発表）・U757/P（2017年1月発表）・U937/P（2017年1月発表）
- 2017年上期モデル - U727/P（継続）・U727/R（2017年8月発表）・U747/P（継続）・U747/R（2017年8月発表）・U757/P（継続）・U757/R（2017年8月発表）・U937/P（継続、2017年8月まで）・U937/R（2017年8月発表） ※U727/R・U747/R・U757/R・U937/Rは2018年1月まで継続販売

U937/Rは働き方改革支援モデル
- 2017年下期モデル - U728/S・U748/S・U758/S・U938/S（4機種共に2018年1月発表）
- 2018年上期モデル - U728/S（継続）・U748/S（継続）・U758/S（継続）・U938/S（継続、2018年8月まで）・U938/T（2018年8月発表）
- 2018年下期モデル - U728/S（継続）・U748/S（継続）・U758/S（継続）・U938/T（継続）・U938/V（2019年1月発表）
- 2019年上期モデル - U939/A（2019年5月発表）・U939/B（2019年7月発表）・U939X/A（2019年5月発表）・U939X/B（2019年7月発表）
- 2019年下期モデル - U939/B（継続、2020年1月まで）・U939/C（2020年1月発表）・U939X/B（継続、2020年1月まで）・U939X/C（2020年1月発表）
- 2020年上期モデル - U7310/D・U7410/D・U7510/D・U9310/D・U9310X/D（5機種共に2020年5月発表）
- 2020年下期モデル - U7310/D（継続、2021年1月まで）・U7311/F（2021年1月発表）・U7410/D（継続）・U7510/D（継続）・U9310/E・U9311/F（2021年1月発表）・U9310X/E・U9311X/F（2021年1月発表）
- 2021年上期モデル - U7311/F（継続）・U7411/G・U7511/G・U9311/F（継続）・U9311X/F（継続）

#### LIFEBOOK Pシリーズ（第2期）
12.1型ワイド液晶を搭載したコンパクトスリムモバイルノート。従来発売されていた「LIFEBOOK Rシリーズ」の後継モデルである。なお、シリーズ名としては約1年ぶりに復活しているが、「LIFEBOOK Uシリーズ」同様、タブレットPCとして発売していた第1期モデルとは全く異なる仕様となっている。（発売期間：2010年上期～2013年下期、2016年下期～2019年上期）
- 2010年上期モデル - P750/A・P770/A
- 2010年下期モデル - P770/B
- 2011年上期モデル - P701/C・P771/C
- 2011年下期モデル - P701/C（継続）・P771/D
- 2012年上期モデル - P702/E・P772/E
- 2012年下期モデル - P702/F・P772/F
- 2013年上期モデル - P702/F（継続）・P772/G（2013年下期モデル移行後も継続販売）
- 2016年下期モデル - P727/P（2017年1月発表）
- 2017年上期モデル - P727/P（継続、2017年8月まで）・P727/R（2017年8月発表）

P727/Rは働き方改革支援モデル
- 2017年下期モデル - P727/R（継続、2018年1月まで）・P728/S（2018年1月発表、2018年上期・2018年下期モデル移行後も継続販売され、2019年5月をもって販売終了）

#### LIFEBOOK Rシリーズ
12.1型ワイド液晶を搭載したプレミアムモバイルノート。（発売期間：2007年下期～2009年下期）
- 2007年下期モデル - R8250（2008年1月発表・2008年上期まで継続販売）
- 2008年下期モデル - R8270
- 2009年上期モデル - R8280
- 2009年下期モデル - R8290

#### LIFEBOOK Bシリーズ
12.1型液晶を搭載したB5モバイルノート。従来のLIFEBOOK MTシリーズを継承。（発売期間：2005年上期～2008年上期）
- 2005年上期モデル - B8200
- 2005年下期モデル - B8210
- 2006年上期モデル - B8220
- 2006年下期モデル - B8230
- 2007年上期モデル - B8240
- 2007年下期モデル - B8250
- 2008年上期モデル - B8260

#### LIFEBOOK Qシリーズ
12.1型液晶を搭載したウルトラライト&スリム・モバイルノート。（発売期間：2006年上期～2007年上期）
- 2006年上期モデル - Q8220
- 2006年下期モデル - Q8230
- 2007年上期モデル - Q8240

#### バリューライン
低価格に抑えたバリューモデル。（発売期間：2003年上期～）
- 2003年上期モデル - 718NU4/BX・7180NU4/BX
- 2003年下期モデル - 720NU5/BX・722NU5/BX・7220NU5/BX
- 2004年上期モデル - 820NUBX・820NULX
- 2004年下期モデル - 830NU/LX・830MG/X
- 2005年上期モデル - C6200・J6200
- 2005年下期モデル - C6210・C6310・J6210
- 2006年上期モデル - C6220・C6320
- 2006年下期モデル - C6230・A6230
- 2007年上期モデル - C6240・A6240
- 2007年下期モデル - C6250・A6250（販売は2007年12月まで）・A6255（2008年1月発表）
- 2008年上期モデル - A6260
- 2008年下期モデル - A6270
- 2009年上期モデル - A6280
- 2009年下期モデル - A6290・A6390（2010年1月発表）
- 2010年上期モデル - A530/AX・A540/AX
- 2010年下期モデル - A530/AX（継続）・A540/BX
- 2011年上期モデル - A530/BX・A540/CX
- 2011年下期モデル - A561/DX
- 2012年上期モデル - A552/EX
- 2012年下期モデル - A512/FX
- 2013年上期モデル - A553/GX
- 2013年下期モデル - A553/HX（2014年上期まで継続発売）
- 2014年下期モデル - A574/KX（2015年上期まで継続発売）
- 2015年下期モデル - A574/MX
- 2016年上期モデル - A574/MX（継続）・A576/NX
- 2016年下期モデル - A576/PX・A577/PX（2017年1月発表）
- 2017年上期モデル - A576/PX（継続、2017年8月まで）・A576/RX（2017年8月発表）・A577/PX（継続、2017年8月まで）・A577/RX（2017年8月発表）
- 2017年下期モデル - A576/RX（継続、2018年1月まで）・A577/RX（継続、2018年1月まで）・A577/SX（2018年1月発表）
- 2018年上期モデル - A577/SX（継続、2018年8月まで）・A577/TX（2018年8月発表）
- 2018年下期モデル - A577/TX（継続）・A577/VX（2019年1月発表）
- 2019年上期モデル - A579/BX（2019年7月発表）
- 2019年下期モデル - A579/BX（継続、2020年1月まで）・A579/CX（2020年1月発表）
- 2020年上期モデル - A5510/DX（2020年5月発表）
- 2020年下期モデル - A5510/EX・A5510/FX（2021年1月発表）
- 2021年上期モデル - A5511/GX

#### LIFEBOOK NA（BIBLO LIFEBOOK NA）・NA/L・NA/Hシリーズ
大画面液晶を搭載したハイスペックモデル。ハイパフォーマンスモデルのNA/Hシリーズや中間に当たるNA/Lシリーズも存在していた。（発売期間：1998年～2004年下期）
- 1998年冬モデル - 6233NA2/L・6300NA2/L
- 1999年春モデル - 6266NA3/L・6366NA3/L
- 1999年冬モデル - 6500NA5/B
- 2000年春モデル - 6650NA6/B
- 2000年夏モデル - 6750NA7/B
- 2000年冬モデル - 6750NA8/L・6850NA8/B
- 2001年上期モデル - 6113NA9/B
- 2001年下期モデル - 6120NA
- 2002年上期モデル - 7000NA2
- 2002年下期モデル - 7000NA3
- 2003年上期モデル - 7000NA4
- 2003年下期モデル - 7000NA5・7000NA5/H
- 2004年上期モデル - 820NA・820NAL・820NAH
- 2004年下期モデル - 830NA/L・830NA/H

#### LIFEBOOK NU（BIBLO LIFEBOOK NU）・NU/E・NU/B・NU/Lシリーズ
トータルバランスに優れたスタンダードモデル。エントリーモデルとしてNU/E・NU/B・NU/Lシリーズのような派生シリーズも存在していた。（発売期間：1998年冬～2004年下期）
- 1998年冬モデル - 6233NU2/W・6233NU2/X・6300NU2/X
- 1999年春モデル - 6266NU3/W・6266NU3/X・6300NU3/X
- 1999年夏モデル - 633NU4C/W・6333NU4/Y・6333NU4/W・6333NU4/X・6366NU4/L・6400NU4/L
- 1999年冬モデル - 640NU5C/W・640NU5C/Y・643NU5C/X・643NU5C/L・6450NU5/L
- 2000年春モデル - 645NU6C/W・645NU6C/X・645NU6C/L・6500NU6/L
- 2000年夏モデル - 650NU7C/W・650NU7C/L・6600NU7/L・6650NU7/L
- 2000年冬モデル - 655NU8C/W・655NU8C/L・6700NU8/L
- 2001年上期モデル - 665NU9E・675NU9/L・6700NU9/L・6000NU/L
- 2001年下期モデル - 686NU/E・686NU・6866NU・6000NU
- 2002年上期モデル - 612NU2/E（2002年下期まで継続販売）・610NU2・6120NU2
- 2002年下期モデル - 716NU3/B・716NU3・7170NU3
- 2003年上期モデル - 718NU4/B・718NU4・7190NU4/B・7190NU4
- 2003年下期モデル - 720NU5/B・7220NU5/B
- 2004年上期モデル - 820NUB・820NUL
- 2004年下期モデル - 830NU/L

#### LIFEBOOK MR（BIBLO LIFEBOOK MR）シリーズ
14.1型液晶とマルチベイ構造を搭載したA4スリムノート（発売期間：2000年冬～2003年下期）
- 2000年冬モデル - 6650MR8/L
- 2001年上期モデル - 6750MR9/L（2001年下期まで継続販売）
- 2002年上期モデル - 7160MR2
- 2002年下期モデル - 7180MR3
- 2003年上期モデル - 7140MR4
- 2003年下期モデル - 7140MR5

#### LIFEBOOK MG・MG/Hシリーズ
軽量・薄型で長寿命バッテリを搭載した大画面スリムモバイル。（発売期間：2001年下期～2004年下期）
- 2001年下期モデル - 675MG・6800MG
- 2002年上期モデル - 610MG2・6100MG2
- 2002年下期モデル - 612MG3・6120MG3
- 2003年上期モデル - 612MG4・7130MG4
- 2003年下期モデル - 613MG5・7140MG5
- 2004年上期モデル - 820MG・820MGH
- 2004年下期モデル - 830MG・830MG/H・830MG/S
830MG/Sは富士通専門店アクセスでのみ発売された親指シフトキーボード配列モデル。

#### LIFEBOOK MTシリーズ
LIFEBOOK最軽量のB5サイズモバイル。（発売期間：2003年上期～2004年下期）
- 2003年上期モデル - 7090MT4
- 2003年下期モデル - 780MT5・7100MT5
- 2004年上期モデル - 820MT
- 2004年下期モデル - 830MT

#### LIFEBOOK MF（BIBLO LIFEBOOK MF）シリーズ
B5サイズの12.1型モバイルノート（発売期間：1999年春～2001年上期）
- 1999年春モデル - 6266MF3/W
- 1999年夏モデル - 6333MF4/W
- 1999年冬モデル - 640MF5C/W・6400MF5/X
- 2000年春モデル - 645MF6C/W・6500MF6/X
- 2000年夏モデル - 645MF7C/W・6600MF7/X
- 2000年冬モデル - 655MF8/W・6600MF8/X
- 2001年上期モデル - 660MF9/X・6700MF9/X（2001年下期まで継続販売）

#### LIFEBOOK MC（BIBLO LIFEBOOK MC）シリーズ
タッチパネル液晶を搭載した小型モバイル。（発売期間：1998年冬～2003年上期）
- 1998年冬モデル - 5233MC2/W（1999年春まで継続販売）
- 1999年夏モデル - 6300MC4/W
- 1999年冬モデル - 640MC5C/W
- 2000年春モデル - 645MC6C/W
- 2000年夏モデル - 645MC7C/W
- 2000年冬モデル - 650MC8/W
- 2001年上期モデル - 660MC9/W（2001年下期まで継続販売）
- 2002年上期モデル - 665MC2
- 2002年下期モデル - 670MC3
- 2003年上期モデル - 680MC4

#### LIFEBOOK LSシリーズ
軽量ボディにワイド液晶を搭載した小型モバイル。BIBLO LOOX Sシリーズの法人向け仕様である。（発売期間：2001年下期～2002年上期）
- 2001年下期モデル - 270LS
- 2002年上期モデル - 273LS

#### BIBLO LIFEBOOK NSシリーズ
拡張ステーションに対応する薄型モデル。（発売期間：1998年冬～2000年春）
- 1998年冬モデル - 6233NS2/X
- 1999年春モデル - 6266NS3/X
- 1999年夏モデル - 6333NS4/X（2000年春まで継続販売）

#### 携帯電話一体型
- 2011年夏モデル - LOOX（F-07C）
Windows 7搭載でNTTドコモのFOMAハイスピード搭載。またiモードOS（MOAP）とのデュアルOSとなっており、通常は携帯電話として利用し、OSを切り替えて利用する。4インチSVGA液晶とスライド式QWERTYキーボード、タッチパネル搭載ながら重量200g強と超小型化を実現したモデル。iモード、おサイフケータイ、iアプリといった通常の携帯電話機能も使える。本機種に関しては通常の携帯電話同様にドコモショップなどで取り扱われる。

## タブレットパソコン
1台でモバイルPCにもタブレットPCにも変化する2WAYタイプのモバイルタブレットPC。

### 個人向けモデル

#### LOOX
「FUJITSU PC 40th Anniversary」モデルとして、2010年夏モデル以来、約12年ぶりに「LOOX」の名称を復活。モバイルタブレットをベースとした2in1デタッチャブル型へ転換された。（発売時期：2022年夏～2024年夏）
- 2022年夏モデル - FMV LOOX 75/G・FMV LOOX 90/G・FMV LOOX WL1/G
2010年春モデルのクラムシェルノートブックBIBLO LOOX Cシリーズよりも大きい13.3型としながら、高強度アルミニウムを採用したフル切削ユニボディ構造、タッチ用センサーフィルムの極薄化、メインボードの小型化などにより軽量・薄型と剛性が両立され、同サイズのWindowsタブレット内で世界最軽量・最薄となる重量約599g、厚さ約7.2mmを実現。別売の「FMV LOOXペン」にはワコムが開発した「Wacom Linear Pen（ワコムリニアペン）」技術が世界初採用され、手書きの文字を後から検索したり、自動でテキスト化させるノートソフト「Wacom Notes」を搭載。また、USB Type-Cケーブルが付属し、本体に連携用のICチップを内蔵したことで他のパソコンとの連携を可能にする「クリエイティブコネクト」を搭載。メインで使用しているパソコンと接続することで接続先のキーボード・マウスの共有やドラッグ&ドロップ操作のみでファイルの転送が可能となる「デュアルPCモード」、縦向き・横向きどちらにも対応し、サブディスプレイとして使用可能な「セカンドディスプレイモード」、ペンタブレットのように手書きでのペン入力が可能となる「ペンタブレットモード」の3つのモードがある。ディスプレイは高速応答やHDRに対応した有機ELディスプレイ（フルフラットファインパネル）を採用し、左右4つのBOXスピーカー「Quad Box Speaker」を採用。スペックが異なる2モデルが用意され、FMV LOOX 75はintel Core i5-1230U・8GBメモリ・256GB SSDを、FMV LOOX 90はintel Core i7-1250U・16GBメモリ・512GB SSDをそれぞれ搭載する。
単体でタブレットとして、別売のFMV LOOXキーボードとFMV LOOXキックスタンドと合わせることでモバイルノートとして使えることに加え、別売の液晶ディスプレイ「VTシリーズ」、HDMI変換アダプタ、FMV Mobile Keyboardの3点を合わせることで宅内でのデスクトップ環境を構築することも可能となる。
カスタムメイドモデルWL1/Gでは、FMV LOOXキックスタンドが付属され、FMV LOOXキーボードやFMV LOOXペンなどの別売オプションの同時購入が可能となるほか、5G/LTE/3Gに対応したワイヤレスWANの搭載も可能となる。

#### LIFEBOOK THシリーズ（第1シリーズ）
当初は2WayタイプのタブレットPCで、1シーズンのみの販売となっていたが、約2年のブランクを経て、初代モデルよりも大型化された13.3型のコンバーチブル型Ultrabookに転換し、シリーズ名を復活した。（発売時期：2011年夏、2014年春～2015年夏）
- 2011年夏モデル - TH40/D
10.1型タッチパネル式液晶を搭載したタブレットPC。外出先ではタッチ操作ができるピュアタブレットPCとして、液晶ディスプレイを後方にスライドさせながら持ち上げるとキーボードが現れ、小型モバイルノートPCとして使用できる。CPUにはHT対応のシングルコア「Atom Z670(1.50GHz)」を搭載。ワイヤレスLANはもちろん、Bluetoothも内蔵されている。カスタムメイドモデルの設定はなく、1シーズンのみの販売であった。
- 2014年春モデル - TH90/P・WT1/P
約2年のブランクを経て復活した2代目モデルはディスプレイサイズが13.3型に大型化し、「IGZO」の採用により高解像度化（2,560×1,440ドット）。ディスプレイは左右180°ずつ回転するコンバーチブル構造となったことで、基本のノートPCスタイルや画面を上に向けて閉じることでタブレットスタイル（「Shift hinge」構造の採用により、タブレットスタイル時にはノートPCスタイル時よりもディスプレイの位置がずれて、操作に必要なボタンが現れるようになっている）にすることはもちろん、画面を右か左に向けることで隣や向かいの方に画面を見せるバリアスタイルにしたり、画面を手前に向けることで、角度の調整ができ、動画の視聴に最適なシアタースタイルにと、1台で4通りの使い方ができる。スペックも向上し、OSは64ビット版のWindows 8.1に、CPUはデュアルコアの「Core i5-4200U(1.60GHz)」に、メモリは8GBに大容量化され、ストレージはNAND型フラッシュメモリを搭載することで高速起動と大容量保存を両立するハイブリッドHDDとなった。カスタムメイドモデルも設定されるようになり、メモリを4GBに減らす、Officeを省くことでより廉価な仕様にすることができるほか、ストレージをSSD（128GB/256GB）に変更したり、純正の外付けスーパーマルチドライブユニットを追加することができる。なお、2014年夏モデル・2014年秋冬モデル発表後も継続販売された。
- 2015年春モデル - TH90/T・WT1/T
約1年ぶりにモデルチェンジ。CPUを第5世代のCore i5-5200U(2.20GHz)に変更してスペックアップ。OSはWindows 8.1 Updateに、OfficeはHome and Business Premium プラス Office 365サービスにそれぞれ更新したほか、ワイヤレスLANがIEEE802.11acに対応。キーボードはキーストロークを深く（約1.0mm→約1.2mm）し、静音設計にする改良を行い。覗き見お知らせ機能を搭載した。カスタムメイドモデルはストレージの選択肢を500GB ハイブリッドHDDと256GB SSDの2種類に集約し、ディスプレイはIGZO仕様のフルHD液晶を、OfficeにはPersonal Premiumをそれぞれ追加設定した。なお、2015年夏モデル発表後も継続販売された。

#### LIFEBOOK QH/STYLISTIC QHシリーズ
当初は付属のキーボード・ステーションの着脱により、ノートPCとしてもタブレットとしても使用できるハイブリッドタブレットPCとして発売し、個人向けモデルとしては約9年ぶりにSTYLISTICの名称で発売されていたが、2025年春モデルで2in1コンバーチブルノートPCへ転換されLIFEBOOKへ改められた。（発売時期：2012年秋冬～2013年夏、2023年冬～）
- 2012年秋冬モデル - QH77/J・WQ2/J
OSにはWindows 8 64bitを、CPUにはCore i5-3427Uを、ストレージには64GBのSSDを搭載する。カスタムメイドモデルも設定されており、CPUにCore i3-3217Uに変更できるほか、SSDを128GB又は256GBに増量したり、外付けのDVDスーパーマルチの追加、キーボード・ステーションを無しにすることができる。なお、本モデルは2013年春モデル・2013年夏モデル発表後も継続販売された。2013年秋冬モデルで、10.1型ワイド液晶のARROWS Tab Wi-Fiと統合し、「ARROWS Tab QHシリーズ」となった。
- 2023年冬モデル - WQ2/H3
2021年秋冬モデル以来約2年ぶりのモデルチェンジにより、個人向けモデルの名称が約10年ぶりに「STYLISTIC」へ回帰された。搭載の有無を選択可能なMicrosoft OfficeがMicrosoft 365 Basic同梱版に変更された程度で、ハードウェア自体のスペックは2021年秋冬モデルのWQ2/F3に準じる。
- 2025年春モデル - WQ1/K1
2in1コンバーチブルノートPCへ転換され、シリーズ名称を「LIFEBOOK QHシリーズ」に変更。ディスプレイはキーボード・ステーションによる着脱式から360度回転する機構になったことでテントスタイルが可能となり、安定性を高めるため本体四隅に滑りにくい素材を用いたグリップが設けられた。また、キーボードは本体内部への浸水を防ぐ防滴構造となっており、底面にはバー型のゴム足も配置された。タッチパネル搭載のディスプレイはSTYLISTIC QHの10.1型ワイドから11.6型ワイドへ大画面化。搭載の有無を選択可能なMicrosoft OfficeはMicrosoft 365 Basic + Office Home & Business 2024に変更。ストレージは128GBのフラッシュメモリ（eMMC）に固定されたが、プロセッサーはCeleon N4500とPentium Sliver N6000から選択が可能となり、ペン（専用アクティブペン）は省くことが可能となった。

#### BIBLO MTシリーズ
2009年秋冬モデルから登場した、12.1型タッチパネル式液晶を搭載したコンパクトモバイルノート。画面が左右に180度回転するコンバーチブル形状を採用しており、タブレットモードに切り替える事も可能。Windows 7の新機能の一つである「Windows タッチ」にも対応する。キーピッチは19mmとゆとりがあり、キーボード操作も快適である。持ち運びを考慮し、各種試験をクリアした堅牢設計としている。HDMI端子も装備しており、対応のテレビであれば、HDMIケーブル1本で接続できる。（発売時期：2009年秋冬～2010年春）
- 2009年秋冬モデル - MT/E50・MT/E50N
カタログモデルではCeleron、2GBメモリ搭載するが、カスタムメイドモデルではデュアルコアCPUであるCore 2 Duo P8700/T9600への変更や、4GBメモリに増量できるなど、動画編集にも対応するハイスペック仕様にすることができる。このモデルは2010年春モデルまで継続販売された。

#### BIBLO LOOX Uシリーズ（第1シリーズ）
重量約580g（※）、5.6型ワイド液晶を搭載したUMPCモデル。指紋認証装置を標準装備。液晶画面部分が反転してペン入力ができるタブレットスタイルにも対応したコンバーチブル形である。先に発売された法人向けモデルLIFEBOOK Uシリーズを個人向け仕様に変更した。SDカードスロット搭載、CFスロット搭載。USBポート×1（発売期間：2007年夏～2009年夏）
※LOOX U50X/V（2007年秋冬モデル）は約555g、LOOX U/B50NとLOOX U/C40（2009年春モデル）は約565g
- 2007年夏モデル - LOOX U50WN
キーボードは5段56キー。ディスプレイはタッチパネル式5.6型ワイド液晶で、解像度は1,024×600ドット。当初はカスタムメイド専用モデルだったため、WEB MARTのみの取扱いだった。
- 2007年秋冬モデル - LOOX U50X/V・LOOX U50XN・LOOX U50XNX・LOOX U50WN
Windows Vistaを搭載したカタログモデル（LOOX U70X/V）を追加。カラーバリエーションも4色（LOOX U50XN、カタログモデルのLOOX U70X/Vは2色）また、2007年11月にはワイヤレスWAN搭載モデル（LOOX U50XNX）をカスタムメイドモデルに追加。LOOX U50WNもWindows XP搭載モデルとして継続販売。このモデルは2008年夏まで長期間販売された。また、「週刊アスキー」とのコラボモデルのみBluetoothが搭載された。
- 2008年秋冬モデル - LOOX U/B50・LOOX U/B50N
約1年ぶりにフルモデルチェンジ。標準バッテリで約5.3時間(従来モデルは約4時間)、大容量バッテリで約11.1時間の動作が可能になった。筐体デザインも一新し、キーボードは従来の5段56キーから6段68キーに変更した。ディスプレイ解像度が1,280×800ドット(WXGA)に向上。画素ピッチの縮小で文字も小さくなることは「らくらくズームLite」機能でカバーした。CPUは省電力に優れたintel Atom Z530になると共に、Centrino Atomにも対応。キーボードも形状やキーピッチが変更されたことにより、隣接するキーとの押し間違いを低減した。また、カスタムメイドモデルのカラーバリエーションは5種類となる、また、前モデルに引き続き、ワイアレスWAN搭載モデルも用意される。Bluetoothが標準搭載された。
- 2009年春モデル - LOOX U/C30・LOOX U/C40・LOOX U/C30N・LOOX U/C40N・LOOX U/B50N
OSをWindows XP Home Editionに変更し、よりお求めになりやすい価格に設定した。また、FMトランスミッターとWebカメラを内蔵した上位機種LOOX U/C40が追加された。また、カスタムメイドモデルも設定されており、上位機種のLOOX U/C40Nには、ワイアレスWAN搭載モデルも用意される。なお、LOOX U/B50NはWindows Vista搭載モデルとして継続販売される（ボディカラーのtokidokiオリジナルデザインはLOOX U/B50Nの専用カラーである）。
- 2009年夏モデル - LOOX U/C30・LOOX U/C40・LOOX U/C30N・LOOX U/C40N・LOOX U/C50N
追加モデルとして、Atom Z550(2.00GHz)を搭載したカスタムメイドモデルLOOX U/C50Nを追加。また、業界初となるグリーン電力証書システムに対応し、地球をモチーフにしたオリジナルデザインを採用した「アースシルバー」を設定した「ECOモデル」も用意された。

#### BIBLO LOOX Pシリーズ（第1シリーズ）
BIBLO LOOX Uシリーズ同様、画面が回転するコンバーチブル構造になっているが、BIBLO LOOX Uシリーズよりも大きい8.9型ワイド液晶を搭載する。先に発売された法人向けモデルのLIFEBOOK Pシリーズを個人向けに仕様変更した。（発売期間：2006年春～2009年春）
- 2006年春モデル - LOOX P70R
- 2006年夏モデル - LOOX P70S
- 2006年秋冬モデル - LOOX P70T/V・LOOX P70TN
このモデルより、ワンセグチューナーを内蔵（カスタムモデルではワンセグチューナーなしの設定も可能）。また、CPUもintel Core Soloにグレードアップ。
- 2007年春モデル - LOOX P70U/V・LOOX P70UN
- 2007年夏モデル - LOOX P50WN・LOOX P70WN
このモデルからカスタムメイド専用モデルとなる。また、カラーバリエーションが2色となり、Celeron M搭載モデルも追加。
- 2007年秋冬モデル - LOOX P50XN・LOOX P70XN
上位機種（P70XN）がintel Core 2 Soloにグレードアップ。
- 2008年春モデル - LOOX P70YN
CPUがデュアルコアのintel Core 2 Duoに。また、ストレージでフラッシュメモリの選択が可能に。
- 2008年夏モデル - LOOX P/A70N
- 2008年秋冬モデル - LOOX P/B70N
intel Centrino 2 プロセッサ・テクノロジに対応。2009年春まで継続販売される。

#### STYLISTIC
単体での使用はもちろん、ドッキングステーションと併用すれば一体型デスクトップとしても使用できるタブレットPC。（発売期間：2002年冬～2003年夏）
- 2002年冬モデル - TB80【FMVTB80】（2003年春まで継続販売）
- 2003年夏モデル - TB93

### 法人向けモデル

#### LIFEBOOK Tシリーズ
12.1型/12.1型ワイド/12.5型ワイド/13.3型ワイド液晶を搭載したコンパチーブル型モバイルタブレットPC。（発売期間：2005年下期～）

発売時期やモデルにより液晶サイズが異なる。

12.1型液晶:T82##系（T8260まで）、TL1

12.1型ワイド液晶:T81##系、T73#系（T731まで）

12.5型ワイド液晶:T73#系（T732以降）、T72#系

13.3型ワイド液晶:T82##系（T8270以降）、T9##系

- （不明） - T4010
- 2005年下期モデル - T8210
- 2006年上期モデル - T8220（2006年下期まで継続販売）
- 2007年上期モデル - T8140・T8240（2007年下期まで継続販売）
- 2008年上期モデル - T8160・T8260
- 2008年下期モデル - T8170・T8270（2009年上期まで継続販売）
- 2009年下期モデル - T8190・T8290（2010年上期まで継続販売）
- 2010年下期モデル - T730/B・T900/B
- 2011年上期モデル - T730/B(継続)・T900/B（継続）・TL1
- 2011年下期モデル - T731/D・T901/D（2012年上期まで継続販売）
- 2012年下期モデル - T732/F・T902/F
- 2013年上期モデル - T732/G・T902/G
- 2013年下期モデル - T734/H・T902/G（継続）
- 2014年上期モデル - T734/H（継続）・T904/H
- 2015年上期モデル - T725/K・T935/K（2015年下期まで継続販売）
- 2016年上期モデル - T726/N・T936/N
- 2016年下期モデル - T726/P・T936/P

#### LIFEBOOK Pシリーズ（第1期）
8.9型ワイド液晶を搭載したコンパチーブル型モバイルタブレットPC。（発売期間：2005年下期～2009年上期）
- 2005年下期モデル - P8210（2006年上期まで継続販売）
- 2006年下期モデル - P8230
- 2007年上期モデル - P8240（2007年下期まで継続販売）
- 2008年上期モデル - P8260
- 2008年下期モデル - P8270（2009年上期まで継続販売）

#### LIFEBOOK Uシリーズ（第1期）
5.6型ワイド液晶(1,024×600ドット(WSVGA)表示対応)搭載の超小型軽量モバイル。ペン入力にも対応するコンパチーブル型モバイルタブレットPC。（発売期間：2007年上期～2009年上期）
- 2007年上期モデル - U8240
Intel Ultra Mobile Platform 2007を採用し、CPUにIntel A110(800MHz)を搭載。OSはWindows XP ProfessionalおよびVistaが用意された。後にコンシューマモデル「FMV-BIBLO LOOX U」も発売された(Windows XP Professionalのみ)。
- 2007年下期モデル - U8250（2008年上期まで継続販売）
- 2008年下期モデル - U8270（2009年上期まで継続販売）

#### STYLISTIC
単体での使用はもちろん、ドッキングステーションと併用すれば一体型デスクトップとしても使用できるピュアタブレットPC。個人向けモデルとは異なり、ドッキングステーション、キーボード・マウスは別売となる（一時期、ドッキングステーション・キーボード・マウス付セットモデル、10.4型反射型液晶搭載モデルが発売されていた）。
2011年2月に10.1型ワイド液晶を搭載したストレートPCとして名称を復活。2012年9月には外出先はタブレットPCとして、事業所内では「キーボード・ドッキングステーション」を装着することでモバイルノートPCとして使用できる11.6型ワイド液晶のハイブリッドタブレットQ702/Fを新設した。
2013年下期モデルは、継続販売されているQ702/Gを除いて「ARROWS Tab Qシリーズ」へ移行されたが、2023年下期モデルで約10年ぶりに「STYLISTIC」の名称を復活させたが、2024年下期モデルを最後に終売となった。
- 2002年夏モデル - TB80【FMVTB801】（2003年春まで継続販売）
- 2003年夏モデル - TB93/B
- 2003年下期モデル - TB10/B・TB10/S（2004年上期まで継続販売）
- 2004年下期モデル - TB11/B・TB11/R・TB11/S（2005年上期まで継続販売）
- 2005年下期モデル - TB12/B・TB12/R・TB12/S（2006年上期まで継続販売）
- 2006年下期モデル - TB13/B・TB13/R・TB13/S（2007年下期まで継続販売）
- 2008年上期モデル - TB14/B
- 2008年下期モデル - TB15/B（2009年上期まで継続販売）
- 2011年上期モデル - Q550/C（2012年5月まで販売）
- 2012年上期モデル - Q552/E・Q702/F（2機種とも2012年6月発売）
- 2012年下期モデル - Q552/E（継続）・Q572/F・Q702/F（継続）
- 2013年上期モデル - Q552/E（継続）・Q572/G・Q702/G
- 2013年下期モデル - Q702/G（継続）
- 2023年下期モデル - Q5011/NB・Q5011/NE・Q7312/NB・Q7312/NE
- 2024年下期モデル - Q7312/RB・Q7312/RE

## その他

### 個人向けモデル

#### FMVらくらくパック・らくらくパソコン
初心者やパソコン操作に不慣れの方に最適なモデル。（発売時期：2008年夏～2012年夏）
- 2008年夏モデル - EK/A30【FMVEKA30R】・EK/A50【FMVEKA50R】・NF/A70【FMVNFA70WR】
パソコン本体に訪問セットアップ、1年間電話サポートがセットになったWeb限定モデル。パソコン本体にはあらかじめ文字やアイコンを大きめに設定し、「＠メニュー」には「インターネット」・「メール」・「年賀状・暑中見舞い作成」などと機能を絞り込んだ「簡単メニュー」を追加。メーカー保証は3年間に設定し、「らくらくパック」専用の説明書も添付されている。機種はデスクトップ型とノートブック型を用意。デスクトップ型は19型ワイド液晶を搭載した一体型エントリーモデルDESKPOWER EKをベースに、EK/A30はHDDを通常モデルの半分（320GB→160GB）にする代わりに、メモリを倍増（1GB→2GB）、通常モデルには搭載されているOffice Personal 2007は省かれた。なお、上位機種としてCPUをintel Core 2 Duoに変更し、Office Personal 2007をプリインストールしたEK/A50もラインナップ。ノートブック型は同社主力モデルBIBLO NFをベースとする。基本仕様はベースモデルのNF/A70と同様。ボディカラーはヴィーナス・ホワイトのみ。
- 2008年秋冬モデル - NF/BR
このモデルから「FMVらくらくパソコン」に改称。店頭でも購入できるようになった為、「らくらくパック」ではセットになっていた訪問セットアップは「FMVらくらく訪問サービス」というオプションサービスとなった（1年間の無料電話サポートは付属）。今回はノートブック型のみのラインナップで、シャンパンゴールドのボディに2色のキーボード色を用意した専用仕様となった。キーボードは使いやすさを重視した「らくらくキーボード」とし、母音キーとLキーは色分けして位置を探しやすくしたほか、アルファベットはデカ文字で見やすくし、機能キーには日本語表記を追加した。また、「＠メニュー」内に用意されていた「簡単メニュー」が独立して「らくらくメニュー」となり、項目には新たに「時刻表・乗り換えを調べる」と「地図を見る」が追加された。店頭販売モデルはFMVNFBRW（白キーボード）とFMVNFBRB（黒キーボード）2機種を用意。また、Web限定で、日経PCビギナーズコラボモデル（FMVNFBRWA）もラインナップされる。こちらは白キーボードタイプ（FMVNFBRW）をベースにメモリを4GBに増量、液晶をノングレアタイプに変更し、メーカー保証を3年間に延長した。いずれの機種も2009年夏まで継続販売された。
- 2009年秋冬モデル - F/ER・NF/ER
約1年ぶりとなる新モデル。「らくらくメニュー」は新たに「写真を見る・印刷する」の項目を追加。文字入力もインターネット閲覧もタッチ操作できる「らくらく操作パネル」や「タッチ文字入力」機能を追加。また、マウスも「はじめてマウス」に改良。左右の区別が付けられるように、ボタンを色分け、左ボタンには触っただけで違いが分かるように凸凹をつけた。また、自然に正しくマウスを握れるように、指に沿うような凹みをつけ、使い易さを追求した。
新たに追加されたデスクトップモデルのF/ERはタッチパネル式20型ワイド液晶を搭載したF/E60をベースにしており、メモリをベースモデルの半分(4GB→2GB)に設定。カラーはパールホワイトのみ。一方のノートブックモデルであるNF/ERは15.6型ワイド液晶を搭載するエントリーモデルのNF/E40をベースにしており、CPUをCeleron 900（2.20GHz）に変更し、メモリをベースモデルの半分（4GB→2GB）に設定。また、ディスプレイはタッチパネル式となり、テンキーは省かれている。また、今回は両モデルともOffice Personal 2007をプリインストールしない。2010年春モデル発表後も継続販売された。
- 2010年夏モデル - ESPRIMO FH/R3・LIFEBOOK AH/R3
本モデルでは「FMVらくらくパソコン3」として発売。直前に発売されたらくらくホン7との連携に対応（2011年4月発売のらくらくホン ベーシック3にも対応しており、アップデートにより歩数・活動量のデータ取り込みに対応）しており、付属の「らくらくホン専用スタンド」に置くだけで簡単に写真が転送できる「置くだけ写真転送」を搭載。らくらくホン7以外の携帯電話やデジタルカメラは本体内蔵のカードスロットにメモリーカードを差し込むだけで自動転送ができる。また、ノートブック型のLIFEBOOKには新たにパソコンに重ねるだけでケーブル類などをどこにつなげるのかがひと目で分かる「つないでほシート」が添付された。
前機種に引き続き、デスクトップ型とノートブック型の2種類が用意されており、デスクトップモデルのESPRIMO FH/R3はタッチパネル式20型ワイド液晶を搭載したESPRIMO FH550/3Aをベースに、CPUをCeleron T3300（2.00GHz）に変更し、HDDを半分（1TB→500GB）に減らした。カラーはスノーホワイトのみ。一方のノートブック型モデルLIFEBOOK AH/R3は15.6型ワイド液晶を搭載したLIFEBOOK AHシリーズをベースにしているが、ディスプレイはタッチパネル式、カラーはゴールド系、テンキーを省いた専用仕様となっている。また、CPUにはシングルコアのCeleron 900（2.20GHz）を、メモリは2GBを搭載する。また、前機種と異なり、Office（Office Personal 2010）がプリインストールされる。なお、デスクトップ型は「FMVらくらくパソコン4」発表後も2011年夏まで継続販売された。
- 2011年夏モデル - LIFEBOOK AH/R4・LIFEBOOK AH/R4H
1年ぶりの新機種となる本モデルでは「FMVらくらくパソコン4」として発売。らくらくホン7・らくらくホン ベーシック3との連携に対応しており、写真や歩数・活動量データ（歩数・活動量データの取り込みはらくらくホン ベーシック3のみ）を付属の専用スタンドに置くだけで簡単に取り込むことができる。また、Microsoft Word 2010、Microsoft Excel 2010用のテンプレートとしてお手本集を用意しており、回覧板や医療費管理表などの6種類が用意されている。また、Word 2010では専用アドオンソフトとして「Dr.シンプラー 2010 ビギナーズ Lite」をプリインストールしており、文字色や大きさなどよく使う機能を簡単に呼び出すことができる。「筆ぐるめ」にも通常版（Ver.18）に加え、「筆ぐるめ らくらくナビ」を追加でプリインストールされており、3ステップで年賀状や暑中見舞いを簡単に作成できる。
今回はノート型のみのラインナップで、「らくらくパソコン3」のノート型と同様にゴールド系の専用ボディを採用するが、従来に比べて薄く・軽くなり、省略されていたテンキーも追加された。また、Celeron搭載モデル（AH/R4）に加え、新たにCore i5搭載モデル（AH/R4H）を追加。こちらは第2世代のCore i5-2520Mを搭載、HT対応によりデュアルコアで4つの作業を同時にこなすことができ、さらに、高負荷時にクロック周波数をアップする「ターボ・ブースト2.0」に対応。メモリも4GBに倍増しているため、高解像度の画像を大量に取り込む場合でもスピーディーにこなすことができる。このモデルは2012年夏まで継続販売された。

### 法人向けモデル

#### FMVシンクライアント
HDDやドライブを持たないシンクライアントPCで、ディスクに起因するトラブルや情報漏洩対策に最適。また、クライアント・アプリケーションなどの資源をサーバー側で一元管理することでクライアント側のインストール・アップデート作業が不要になる為、運用・管理コストの削減も図れる。TC5000系がデスクトップタイプ。TC8000系がノートブックタイプである。なお、2012年上期からシンクライアントのブランド名を順次「FUTRO（ヒューロー）」に改められたため、FMVブランドとしては2012年上期をもって終了した。
- 2005年上期モデル - TC5200・TC8200（2005年下期まで継続販売）
- 2006年上期モデル - TC5210・TC8210・TC8220
- 2006年下期モデル - TC5210・TC8220・TC8230
- 2007年上期モデル - TC5230・TC8220（発売は2007年5月まで）・TC8230・TC8240（2007年6月発表）
- 2007年下期モデル - TC5230・TC8230・TC8240
- 2008年上期モデル - TC5230・TC8230・TC8240（発売は2008年5月まで）・TC8360（2008年6月発表）
- 2008年下期モデル - TC5230（2011年下期まで継続販売）・TC8230（発売は2008年10月まで）・TC8270（2008年11月発表）・TC8360（2009年上期まで継続販売）
- 2009年下期モデル - TC8390（2012年上期まで継続販売）

#### ロングライフパソコン（FMV FAパソコン/ESPRIMO）
24時間稼動を可能にした長寿命型パソコン。主に産業・生産/物流・金融/コールセンターなど、長時間の稼動が必要な現場に向く。ここでは、前身機種である「FMV FAパソコン」もあわせて掲載する。なお、N5280FAからブランド名をデスクトップPCと同じ「ESPRIMO」に改めた。
- 2002年上期モデル - 717GFA8・724GFA8（発売時期：2002年8月～2003年12月）
- 2003年下期モデル - 7266FA9・7306FA9（発売時期：2004年1月～2004年11月）
- 2004年下期モデル - 1260FA1S（発売時期：2004年12月～2006年4月）
- 2006年上期モデル - J5210FA・N5210FA（発売時期：2006年5月～2006年9月）
- 2006年下期モデル - J5220FA・N5220FA（J5220FAは2007年3月まで、N5220FAは2008年3月まで継続発売）
- 2008年上期モデル - N5260FA（発売時期：2008年4月～2011年6月）
- 2011年上期モデル - N5280FA（発売時期：2011年6月～2015年10月）
- 2012年上期モデル - J5280FA（発売時期：2013年2月～2016年1月）
- 2015年下期モデル - N529/FA（発売時期：2015年10月～2021年12月）・J529/FA（発売時期：2016年1月～2021年4月）
- 2021年上期モデル - J5510/FA
- 2021年下期モデル - N5510/FA（2021年12月発表）